# Kick-boxing
Pour les articles homonymes, voir Kick-boxing japonais et Kick-boxing américain.
Le kick-boxing est un sport de combat de percussion et appartenant au groupe dit des boxes pieds-poings (BPP). Il est développé et réglementé au début des années 1960 au Japon, sous l'appellation « kick-boxing japonais », avec tout type de coup de pied sur les membres inférieurs, coups de genou direct, coups de coude et projections de judo, et parallèlement à la même époque aux États-Unis, sous l'appellation « kick-boxing américain », avec coup de pied circulaire à l’endroit en ligne basse – uniquement sur la cuisse.
Ces deux disciplines, notamment de compétition, ont été influencées par de nombreuses pratiques de combat extrême-orientales et également par les pratiques occidentales, notamment la boxe anglaise et la boxe française. Ces deux disciplines peuvent être assimilées à un art martial (art de combat) compte tenu de leur origine et constitution. Elles ont été notamment pratiquées au début des années 1960 par les artistes martiaux en compétition de type « open multi-disciplines ».
La forme japonaise a pris un envol international dans les années 1990 et a été dénommée « kickboxing K1 » (avec la suppression des coups de coude et projections de judo permis au début des années 1960). Sa représentation la plus médiatique est le tournoi des plus de 93 kg (poids lourds) du K-1 World Grand Prix et le tournoi des moins de 70 kg (super-welters ou en français, super mi-moyens), le K-1 World MAX.
La forme nord-américaine s’est développée conjointement avec le full-contact nord-américain à l’occasion des tournois d’arts martiaux multi-disciplines au début des années 1960. Le règlement sportif dit transversal permet à tous les pratiquants de sports de combat de percussion de s’adapter à cette discipline.
Un pratiquant de kick-boxing se nomme un « kick-boxeur » (au féminin une « kick-boxeuse »). Cette dénomination ne doit pas être confondue avec le qualificatif de « kickeur » (combattant qui utilise en grande partie les techniques de coup de pied, à contrario du « boxeur », combattant qui utilise essentiellement les techniques de coup de poing). La discipline s’écrit le plus couramment en français « kick-boxing » et en anglais « kickboxing » ou « kick boxing ».

## Fédérations mondiales
Il n’existe pas à proprement parler d’organisme international majeur gérant la discipline, mais plutôt un ensemble de fédérations mondiales développant cette pratique en compétition. On trouve notamment, depuis les années 1970, les structures historiques suivantes : 
- la World Kickboxing Association (WKA) créée par Howard Hanson en 1976 aux États-Unis à l’origine du kick-boxing américain avec low-kick ;
- l’International Sport Kickboxing Association (ISKA), héritière de l’ex P.K.A., fondée aux États-Unis en 1986 ;
- la World Association of KickBoxing Organizations (WAKO)[2] crée en 1976 en Allemagne par Georg F. Bruckner, initialement une structure ayant pour but de développer en Europe le point-fighting et le full-contact ;
- l’International Combat Organisation (I.C.O.), branche britannique issue de la WAKO ;
- la Fighting and Entertainment Group (F.E.G.) créée au Japon en 2003 par Sadaharu Tanikawa, société de promotion des grands tournois de kick-boxing japonais (tournoi annuel du K-1 World Grand Prix et tournoi biannuel du K-1 World MAX).

Le kick-boxing désigne outre-Atlantique l'ensemble des pratiques de combat utilisant les coups de pied et coups de poing. Il existe ainsi de nombreuses formes de kick-boxing notamment : 
- les boxes américaines : le full-contact nord-américain, ou kick-boxing américain sans low-kick, le « kick-boxing américain avec low-kick » et le « kick-boxing américain aux points ou point-fighting ») ;
- les boxes françaises : boxe française et le chauss’fight ;
- les boxes de l’Asie centrale : boxe indienne, sambo, sanda ;
- les boxes du Sud-est asiatique : boxe birmane, boxe khmère, boxe lao, boxe thaï, boxe malaise (Tomoi), boxe vietnamienne ;
- les boxes d’Extrême-Orient : kick-boxing japonais, shoot-boxing ;
- etc.

## Histoire du kick-boxing duXXesiècle

### Naissance au Japon et aux États-Unis
Nombreux sont ceux qui pensent que le kick-boxing est un sport originaire de Thaïlande. Au Japon, à la fin des années 1950, des experts de karaté et d'autres arts martiaux organisent des rencontres de plein-contact sur tapis et sur ring, ainsi naît le kick-boxing japonais. Au milieu des années 1960, le kick-boxing japonais prend réellement son envol grâce au promoteur de boxe Osamu Noguchi. À la même époque aux États-Unis, de nombreuses écoles d'arts martiaux organisent des rencontres de plein contact notamment des disciplines comme le bando, le karaté, le taekwondo, le kempo, etc.. Dès 1962, un des pionniers du kick-boxing américain, le birman Maung Gyi, organise des opens de tous styles sur ring. Puis une sorte de révolution s'opère dès le début des années 1970 dans le milieu du karaté de haut-niveau. De nombreux pratiquants de bon niveau point-fighting (« karaté à la touche freinée ») évoluant dans les compétitions se sentent frustrés par les réglementations en vigueur privilégiant le contrôle des touches. Ils cherchent alors un sport dans lequel on utilise la puissance des coups de pied et de coups de poing, plutôt qu'en les arrêtant avant de toucher l'adversaire. Le full-contact karaté (« kick-boxing américain sans low-kick ») et le « kick-boxing américain avec low-kick » étaient nés.

### Kick-boxing, un terme générique
Le terme « kick » signifie « coup de pied » en anglais, les anglophones ont tendance à appeler « kick-boxing » toutes les disciplines associant des coups de pied à des coups de poing. Ce terme est l'équivalent de l'appellation française « boxe pieds-poings » proposée par Alain Delmas, en 1976.
Le full-contact est appelé dans de nombreux pays « kick-boxing sans low-kick » (car les coups de pied dans les jambes sont interdits dans la forme moderne pratiquée dans les fédérations internationales). Également, on a longtemps appelé par erreur « kick-boxing », la boxe thaïlandaise (muay-thaï). Ce qui n’est pas une erreur mais plutôt un amalgame, car par définition le muaythaï est une forme de « kick-boxing » au même titre que de nombreuses boxes notamment celles du Sud-est asiatique (boxe birmane, boxe khmère ou Kun Khmer, boxe laotienne et boxe vietnamienne). En 2008, en France, la Fédération Française de Full Contact (FFFCDA) devenue en 2013, la « Fédération de Fighting Full Contact kickboxing (FFFCKDA) » a relancé de « full-contact avec low-kick » des années 1960 aux États-Unis, pratique originelle du kick-boxing américain avec pantalon d’art martial, protections de jambes et de pieds (chaussons en mousse expansée).

### Le kick-boxing américain
Les pionniers du kick-boxing américain avec low-kick et du full-contact américain sans low-kick aux États-Unis dans les années 1970, sont trois personnalités du monde des arts martiaux américains : le comte Dante (karaté), Ray Scarica et Maung Gyi (Bando et boxe birmane). En particulier en France, le terme « kick-boxing » désigne ce que l'on appelle une boxe pieds-poings dans laquelle tout type de coup de pied est autorisé au-dessus de la ceinture ; et pour les cibles en dessous du bassin, exclusivement les coups de pied circulaires sur le membre inférieur et tout type de balayages « uniquement sur le pied » et le bas de la jambe). Aux États-Unis, le terme « kick-boxing » est une appellation « générique » désignant les rencontres de boxe dans lesquelles les protagonistes portent des coups de pied et désigne certaines pratiques martiales d'origines asiatiques (telle le bando-kickboxing ou boxe birmane, la boxe thaïe, etc.). Il faut savoir qu’aux États-Unis, depuis le milieu du XXe siècle, de nombreuses écoles d'arts martiaux, en plus de promouvoir leurs propres disciplines, participent à des opens de tous styles dits de « kick-boxing » pour se confronter à d’autres disciplines de combat. Ce qui n’est pas toujours le cas des clubs dit de « kick-boxing » notamment en Europe à la fin du XXe siècle se contentant d’enseigner et de participer en compétition uniquement dans cette discipline. Outre le cas de quelques pays européen comme la France où il existe une fédération nationale regroupant exclusivement les clubs dits de « kick-boxing », dans la plupart des pays, le kick-boxing ne se présente pas en sport à part entière, mais en discipline de compétition (c’est-à-dire en tant qu’un règlement de rencontre) réunissant différents disciplines de sports de combat et d’arts martiaux. Ainsi, dans de nombreux pays, les combattants sont polyvalents et évoluent durant leur carrière dans différentes disciplines pugilistiques.
Sur le continent nord-américain, d'après les écrits de champions américains, les premiers combats sportifs sur ring et sur tatamis, dateraient de 1962 (notamment les tournois sur ring de bando-kickboxing), développés par des styles variés comme le bando, le karaté, le taekwondo, le kempo, etc. Mais c'est en 1976 que nait officiellement le kick-boxing américain à la suite de la mise en place d'une fédération de champions professionnels de karaté full-contact, la World Kickboxing Association (WKA). Ceux-ci, souhaitaient rencontrer les combattants asiatiques dans une forme de rencontre avec percussion sur les membres inférieurs pour montrer leur supériorité, notamment dans un style de type boxe pieds-poings complète, associant les techniques de poing (boxe anglaise) et de pied des arts martiaux (karaté, taekwondo, boxe birmane, muaythaï, etc.). Pour des raisons de différenciation d'activité, en Europe comme sur le continent américain, on distingue deux formes de rencontre de kick-boxing : la version « kick-boxing avec coup de pied circulaire dans les jambes » et le « kick boxing sans coup de pied dans les jambes » appelé en Europe « full-contact » (ou par erreur dénommé, « boxe américaine »). Cette dernière, est gérée en France, dès la fin des années 1970, par la Fédération Française de Full Contact (FFFCDA) alors qu'un autre organisme, la Fédération (Française) de « Boxe Américaine » (FBADA) a également rassemblé de nombreux pratiquants jusqu’en 2008 (malgré l’obtention de la délégation de pouvoirs ministérielle en 2007 par la FFFCDA). En début de saison 2008, la Fédération de Boxe Américaine (FBADA) rejoint une nouvelle structure parallèle, la Fédération Française de Sports de Contact (FFSCDA) dans le « Comité Français de K-1-rules ». À la rentrée sportive 2009, la boxe américaine a retrouvé sa pleine représentativité au sein de la FFSCDA en s’organisant en Comité français de boxe américaine (CFBA) et en obtenant la Délégation de pouvoirs ministérielle.

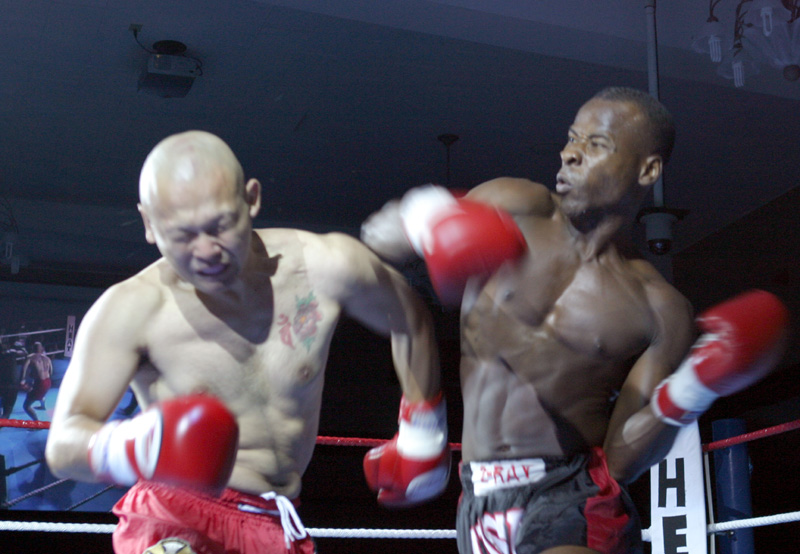
Esquive sur un crochet du poing droit.

### Le kick-boxing japonais
Kickboxing (en japonais, キックボクシング kikkubokushingu). Cette forme japonaise issue du muay-thaï et de la boxe birmane est développée après les Jeux olympiques de 1964 notamment dans la ville d’Osaka et dans laquelle le règlement permettait de frapper à coup de pied, de poing, de genou et de coude, agrémenté de projections de judo. Au début, de nombreux combattants étaient issus du karaté style kyokushinkai et des boxes du Sud-est asiatique. Cette forme existe toujours et s’appelle aujourd’hui shoot-boxing dont l’événement majeur est le Shoot Boxing World Tournament.
Dans les années 1950, un karatéka japonais, Tatsuo Yamada, créateur du Nihon Kempō Karaté-do établi une nouvelle pratique, un « art martial hybride », qui combine le karaté, la boxe thaïlandaise et les autres boxes du Sud-est asiatique. À une époque où les pratiquants ne sont pas autorisés à frapper réellement dans les rencontres de karaté, Tatsuo Yamada, a le projet de mettre en place un nouveau sport et de faire sa promotion. En novembre 1959, il donne un nom provisoire à cette pratique, le « karaté-boxing ». Tatsuo Yamada invite un champion thaïlandais, partenaire d’entraînement de son fils, Kan et commence à étudier le muay-thaï. À cette époque, ce combattant thaïlandais est en contact avec Osamu Noguchi, promoteur de boxe et intéressé par le muay-thaï. Le portrait de ce combattant thaïlandais apparaît, notamment, sur « L'abécédaire du Nihon Kempo Karaté-do », premier numéro du magazine publié par Tatsuo Yamada. Le 20 décembre 1959, un premier combat de muay-thaï a eu lieu à Tokyo.
Puis, le 12 février 1963 au Stadium du Lumpinee à Bangkok (Thaïlande) est organisée une rencontre opposant des karatékas à des combattants de muay-thaï. L’équipe de combattants japonais de l’Oyama-dojo (style de karaté Kyokushinkai), Tadashi Nakamura, Kenji Kurosaki et Akio Fujihira remporte le tournoi, deux victoires à une : Tadashi Nakamura et Akio Fujihira par K.O. technique tandis que Kenji Kurosaki est mis hors-combat sur un coup de coude. Kenji Kurosaki, alors instructeur de karaté du style « kyokushinkai » plutôt que combattant, a remplacé au pied levé le combattant prévu.
Le promoteur de combats, Osamu Noguchi, a étudié le muay-thaï, l’a introduit au Japon en 1958 et a développé un art martial hybride appelé « kick boxing ». Cette nouvelle pratique s’est inspirée des règles du muay-thaï. Par contre, les principales techniques du kickboxing japonais sont dérivées du karaté, notamment du style kyokushinkai. À l’époque, les techniques de projections du judo sont autorisées lors des premières rencontres afin de différencier le kickboxing japonais du muay-thai, puis progressivement les projections ont été supprimées du règlement. La première fédération japonaise de kickboxing a été fondée par Osamu Noguchi en 1966. Ensuite, le premier événement de kickboxing eu lieu à Osaka le 11 avril 1966, deux ans après les Jeux olympiques de Tokyo.

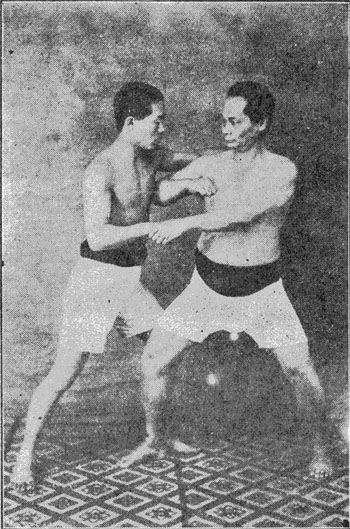
Tatsuo Yamada (à gauche) et son professeur, Chōki Motobu (à droite).

Tatsu Yamada est décédé en 1967, son école (dojo) a changé de nom et se nomme Suginami Gym. Elle a perpétué la tradition en envoyant des participants aux événements de kick-boxing.
Puis le kick-boxing devient populaire. Il est diffusé à la télévision japonaise dès 1970, sur trois chaînes et trois fois par semaine. Les chaînes programment des rencontres entre les combattants japonais et thaïlandais. À l’époque, le champion Tadashi Sawamura est un kick-boxeur très populaire. En 1971, l'Association Kickboxing All Japan (A.J.K.A.) est créée et enregistre environ sept cents combattants. Le premier président de l’AJKA est Shintaro Ishihara, gouverneur de Tokyo. Les catégories représentées aux tournois vont des poids mouches jusqu’aux poids moyens. Un des combattants les plus célèbres est le poids coq, Noboru Osawa, avec plusieurs titres de l’AJKA a son actif. Les étudiants étrangers s’illustrent également. Raymond Edler, un étudiant américain de l'Université Sophia de Tokyo, a remporté le titre des poids moyens de l’AJKC en 1972. Ce dernier fut le premier non-Thaïlandais à être officiellement classé au stadium du Rajadamnern, cela en 1972 dans la catégorie des poids moyens. Il a également défendu sa ceinture de l’AJKC à plusieurs reprises.
Parmi les autres champions populaires de l’époque, on trouve Toshio Fujiwara et Mitsuo Shima. Toshio Fujiwara est le premier non Thaïlandais à remporter un titre au stadium du Rajadamnern en 1978 dans la catégorie des poids légers, et cela face à un champion thaïlandais.
À partir de 1980, en raison d’une mauvaise presse, la couverture télévisuelle se fait rare, ainsi l'âge d'or de kickboxing au Japon s’est provisoirement arrêté. Il faudra attendre l’année 1993, avec la création du tournoi des poids lourds du K-1 World Grand Prix pour que la télévision japonaise s’empare de l’événement international. Cet événement est mis en place par Kazuyoshi Ishii, fondateur du style karaté seidokaikan. Il nomme ce tournoi « K-1 », en référence au « K » de plusieurs arts martiaux (le karaté-do, le kung-fu, le tae-kwon-do et le kick-boxing), et adopte les règles de kick-boxing sans coup de coude et temps de lutte (judo), règles dénommées « K-1 rules ».
Depuis 1993, le kick-boxing japonais reprend son envol grâce au grand tournoi annuel des poids lourds, le K-1 World Grand Prix puis du tournoi des poids moyens, le K-1 World MAX depuis 2003. La forme de rencontre a évolué depuis ses origines et aujourd’hui le règlement autorise seulement : les coups de pied, les coups de poing, les coups de genou directs et les saisies de courte durée.

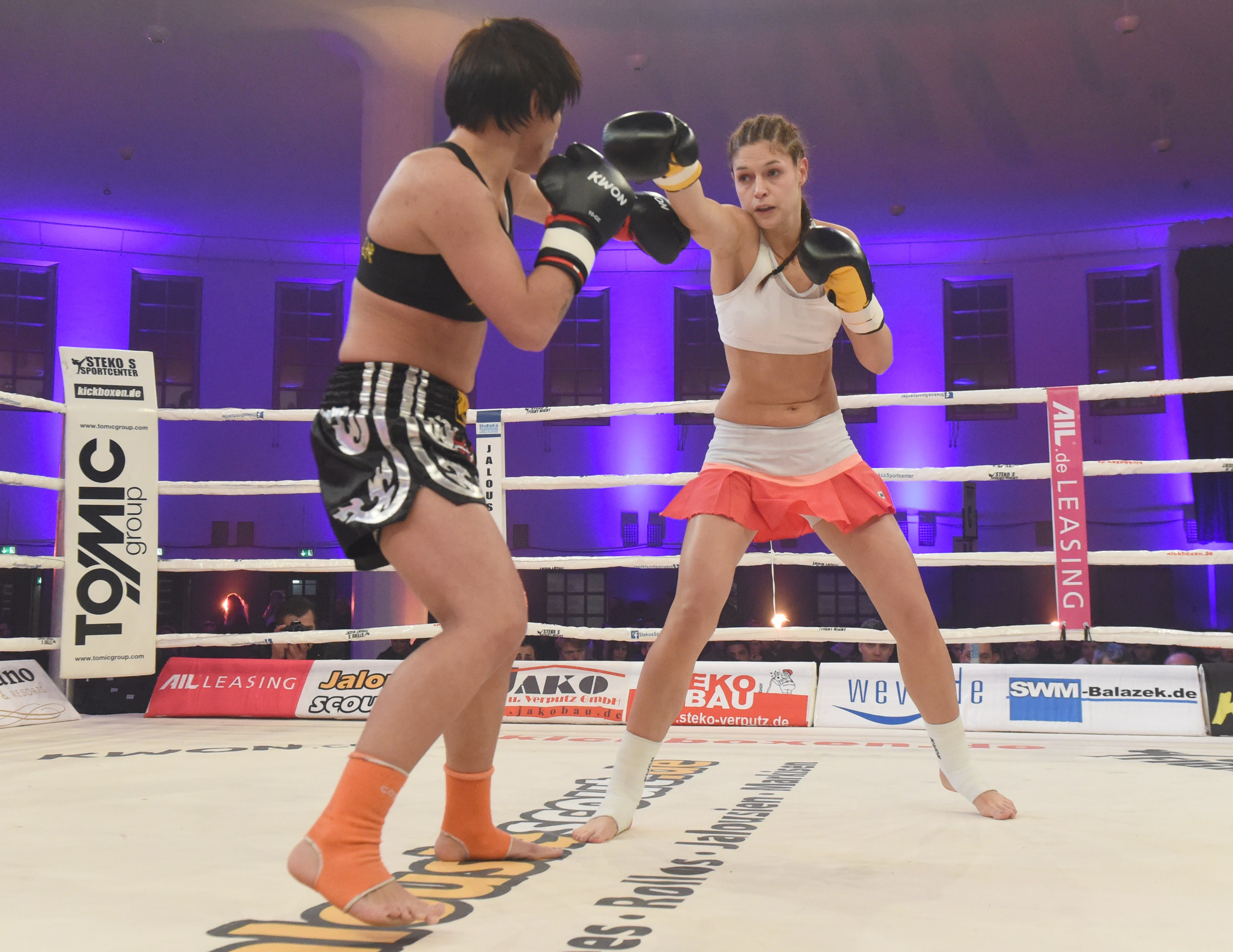
Combat féminin à Munich.

### Rating américain
L’élaboration d’un classement indépendant (« rating » ou « top-ten »), inventé par Paul Maslak aide à y voir plus clair dès l’année 1979. Cela permet aux combattants de tous les styles pieds-poings de pouvoir se situer en dehors de tout « star-system », une cohérence émergeait enfin. Désormais, les organisateurs doivent respecter un véritable classement mondial. Seuls les vrais champions et leurs challengeurs peuvent monter sur le ring pour disputer un titre.

## Développement international
Dans la plupart des pays, un seul organisme associe les différentes disciplines de combat et d'arts martiaux notamment les boxes pieds-poings (full-contact, kick boxing et thaï-boxing), ce qui n'est pas le cas de la France où les dirigeants des différentes fédérations de boxes pieds-poings ont du mal à s'entendre pour mutualiser leurs politiques sportives et donner aux pratiquants une diversification des pratiques (exceptée certaines antennes de fédérations internationales, comme la WKA-France qui propose dès 2002 avec une seule licence la pratique toutes les disciplines : sports pieds-poings, sports pieds-poings-sol, submission-wrestling, kata, activités martiales de mise en forme (fitness), activités martiales de défense personnelle (self-défense), activités martiales du sport adapté (handisport) etc. Les fédérations internationales de kick-boxing les plus anciennes dans le monde sont :
- la World Kickboxing Association (WKA) née en 1976 aux États-Unis et créée par Howard Hanson ;
- l’International Sport Kickboxing Association (ISKA) fondée en 1986 lors de la régression de la Professional Karate Association (PKA) (structure initiale du full-contact/kickboxing américain sans low-kick). Elle a été créée et exploitée par Mike Sawyer, Mike McCoy, Scott Coker et Cory Schafer ;
- la World Association of KickBoxing Organizations (WAKO)[2] née en 1978 en Allemagne pour la promotion du full-contact et semi-contact/point-fighting et créée par Georg F. Bruckner ;
- l’International Kickboxing Federation (IKF) a été fondée en 1992 à Newcastle, Californie par Steve Fossum et Dan Stell. C'est une des structures de kickboxing la plus dynamique en Amérique du Nord.

Ces organisations développent à travers le monde le semi-contact, full-contact, kick-boxing, muay-thaï, le MMA et bien d’autres disciplines de combat et arts martiaux.

### Développement en Europe
Le kick-boxing américain s’est développé en Allemagne depuis la création en 1976 de la WAKO par Georg F. Bruckner. Le terme « kick-boxing » utilisé dans l'Europe germanophone est la plupart du temps synonyme de « kick-boxing américain ». À cette époque, le kick-boxing japonais est très peu développé en Europe germanophone avant le lancement du K-1 World Grand Prix au Japon en 1993.
Pour le kick-boxing japonais, au début des années 1980, les premières organisations eurent lieu aux Pays-Bas et firent rentrer l’Europe dans le grand cercle mondial du kick-boxing.

#### Les Pays-Bas
Le kick-boxing a été introduit aux Pays-Bas sous sa forme japonaise par Jan Plas et Thom Harinck. Tous deux ont fondé le NKBB (Association néerlandaise de Kickboxing) en 1976. Harinck a également fondé le MTBN (Nederland Muay Thai Association) en 1983, la WMTA (Association mondiale de Muay Thai) et l'EMTA (Association européenne de Muay Thai) en 1984. Aux Pays-Bas, dans les années 1970 et 1980, les écoles de kick-boxing les plus importantes sont : le Mejiro Gym, le Gym Chakuriki et le Golden Glory. Ces trois écoles ont été influencées par le kick-boxing japonais et le karaté kyokushinkaï.
Les Pays-Bas, berceau européen du kick-boxing, brillèrent avec leurs grands champions tels : Lucien Carbin, André Brilleman, Ivan Hippolyte et surtout les désormais légendaires Fred Royers surnommé « le gladiateur » (superstar des rings avec plusieurs titres mondiaux dans différentes boxes pieds-poings) et Rob Kaman (à l’efficacité et longévité exceptionnelle). Ce pays très ouvert aux nouvelles disciplines de combat accueillit conjointement, dès la fin des années 1970, le kick-boxing d’origine japonaise (grâce à Jas Plas et son club, le Mejiro-gym et le kick-boxing d’origine américaine (dont le représentant officiel de la WKA des années 1980 est le champion hollandais, Fred Royers).
Les combattants néerlandais ont eu beaucoup de succès dans les compétitions du K-1 World Grand Prix. Sur les 18 éditions, 15 titres de champion sont revenus aux Néerlandais. De 1993 à 2010, on trouve : Peter Aerts, Ernesto Hoost, Remy Bonjasky, Semmy Schilt et Alistair Overeem. Les trois titres restants ont été remportés par des non Néerlandais : le Croate, Branko Cikatic en 1993, le Suisse, Andy Hug en 1996, et le Néo-Zélandais, Mark Hunt en 2001.

#### La France

##### L’entrée en France du kick-boxing «made in U.S.A.»
L’arrivée officielle en France du kick-boxing américain (avec low-kick) dite « version WKA », aura lieu sous l’impulsion de Jean-Marc Vieille, représentant la France pour la WKA-Monde, en 1984. Ce dernier, fut mandaté à l’époque par son ami, le grand champion néerlandais, Fred Royers (vice-président mondial WKA et représentant officiel pour l’Europe). Le développement de cette pratique, malgré l’aide des pouvoirs publics et l’hostilité de la boxe américaine (ou full-contact précurseur du pied-poing américain en France), a été possible grâce au travail de la fédération WKA-France.
Plusieurs championnats du monde furent organisés en France, le plus prestigieux fut celui de Richard Sylla contre Pete Cunningham. Aux Pays-Bas, dans les galas de l’époque, une partie des combats se déroulent en version « kick-boxing » et pour les autres, en « boxe thaïe ». Ce sont souvent les mêmes combattants qui évoluent, sans difficulté, d'un style à l'autre.
En 1987, à la suite de la pression du Ministère de la jeunesse et des sports souhaitant unir les trois fédérations françaises de l’époque (boxe américaine, full contact et WKA-France) en une seule entité (et qui ne vit jamais le jour), un protocole fut signé entre la Fédération française de boxe américaine (FFBADA) et la WKA-France. Cette décision critiquée par la WKA-Europe amena la création en France d'une nouvelle structure française, l’IFO sous la houlette de Jean-Paul Maillet (commentateur de la Télévision française). Puis à la fin d’années 1980, elle devient la FKB/WKA qui perdure jusqu’au départ de Fred Royers de la vice-présidence de la WKA-Monde.
Dès le départ du kick-boxing « made in U.S.A. » en 1976, la plupart des pays européens reconnaissent la WKA comme structure originelle, ce qui est le cas pour la France. D’ailleurs dans les années 1980, les compétiteurs français disent couramment : « je boxe en WKA » (pour signifier, du « kick-boxing avec low-kick ») et en PKA (pour préciser, du « kick-boxing sans low-kick » c’est-à-dire du « full-contact »).
Ensuite, les responsables de grandes fédérations mondiales proposent des titres dans l’ensemble des disciplines pieds-poings (full-contact, muay-thaï, et kick-boxing) ce qui a pour effet, à côté des fédérations internationales d’origine (PKA, WKA, WAKO) de faire éclore rapidement de nouvelles structures dites « mondiales ».

##### Le kick-boxing français dans la tourmente de certaines fédérations françaises de boxes pieds-poings
À leur arrivée en France, au milieu des années 1970, des disciplines américaines (« full-contact kick-boxing sans low-kick » et « kick-boxing avec low-kick ») voient tout d’abord leur rejet dans l’Hexagone, par certaines fédérations d’arts martiaux. Le kick-boxing américain avec low-kick (et sans coups de genou) s’impose progressivement sur le territoire français comme une discipline d’avenir. Parallèlement pour les autres boxes pieds-poings, la boxe thaïlandaise (muay-thaï) à l’époque est peu implantée contrairement à la boxe française (savate) qui a pris un essor important depuis le milieu des années 1960.
À la fin des années 1980 et durant les années 1990]m, de nombreuses péripéties propres à la mise en place de ces nouveaux sports américains et orientaux déstabilisent le milieu des boxes pieds-poings.
À peine arrivé en France pour le « kick-boxing sans low-kick » (appelé aujourd’hui full-contact), une mésentente de dirigeants entraîne une scission du groupement en 1982 : Fédération Française de Boxe Américaine (FFBADA) d’un côté et Fédération Nationale de Boxe Américaine (FNBA) de l’autre. Ainsi, dès la fin des années 1980, le « kick-boxing avec low-kick » va vivre de grandes tourmentes. De 1984 à 1987, il est géré par la « WKA-France » notamment par Jean-Marc Vieille. Puis, la situation se gâte. En 1987, le premier essai de regroupement des « boxes américaines » s’effectuera au sein de la FFUBADA (Fédération Française Unifiée de Boxe Américaine et Disciplines Assimilées). Le kickboxing français est organisé provisoirement sous l’égide de l’IFO (International Fighting Organisation), car la fédération mondiale WKA n’accepte pas l’alliance avec les autres structures.
Il faut attendre la constitution de la FFKBFCDA en 1994 (Fédération Française de Kick-Boxing, Full-Contact et Disciplines Associées présidée par Pascal Tiffreau) pour rassembler réellement les trois boxes pieds-poings (muay-thaï, kick-boxing et full-contact).
Rapidement naissent des divergences de vue. Le kick-boxing n’est pas autonome au sein de la FFKBFCDA et un certain fonctionnement antidémocratique provoque une scission de la discipline. Ainsi une partie des dirigeants du kick-boxing, de la boxe américaine (full-contact) et de la boxe thaïlandaise (muay-thaï), se regroupent en septembre 1996 au sein de la FFBADA (Fédération Française de Boxe Américaine et disciplines Associées), structure bénéficiant de l’agrément ministériel. Durant trois saisons, deux comités nationaux de kick-boxing distincts cohabitent : la Commission nationale de Kick-Boxing de la FFBADA et le Comité National de Kick-Boxing de la FFKBFCDA, présidé par Ludovic Brion.
Un agrément ministériel provisoire fut accordé aux deux fédérations (Fédération française de kick-boxing full-contact et disciplines associées (FFKBFCDA) et Fédération française de boxe américaine et disciplines associées (FFBADA) jusqu’en août 1998. À l’issue de cette échéance, et durant la saison 1998-1999, le ministère chargé des sports, après un audit dans chacune des structures, demanda à la « Commission nationale de kick-boxing » de la Fédération française de full contact et disciplines associées (CNKB de la FFBADA) de proposer un regroupement, afin d’accueillir en son sein le « Comité national de kick-boxing » de la Fédération française de kick-boxing full-contact et disciplines associées (CNKB de la FFKBFCDA). Cette unification donna naissance à la FKBDA (Fédération de Kick-Boxing et Disciplines Associées) en juin 1999 - agrément ministériel du 3 mai 2000. Elle deviendra FFKBDA (Fédération « Française » de Kick-Boxing et Disciplines Associées) à l’obtention de la délégation de pouvoirs du ministère chargé des sports en 2002. L’agrément séparé pour les trois disciplines (full-contact, muay-thaï et kick-boxing) a d’après les dires du ministère pour but « l’auto-assainissement des structures ». D’autre part, l’interdiction du ministère d’organiser des titres internationaux et des ceintures professionnelles sur le territoire français imposée aux fédérations agréées dans l’intention d’éloigner un éventuel profit de certains dirigeants fédéraux au détriment des licenciés, handicapera radicalement les combattants « élites » (professionnels), les obligeant à disputer des titres à l’étranger. Début des années 2000, une reprise d’organisation de titres « élites » revoit le jour sur le territoire français sans qu’une quelconque autorisation soit formulée par le ministère chargé des sports.
À la suite de la décision ministérielle au sujet de l’interdiction d’organiser des titres internationaux sur le territoire français, la structure ayant promu le kick-boxing au milieu des années 1980, la « WKA-France », se met en suspens jusqu’à ce que Thierry Muccini (ancien athlète élite et entraîneur), en 2002, relance la dynamique de cette antenne française en conduisant une sélection française à des événements internationaux (notamment au mondial amateur WKA). Au regard du succès rencontré par l’équipe française aux championnats du Monde WKA de 2002 à 2005, Alain Delmas (président de fédération, ancien athlète élite et professeur d’EPS en université) et Thierry Muccini, décident de redorer le blason des deux fédérations les plus populaires au Monde, la WKA et l’ISKA. L’été 2006, ils relancent officiellement la WKA-France et en janvier 2007 l’ISKA-France. Ainsi, ils vont permettre à la France de retrouver la représentativité internationale qui lui manquait depuis la fin des années 1990.
En début de saison sportive 2008-2009, à la suite de la « crise sportive » qui traverse les boxes pieds-poings avec l’arrivée d’une nouvelle structure imposée par le ministère (FFSCDA/Sports de contact), ces deux organes, la WKA-France et l’ISKA-France, rejoignent la Fédération Française de Full Contact (FFFCDA) dans le cadre de la « Commission pugilistique ».
Au printemps 2008, à l’annonce de la naissance d’une « fédération parallèle », la fédération de sports de contact (FFSCDA), un vent de panique traverse le « paysage du pieds-poings français ». En effet, cette « nouvelle fédération dite gouvernementale » obtient de l’État l’agrément ministériel en mai 2008, avant son démarrage.  Et surpasse ainsi les « fédérations en place ». Dès la rentrée sportive de septembre 2008, il s’opère un « mouvement de population » vers cette nouvelle structure pour les disciplines suivantes : kick-boxing, muaythaï, kung-fu de contact (wushu), boxe américaine, pancrase, bando et quelques autres sports de combat mineurs. En décembre 2008, la délégation de pouvoirs vient renforcer le projet implicite de regrouper dans une même entité les disciplines de contact afin de mutualiser les moyens (d’ailleurs, ce projet ne fera l’objet d’aucun communiqué de presse de la part du ministère chargé des sports). Ainsi, une majorité de pratiquants feront comprendre leur désapprobation. Par conséquent, les trois « fédérations en place » depuis des décennies, Fédération Française de Full Contact (FFFCDA) devenue en 2013, la Fédération de Fighting Full Contact Kickboxing (FFFCKDA), Fédération Française de Muaythaï (FFMDA) et Fédération Française de Wushu (FFWaemc), a qui l’État avait accordé jusqu’alors sa confiance, se retrouvent exclues des aides publiques (subventions de fonctionnement et cadres techniques à disposition), sans qu’aucune raison soit évoquée par le ministère.
Rebondissement en juin 2009, l’agrément ministériel est retiré par le Conseil d'État à la Fédération Française de Sports de Contact (FFSCDA) pour une constitution associative non conforme. Par voie de conséquence, les « fédérations en place » retrouvent leurs statuts légitimes sur la scène des boxes pieds-poings. Mais quelques jours plus tard, l’agrément est redonné à la hâte à cette « nouvelle fédération » juste après le remaniement ministériel ; et sachant que de l’examen de la délégation de pouvoirs doit être reconduite pour trois autres fédérations en place dans les jours à venir (Fédération de wushu, fédération de full-contact et fédération de muaythaï).
Durant l’été 2009, le nouveau cabinet ministériel chargé des sports confie le « dossier épineux » de l’attribution de la délégation de pouvoir au Comité national olympique et sportif français (CNOSF) pour un avis consultatif. Dès la rentrée 2009 au CNOSF, une commission d’examen constituée des représentants des plusieurs fédérations de sports de combat et d’arts martiaux auditionne les présidents des quatre structures concernées (La nouvelle fédération de sports de contact et les anciennes, fédération de wushu, fédération de full-contact et fédération de muay-thaï). Nouveau rebondissement un mois plus tard (octobre 2009), la Fédération Française de Sports de Contact (FFSCDA) obtient, au grand étonnement des « anciennes fédérations », la délégation de pouvoirs pour toutes les disciplines à l’exception du wushu (accordé à la fédération française de WUSHU-aemc). Par la même occasion, le ministère rajoute à la liste d’activités de la précédente délégation de la FFSCDA/Sports de contact, la « boxe américaine », auparavant attribuée à la fédération de full-contact (FFFCDA). Encore une fois, il s’agit d’un « fait unique dans l’histoire du sport français » où une « nouvelle structure » s’approprie une faveur ministérielle. Quelque temps après, les présidents des vieilles fédérations (muaythaï et full-contact) apprennent que leurs dossiers de demande de délégation n’ont pas été transmis par le ministère au Comité national olympique et sportif français pour que ce dernier donne son avis. Les anciennes fédérations n’en resteront pas là, notamment en faisant appel auprès du Conseil d’État pour exprimer encore une fois l’aspect non conforme de la procédure et non légitime cette décision.
En octobre 2009, se constitue une confédération d’arts martiaux et de sports de combat regroupant des sports olympiques et non olympiques, afin de s’opposer aux avantages accordés par le ministère chargé des sports à la nouvelle structure, la fédération française de sports de contact, et surtout contrebalancer les actions de prosélytisme en direction des clubs des autres fédérations de cette dernière. Courant 2010, le Conseil d’État a débouté les vieilles fédérations de leur recours au sujet de leur perte de la délégation de pouvoirs. À la suite de dysfonctionnements au sein de la nouvelle fédération parallèle (FFSCDA/sports de contact), la structure de kick-boxing (WKA-France) en début de saison 2008 rejoint la fédération française de Full-contact. Puis en octobre 2010, la FBADA (Fédération de Boxe américaine) rejoindra la FFFCDA puis en septembre 2011, le groupement K1 K1-rules. Ainsi, les pratiquants seront partagés dans deux structures différentes pour l’espace d’un cycle olympique.
En octobre 2010, une partie de la commission nationale de K-1 (FBADA/Fédération de boxe américaine) quitte la FFSCDA/Sports de contact pour se constituer en comité national de K-1 au sein de la FFFCDA/Full-contact ; puis en septembre 2011 sera le tour du groupement K1 K1-rules et de la commission nationale de chauss’fight.
En 2012, au sein de la FFFCDA/Full-contact, la commission nationale des activités pugilistiques (WKA-France) devient la commission nationale de low-kick (CNLK).
En 2013, la délégation de pouvoirs est reconduite pour la Fédération Française de Sports de Contact (FFSCDA) pour les disciplines « kick-boxing » et « muay-thai ». Fait étrange aucune délégation n’est accordée pour le « full-contact ». Ainsi les fédérations historiques, Fédération Française de Full Contact (FFFCDA) et Fédération Française de Muaythaï (FMDA) sont exclues des aides de l’État encore une fois pour une période inter-olympiades.
En début de saison 2013-2014, une partie de la commission nationale de kick-boxing de la Fédération Française de Sports de Contact (FFSCDA) rejoint la Fédération de Fighting Full Contact (FFFCDA) pour constituer le « comité national de kick-boxing » qui se substitue à la précédente « commission nationale de low-kick ».
Courant 2013-2014, la fédération de full contact et disciplines associées (FFCDA) devient la Fédération de fighting full contact kickboxing et disciplines associées (FFFCKDA).
En fin de saison 2013-2014, la fédération historique, la Fédération de fighting full contact kickboxing et disciplines associées (FFFCKDA), après des années de tentative de reconquête de la délégation de pouvoirs, inquiétée constamment par la jeune fédération parallèle, la fédération de sports de contact (surveillance sans relâche, ingérence dans leurs affaires, entraves dans leurs démarches, interventions au ministère, etc.) voit sans raison valable son agrément ministériel retiré et à la même époque celui de la Fédération Française de Muaythaï (FMDA), fait étrange !? Ainsi, la FFFCKDA et la FMDA, perdent totalement leurs capacités de fonctionnement.
Le 24 juin 2016, pour conforter une situation d’exclusivité le ministère chargé des sports décrète que toute demande d’organisation pour sports de combat pour lesquels la mise hors de combat à la suite d’un coup porté est autorisée passera par les mains de la Fédération Française de Sports de Contact (FFSCDA). Ainsi toute concurrence fédérale envisageable est réduite à néant.
En 2015, la Fédération Française de Sports de Contact (FFSCDA) est devenue, la Fédération Française de Kick Boxing et Muay Thaï (FFKMDA). Cette dernière obtient en 2018, la Délégation de pouvoirs ministérielle pour trois disciplines : kickboxing, muaythaï et pancrace.
En 2019, le Comité National de Kick-Boxing (CNKB) de la Fédération de Fighting Full Contact Kickboxing (FFFCKDA) devient la Fédération de sports de combat et arts martiaux – France (FSC) : arts martiaux traditionnels et modernes, activités de la défense personnelle, activités martiales de la mise en forme (fitness-martial), boxes pieds-poings, sports pieds-poings-sol, luttes sportives au corps-à-corps et activités martiales du sport adapté (handisport).
Sigles :
- FFFCDA : Fédération française de full-contact, née en 1978 (fédération historique du full-contact en France), devenue en 2014 la Fédération de fighting full-contact kickboxing et disciplines associées (FFFCKDA).
- FMDA : Fédération française de muaythaï née en 1977 (fédération historique du muay-thaï en France).
- CNKB/IFO : Comité national de kick-boxing, né en 1984 sous l’égide de International Fighting Organisation – IFO (fédération historique du kick-boxing en France). Il représentait la plus ancienne fédération internationale de kickboxing, la W.K.A., puis est rattaché en 2008 à la FFFCKDA en tant que commission nationale jusqu’en fin de saison 2013-2014. Le CNKB devient en 2019, la Fédération de sports de combat et arts martiaux (FSC).
- FFKMDA : Fédération française de kickboxing, muaythaï (et pancrace) née en 2008, est dénommée jusqu’en 2015 « fédération française de sports de contact (FFSCDA) ».

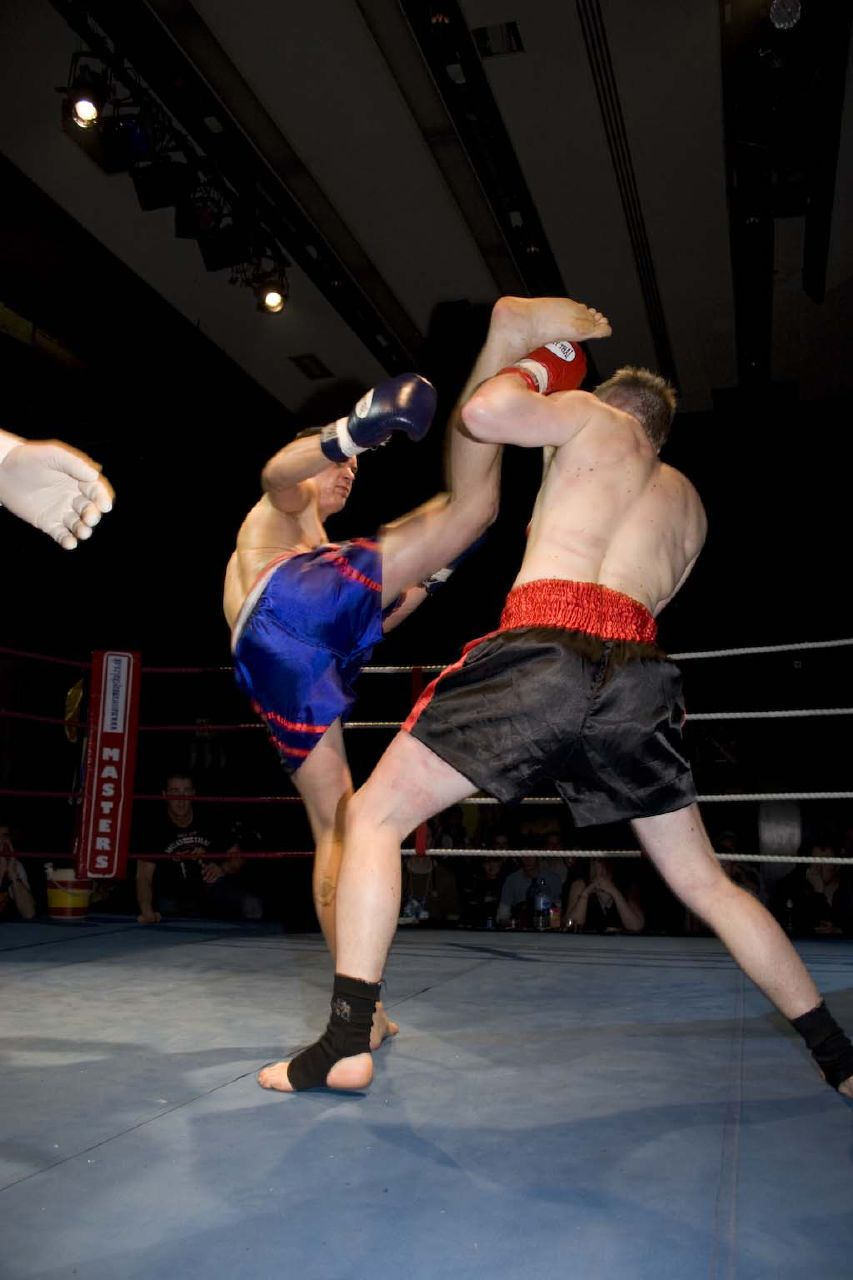
Blocage d’un coup de pied circulaire en ligne haute (high-kick).

## Pratique

### Techniques de poing

#### Coups de poing usuels
Article détaillé : coup de poing
- Straight-punch, direct en français : coup de poing direct « long ». Le jab (coup de poing direct du bras avant) et cross (coup de poing direct du bras arrière) – Fig. 1.1 et 1.2.
- Short straight-punch : coup de poing direct « court » utilisé à distance rapprochée - Fig. 1.3.
- Hook-punch, crochet en français : coup de poing circulaire « court » et le swing (appelé également stick-punch en anglais) : coup de poing circulaire long - Fig. 2.1. et 2.2.
- Uppercut (ou undercut en anglais) : coup de poing remontant - Fig. 3.1.
- Overcut (ou overhand-punch et également drop en anglais) : coup de poing descendant - Fig. 3.2 et 3.3.

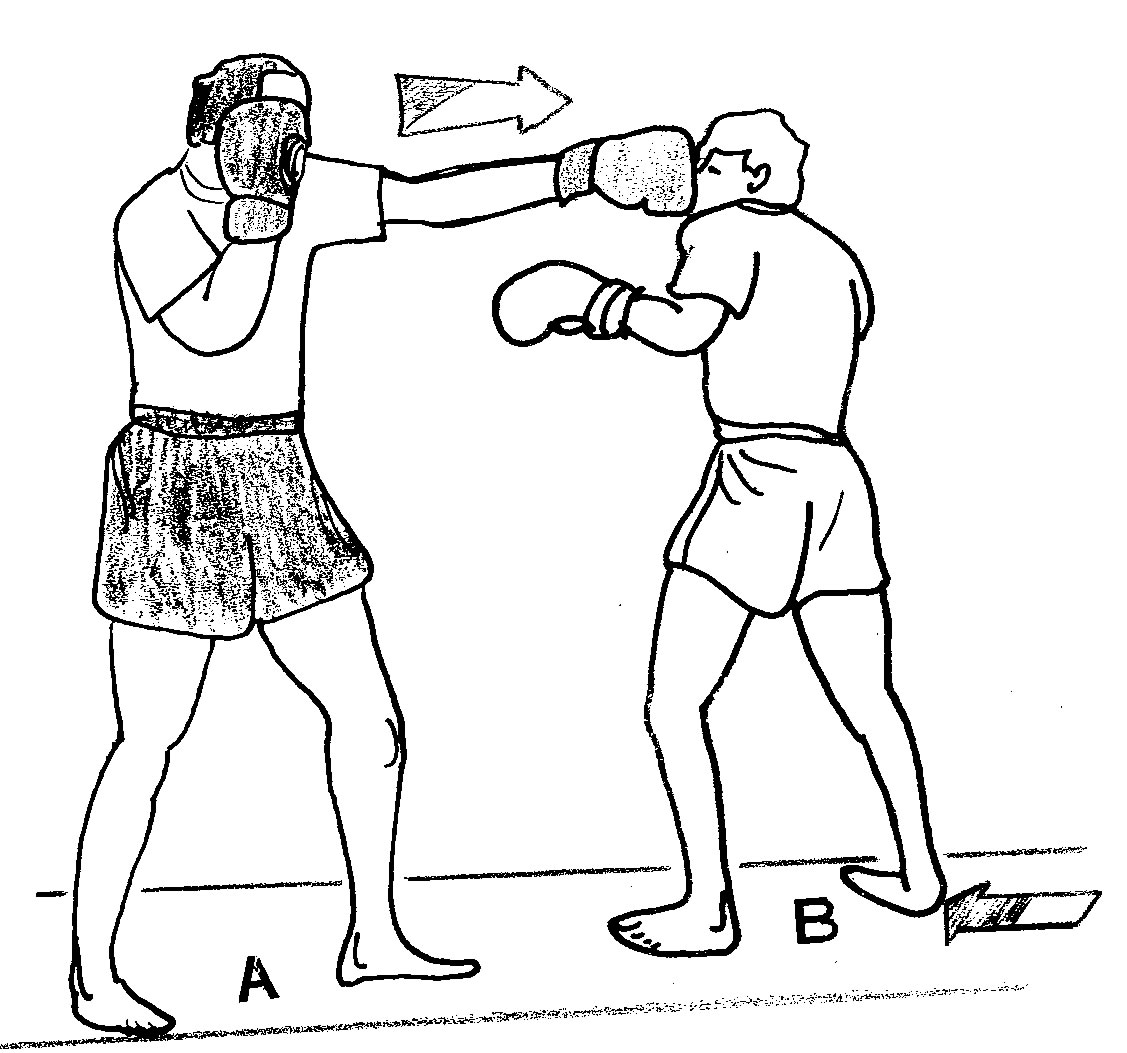
1.1 - Jab (direct long du bras avant)
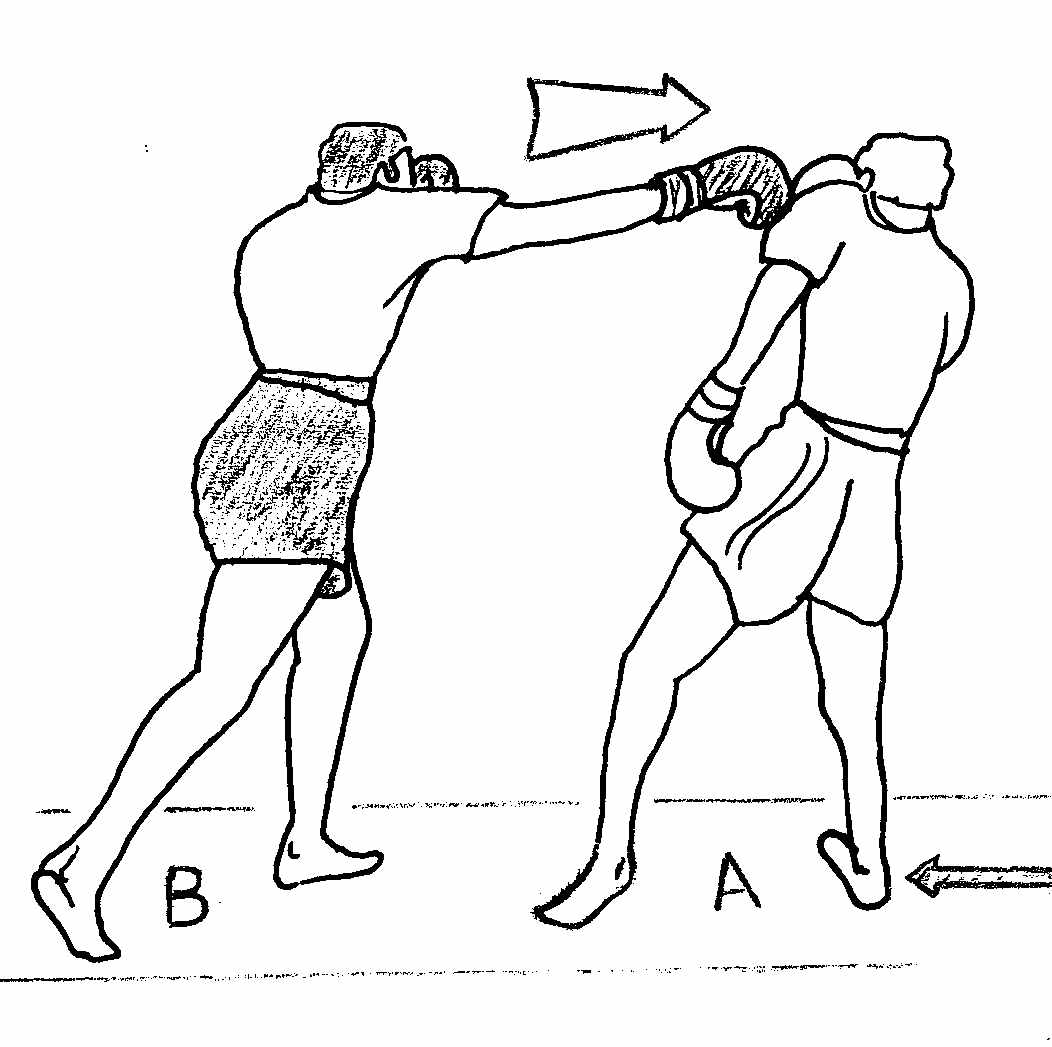
1.2 - Cross (direct long du bras arrière)
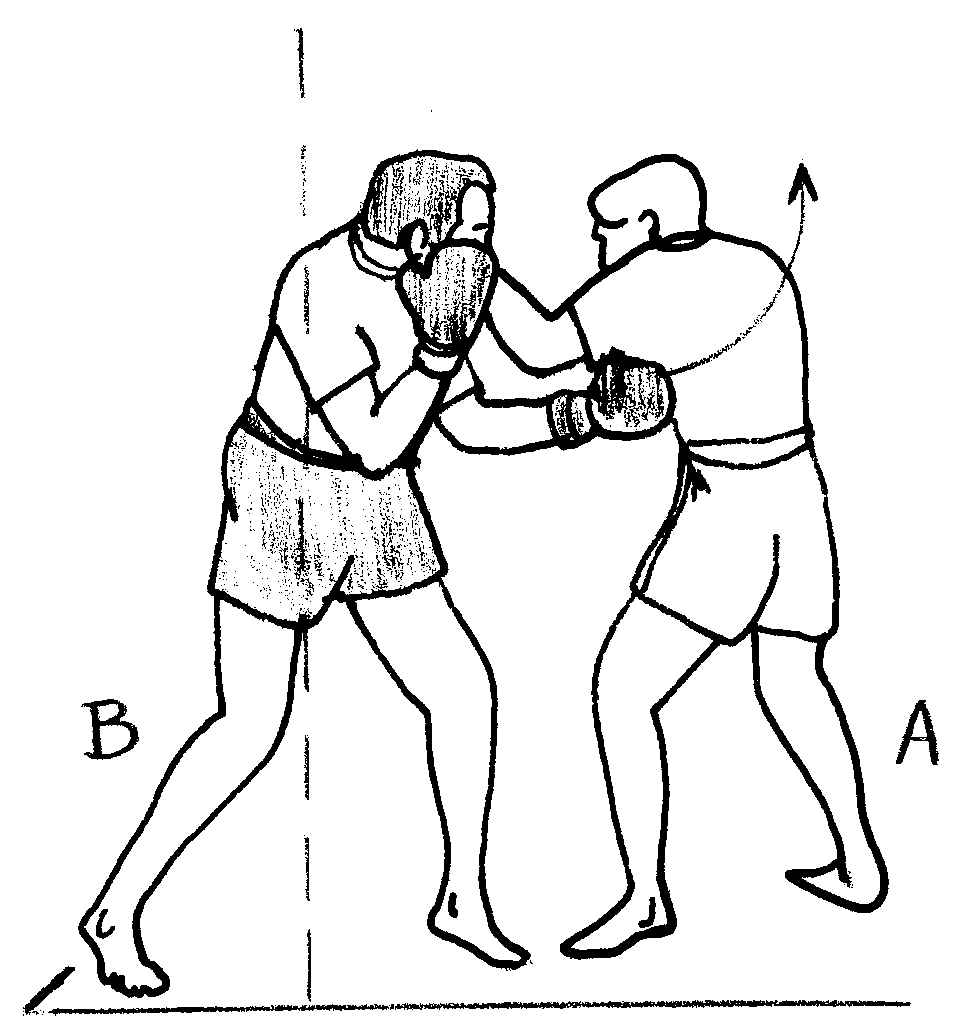
1.3 - Short-straight-punch (direct court au corps à corps)
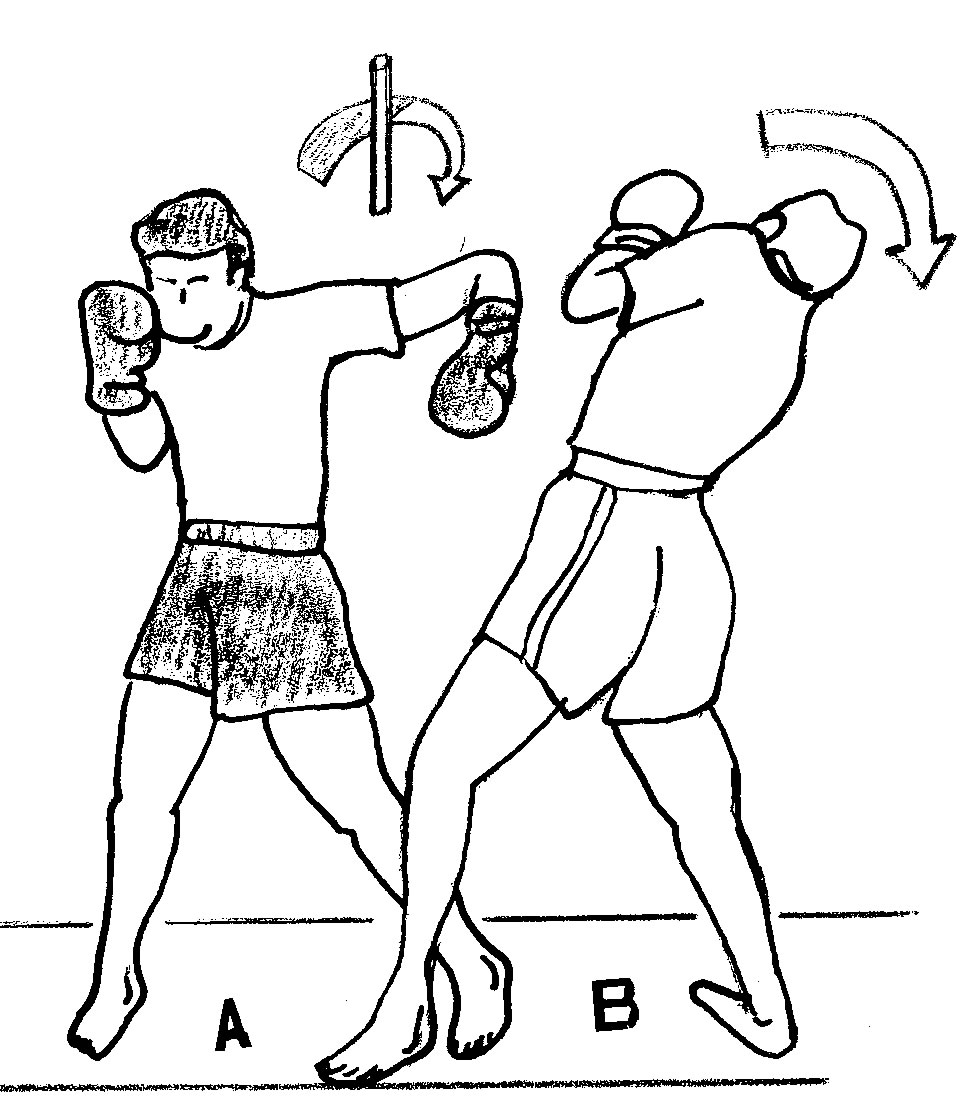
2.1 - Hook-punch (Coup circulaire court, surnommé « crochet »)

#### Coups de poing moins usuels
- Back-fist* (ou reverse en anglais) : coup de poing en revers et de type « retourné », Spinning-back-fist – Fig. 4.
- Spinning back-fist* (ou turning back-fist) : coup de poing en revers retourné.
- Jump-punch (ou  superman-punch) : coup de poing en sautant – Fig. 5.

(*) Autorisé en kick-boxing japonais et uniquement chez les professionnels en kick-boxing américain mais pas dans tous les pays et fédérations internationales
N.B. : Cross-counter : se présente comme un contre qui croise le bras adverse. Il tient du cross (coup de poing direct du bras arrière) voire du half-hook (semi-crochet) ou de l’overcut.

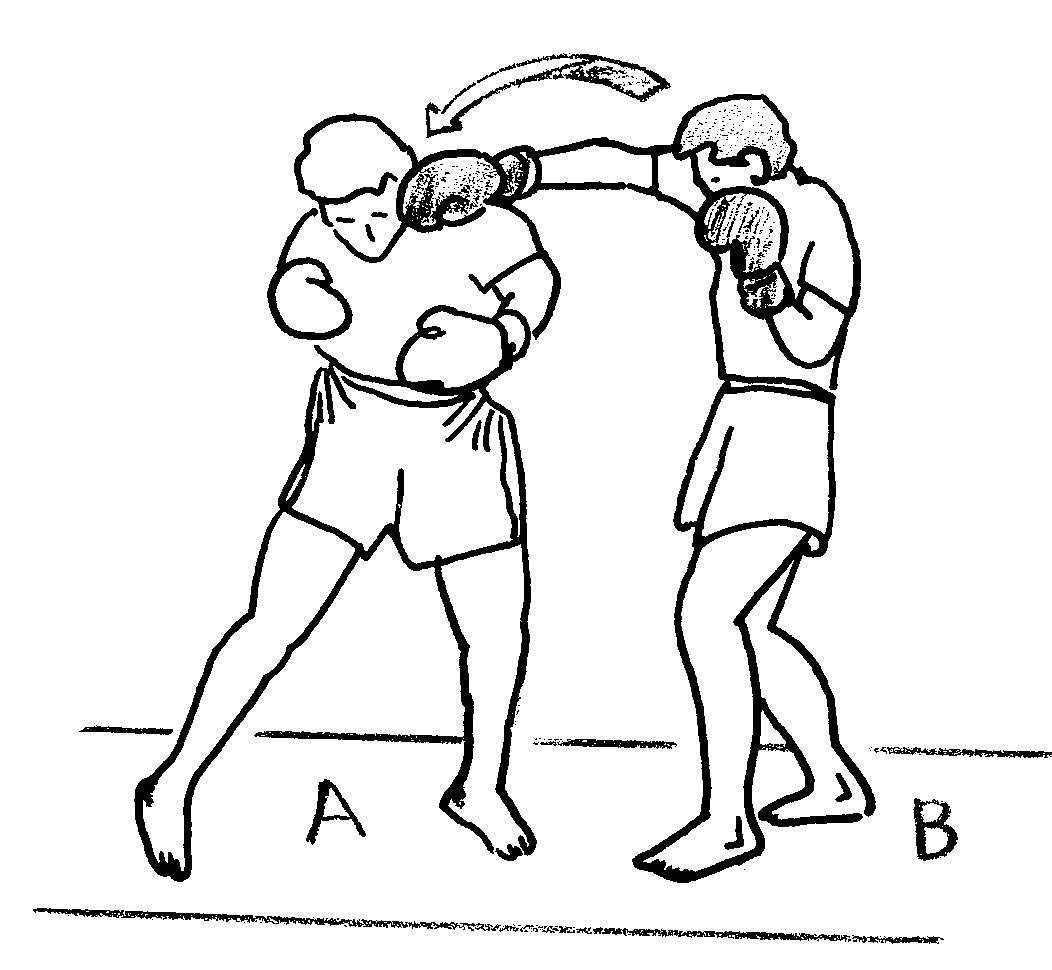
2.2 - Swing (coup circulaire long et « balancé » autour de l’épaule)
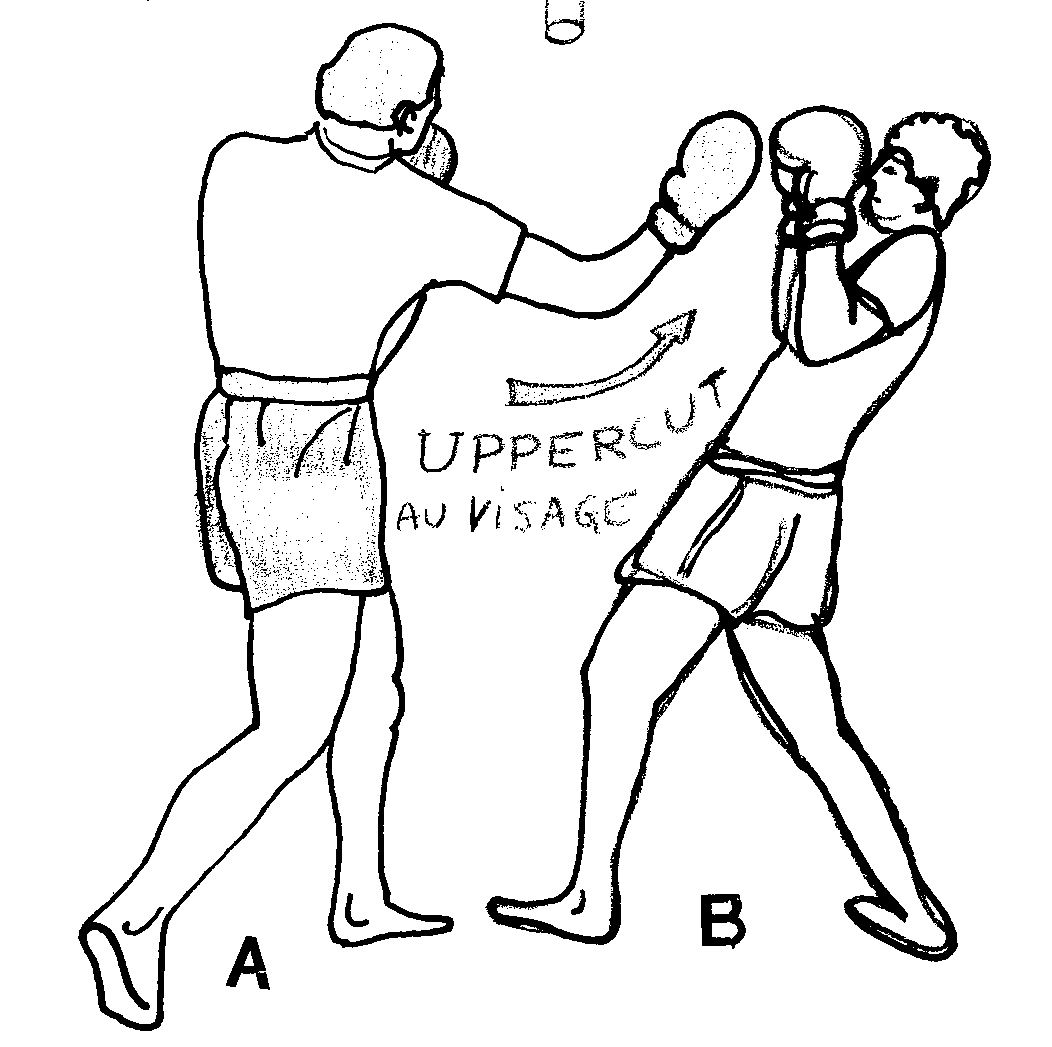
3.1 - Uppercut (coup remontant)
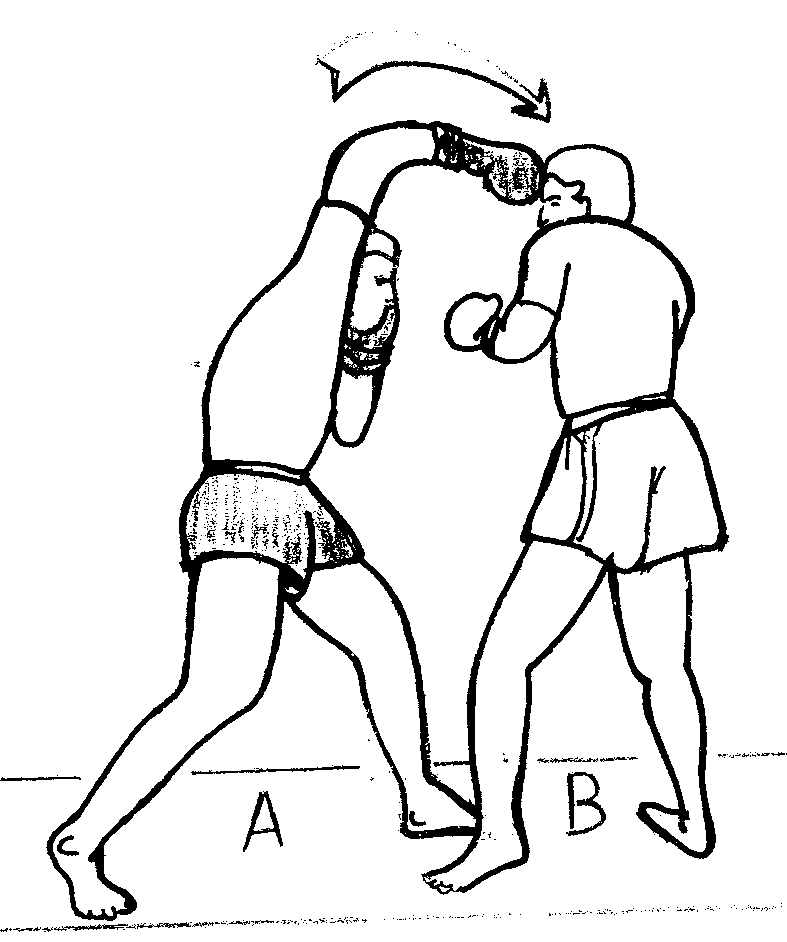
3.2 - Overcut (coup descendant)
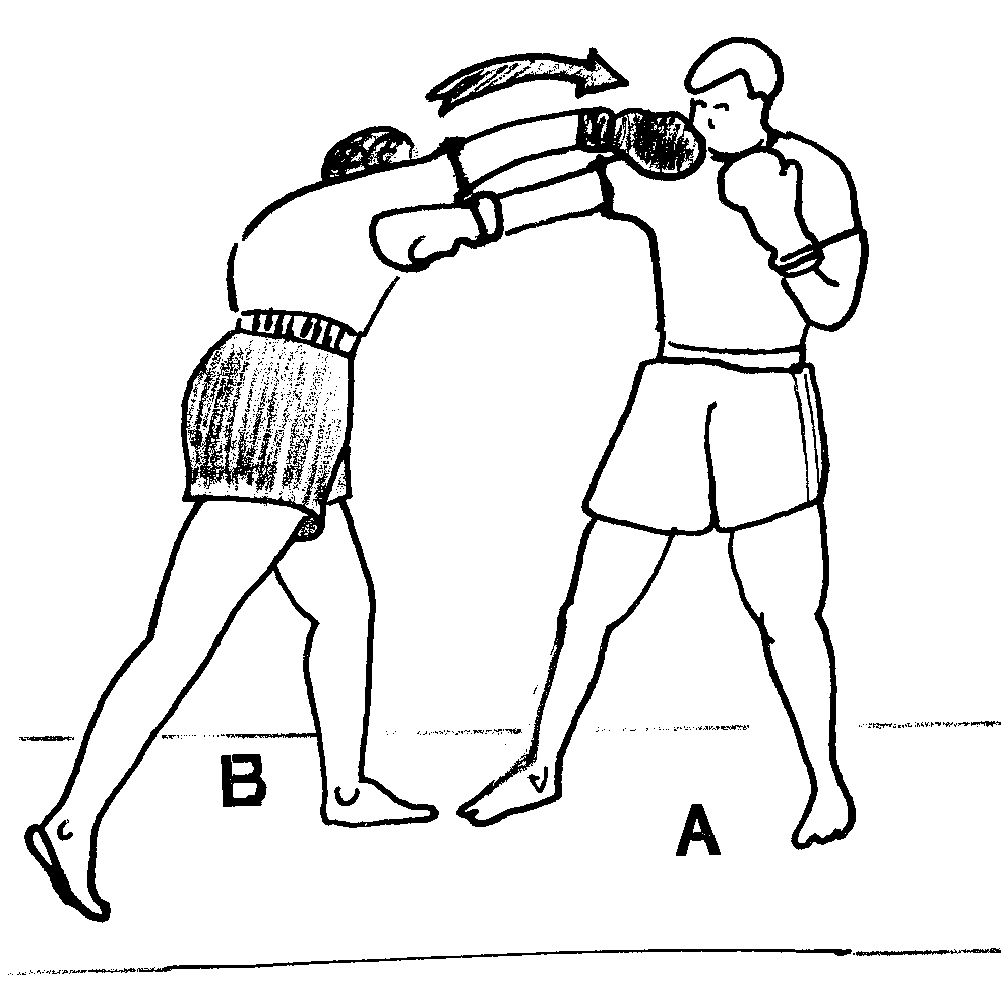
3.3 – Cross-counter, overcut en coup de contre (attaque dans l’attaque adverse)

#### Coups de poing hybrides
- Half-hook : semi-crochet en français, coup circulaire à mi-chemin entre un direct et un crochet – Fig. 6.
- Half-uppercut : semi-uppercut en français, coup rectiligne à mi-chemin entre un direct et un uppercut – Fig. 7.
- Bolo-punch: coup circulaire et remontant (mi-crochet mi-uppercut).

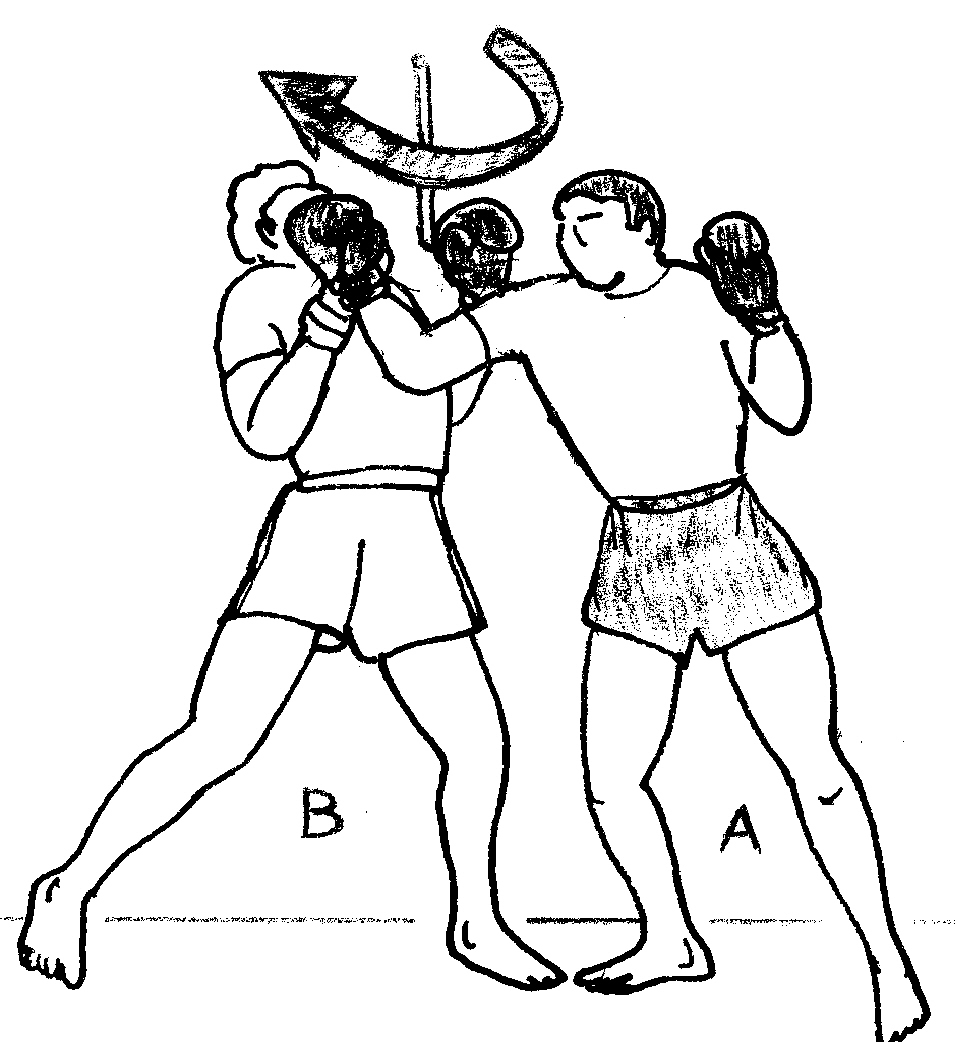
4 - Back-fist (revers de poing)
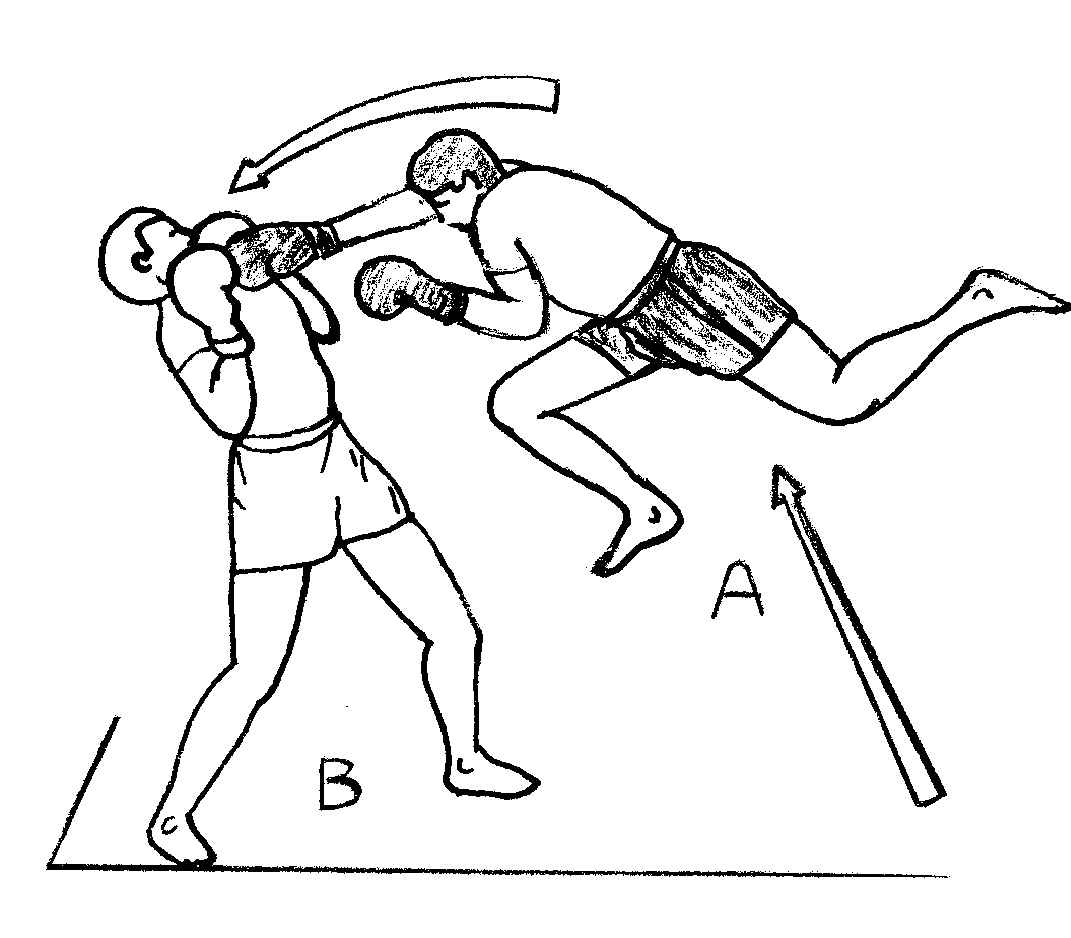
5 - Jump-punch (coup de poing sauté)
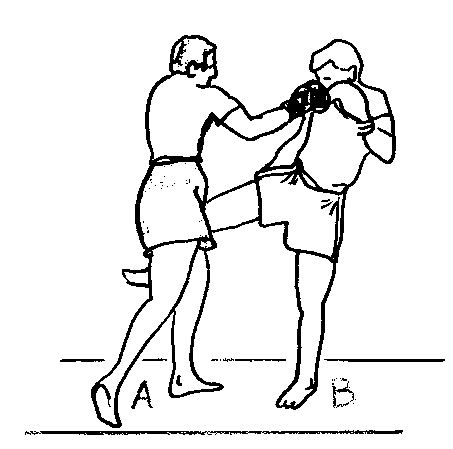
6 – Half-hook (semi-crochet)
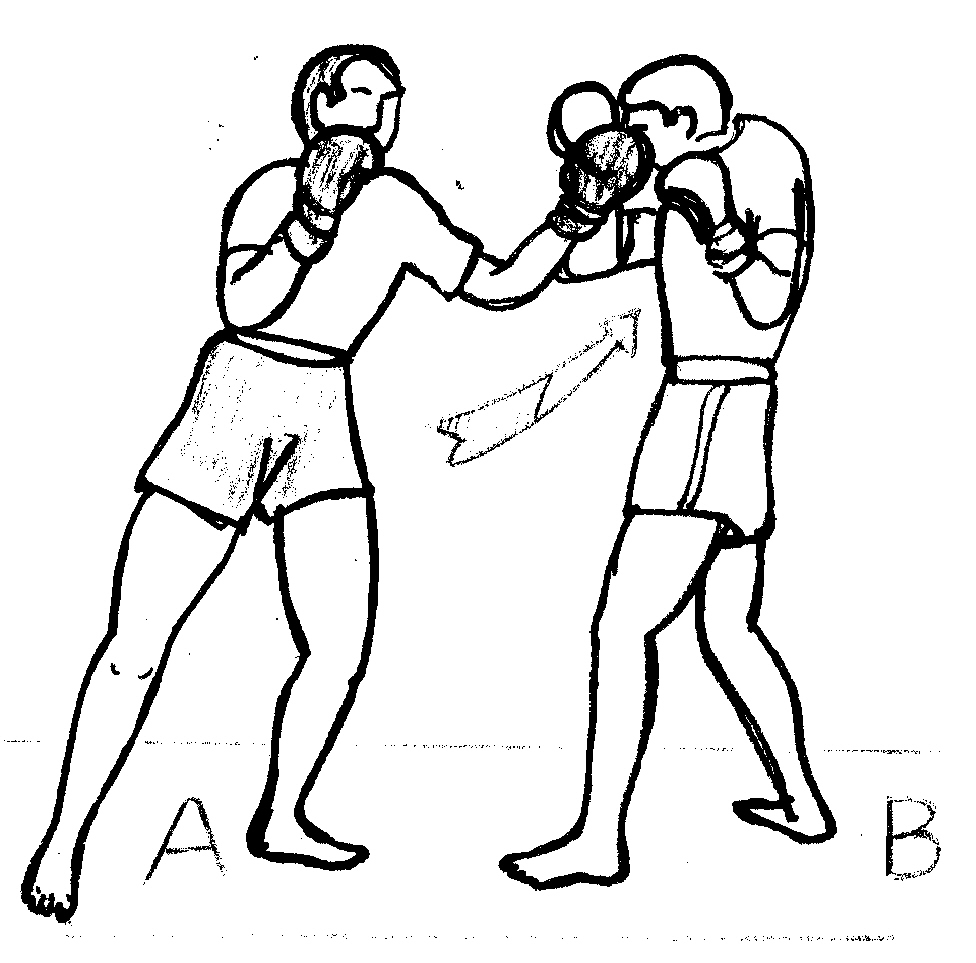
7 - Half-uppercut (semi-uppercut)

### Techniques de jambe
Article détaillé : coup de pied

#### Coups de pied usuels
- Front-kick : coup direct. Il est de forme « pistonnée », push-kick (pushing-kick) ou de forme « fouettée » (front snap-kick) – Fig. 1.
- Side-kick : coup de côté – Fig. 2.
- Semi-circular-kick : coup circulaire en diagonale remontante. Appelé également « diagonal-kick » et « forty-five degree roundhouse-kick » s’il est rotatif – Fig. 3.
- Round-kick : coup circulaire. Si ce coup est rotatif, il se nomme « forty-five degree roundhouse-kick ». Comme tous les coups de pied, on distingue trois hauteurs de frappe : le coup de pied bas circulaire - en ligne basse (low-kick), le coup de pied médian (middle-kick) et le coup de pied en ligne haute (high-kick)* – Fig. 4.1 et 4.2.
- Reverse-kick : coup circulaire inversé. Il peut être balancé avec une circumduction de hanche ou crocheté avec le genou (hook-kick) – Fig. 5.1 et 5.2.
- Back-kick : coup en arrière – Fig. 6.
- Sweeping ou footsweep : coup de balayage. Il existe différentes formes de coups de pied de balayage – Fig. 7.

Ces vocables précédents sont des erreurs de langage car les techniques de jambe portent chacune une appellation propre à sa forme de réalisation (ex. : pour le coup de pied en ligne haute (« high-kick ») : on trouve le front kick, le hammer-kick, le hook-kick, etc., et pas seulement le roundhouse-kick comme on l’indique très souvent.

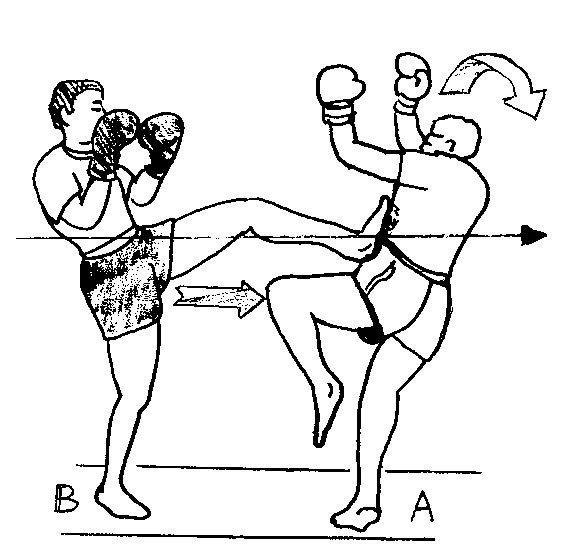
1 - Front-kick (coup direct de forme « pistonnée »)
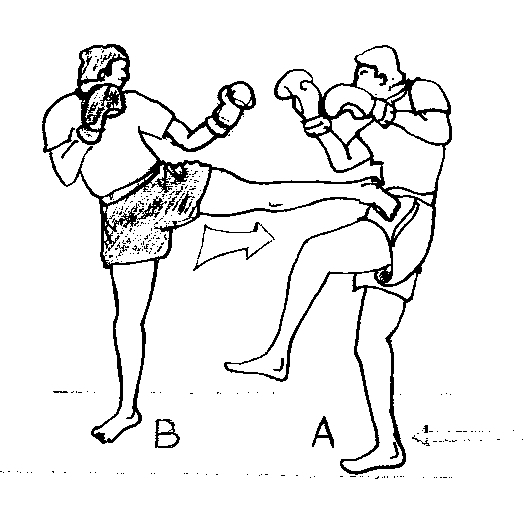
2 - Side-kick (coup de côté)
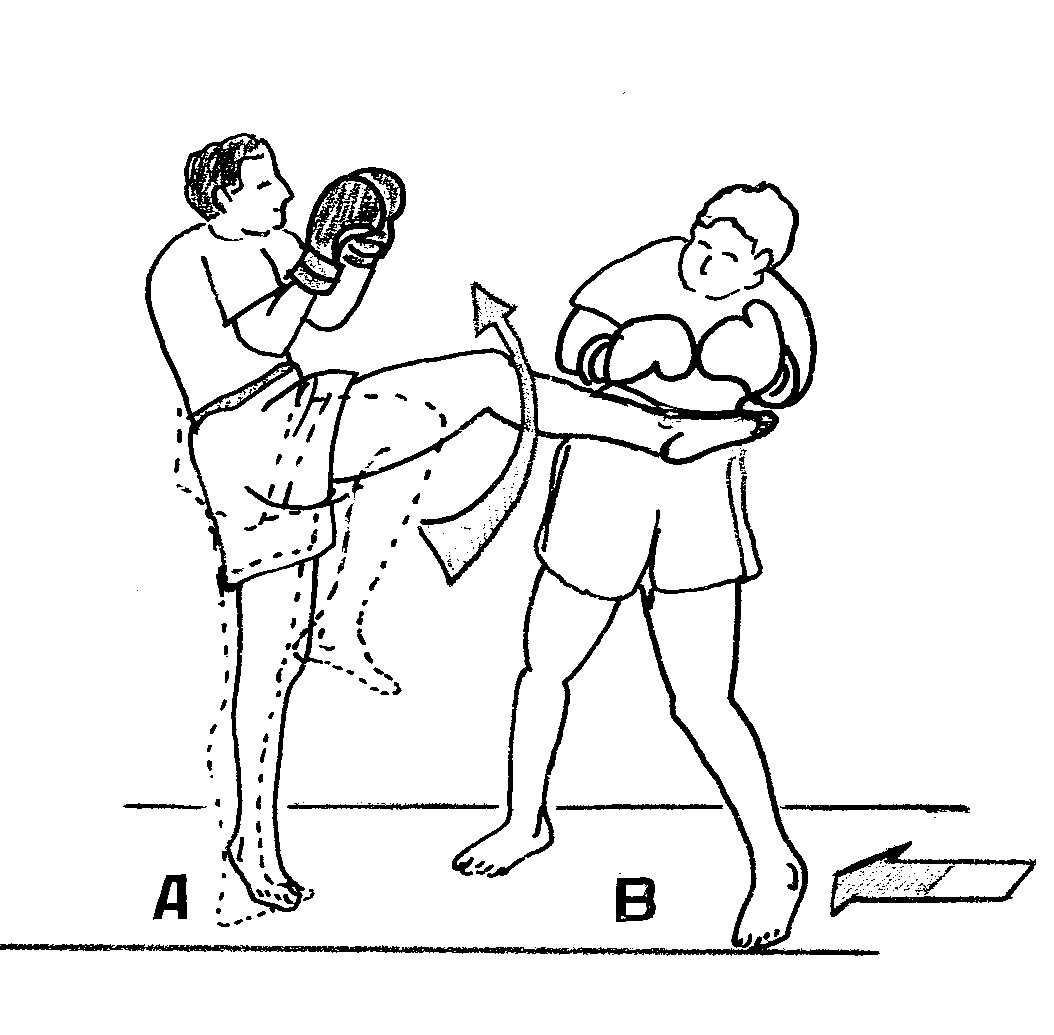
3 - Semi-circular-kick (coup en diagonale montante)
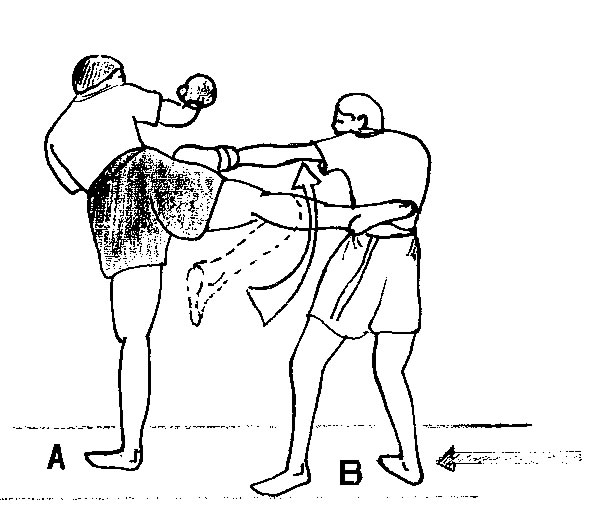
4.1 - Round-kick (ici un circulaire de type méthode « fouettée »)

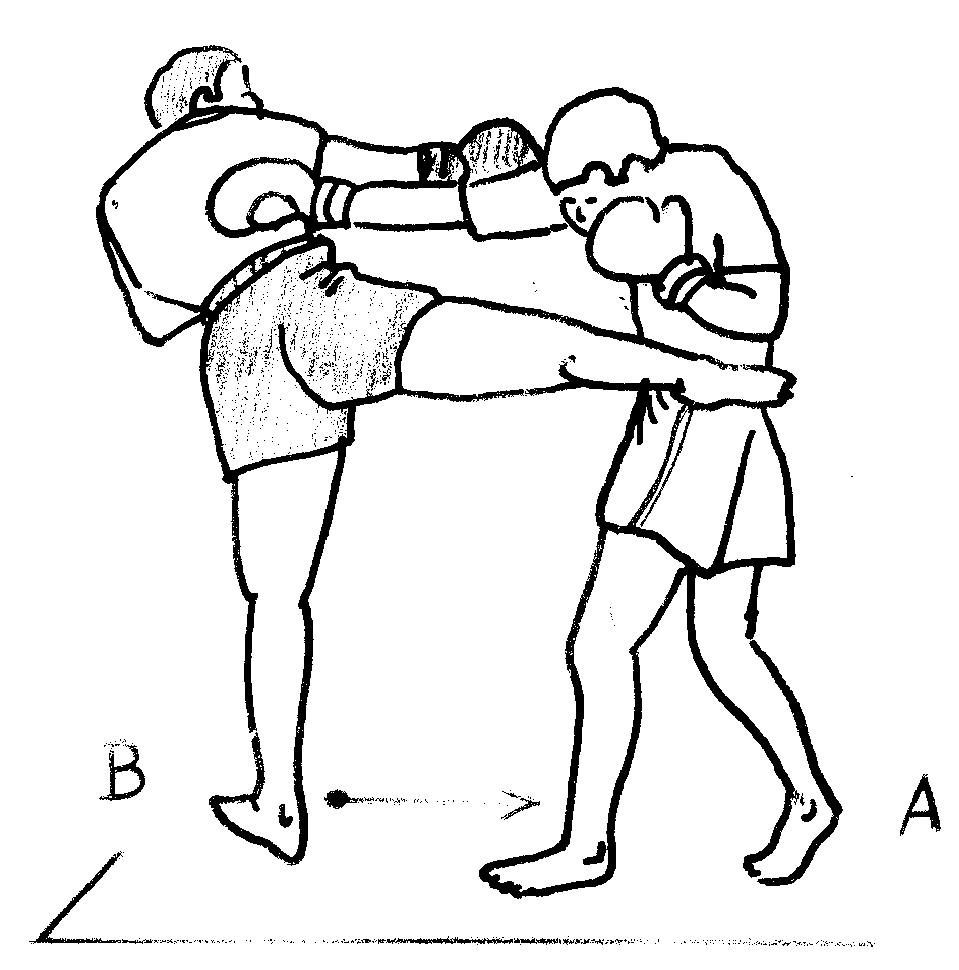
4.2 - Roundhouse-kick (ici un circulaire de type méthode « balancé » autour de la hanche)
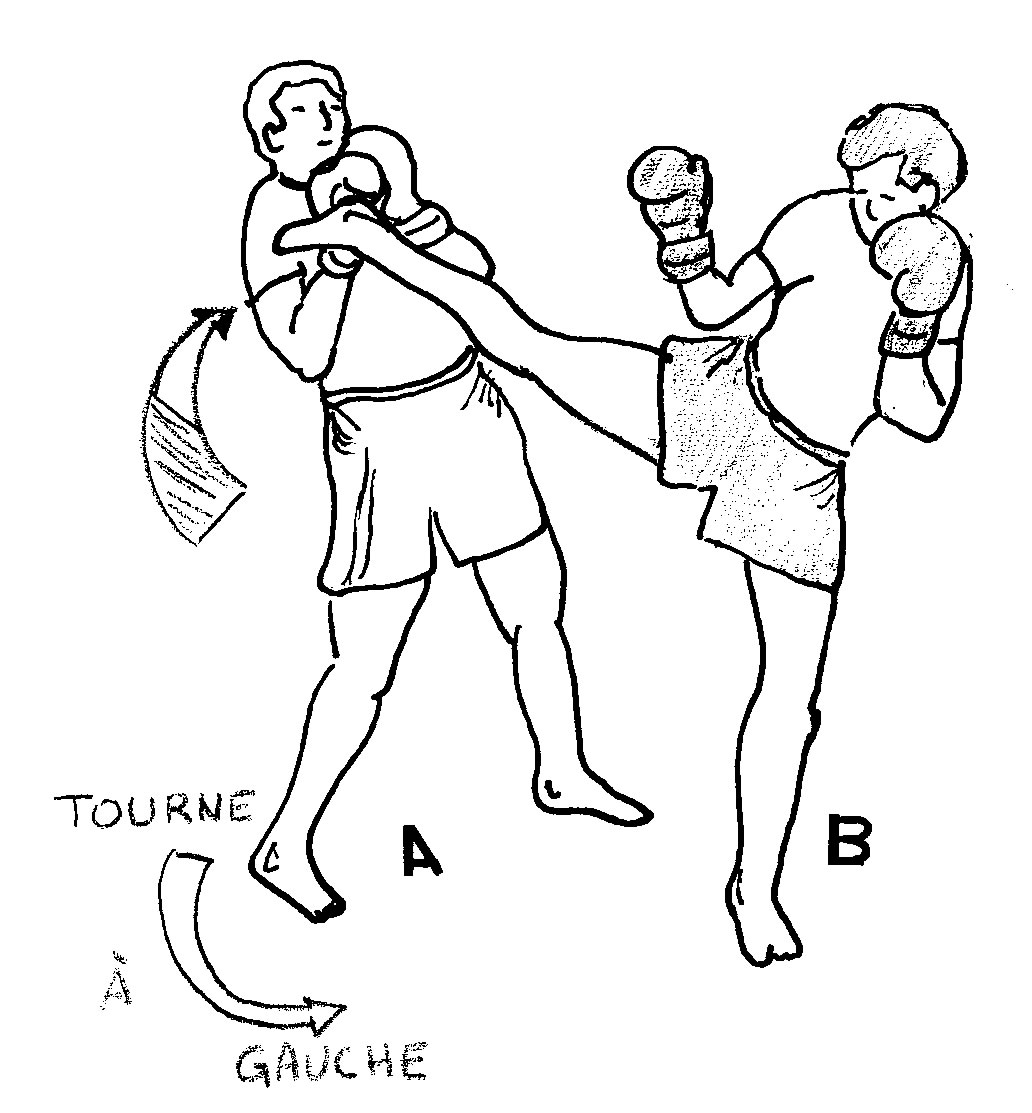
5.1 – Reverse-kick (coup circulaire à l’envers de type « balancé » autour de la hanche)
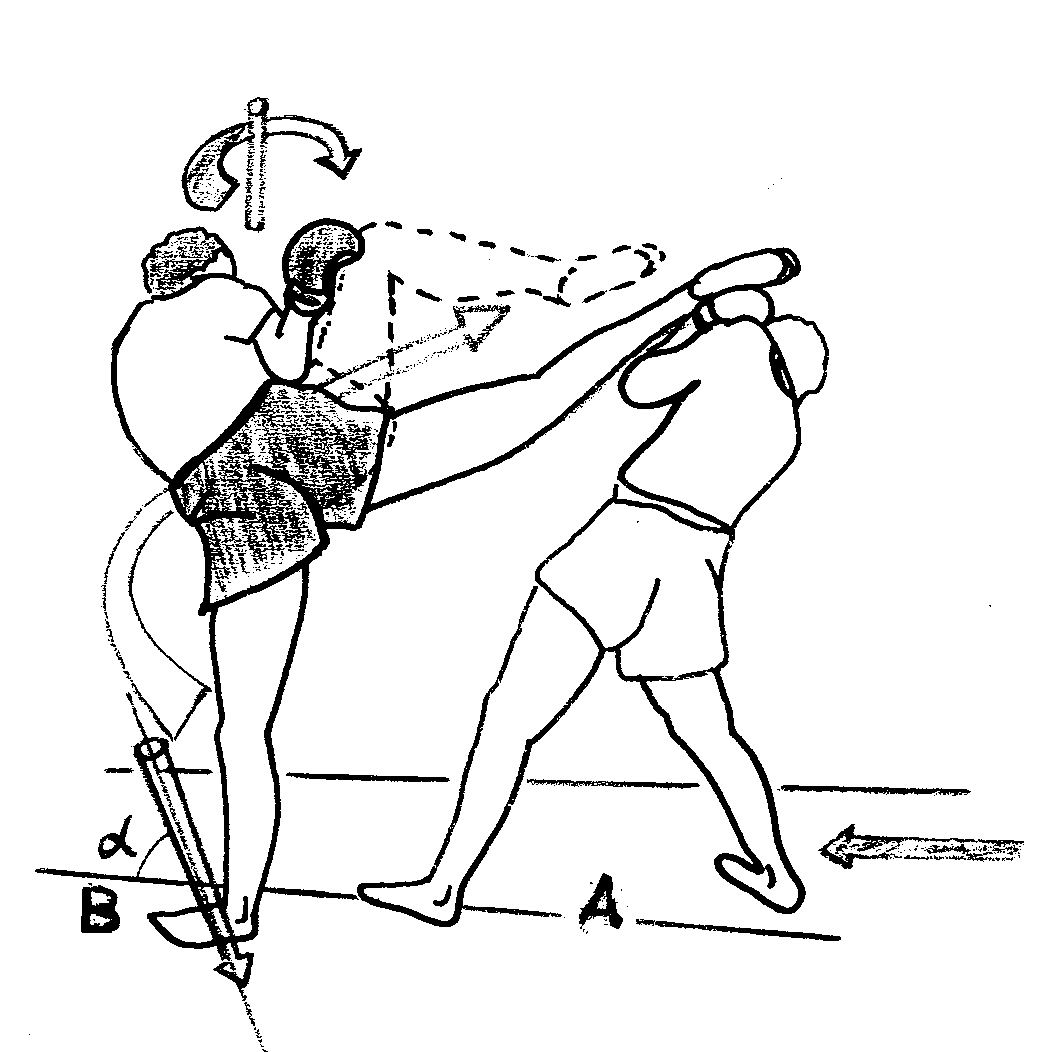
5.2 - Reverse-kick (coup circulaire à l’envers de type « crocheté » autour du genou
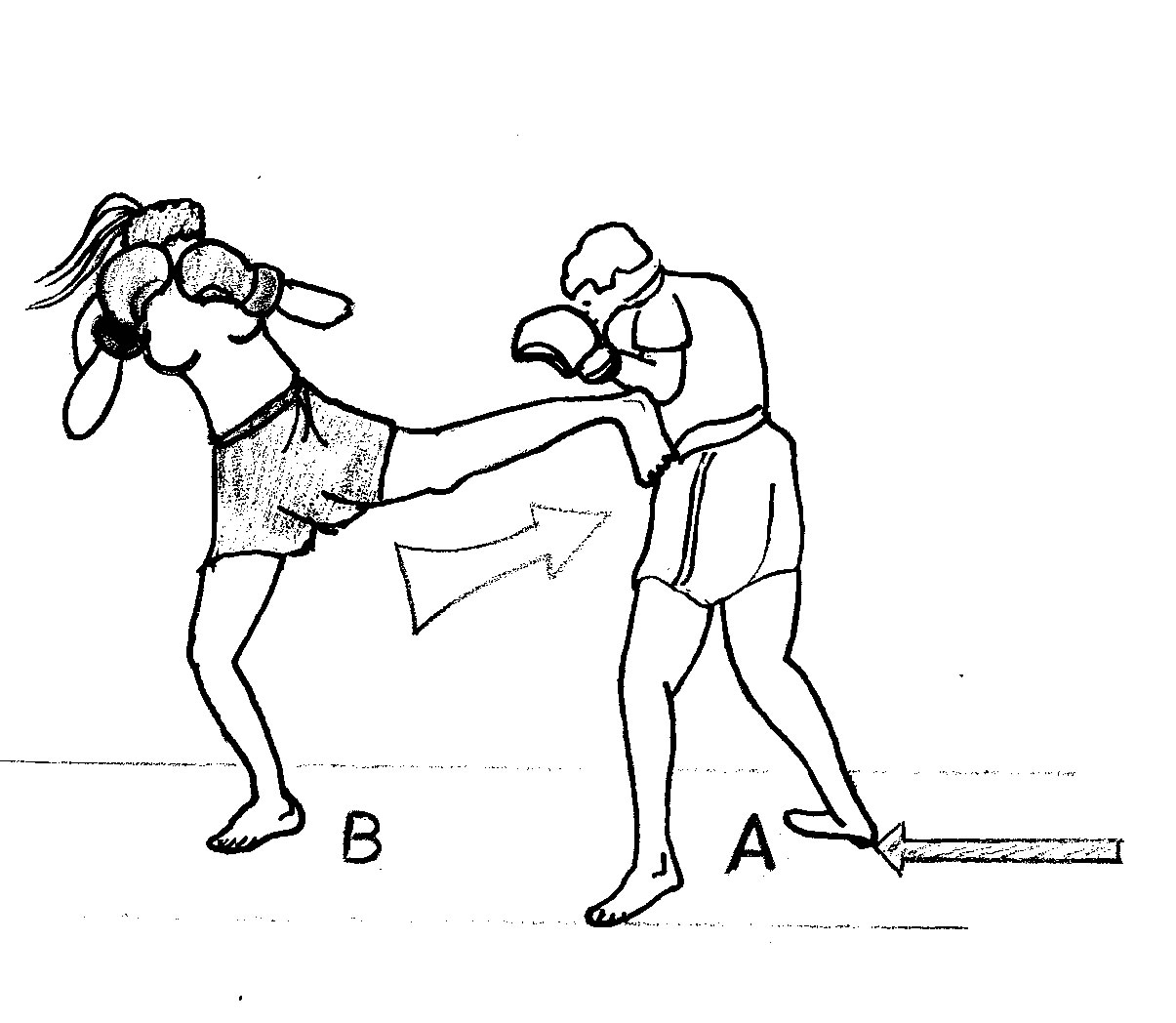
6 - Spinning back-kick, ici sur une avancée adverse (Coup direct vers l’arrière et retourné)

#### Coups de pied moins usuels
Catégorie des coups de pied dit « en bâton » (stick-kick). Ces techniques sont dites balancées à partir d’une circumduction de hanche. Ils sont les suivants :
- Footsweep outside-inside - Fig. 7
- Crescent-kick outside-inside - Fig. 8.1 et 8.2
- Crescent-kick inside-outside – Fig 8.3.
- Hammer-kick - Fig. 9.

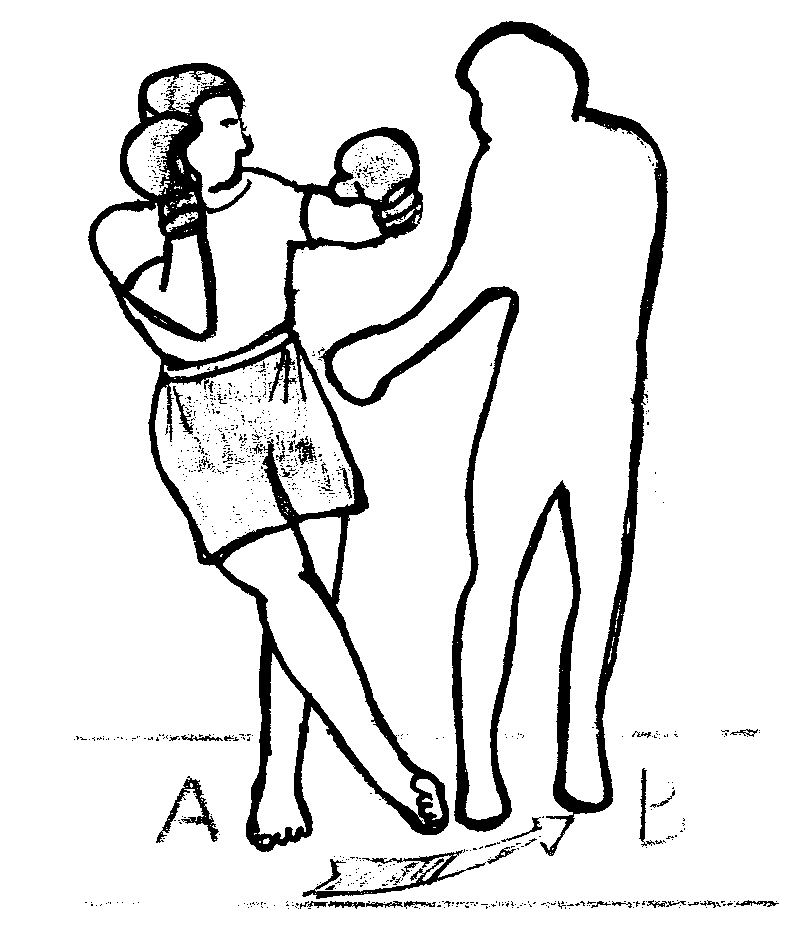
7 - Footsweep outside-inside (Balayage à la cuillère)
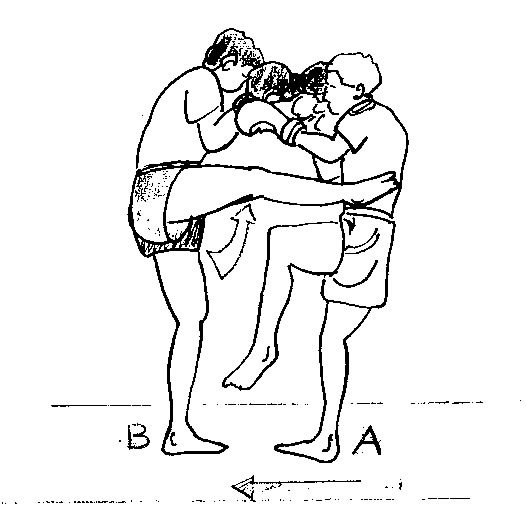
8.1 - Crescent-kick outside-inside ici porté en ligne moyenne
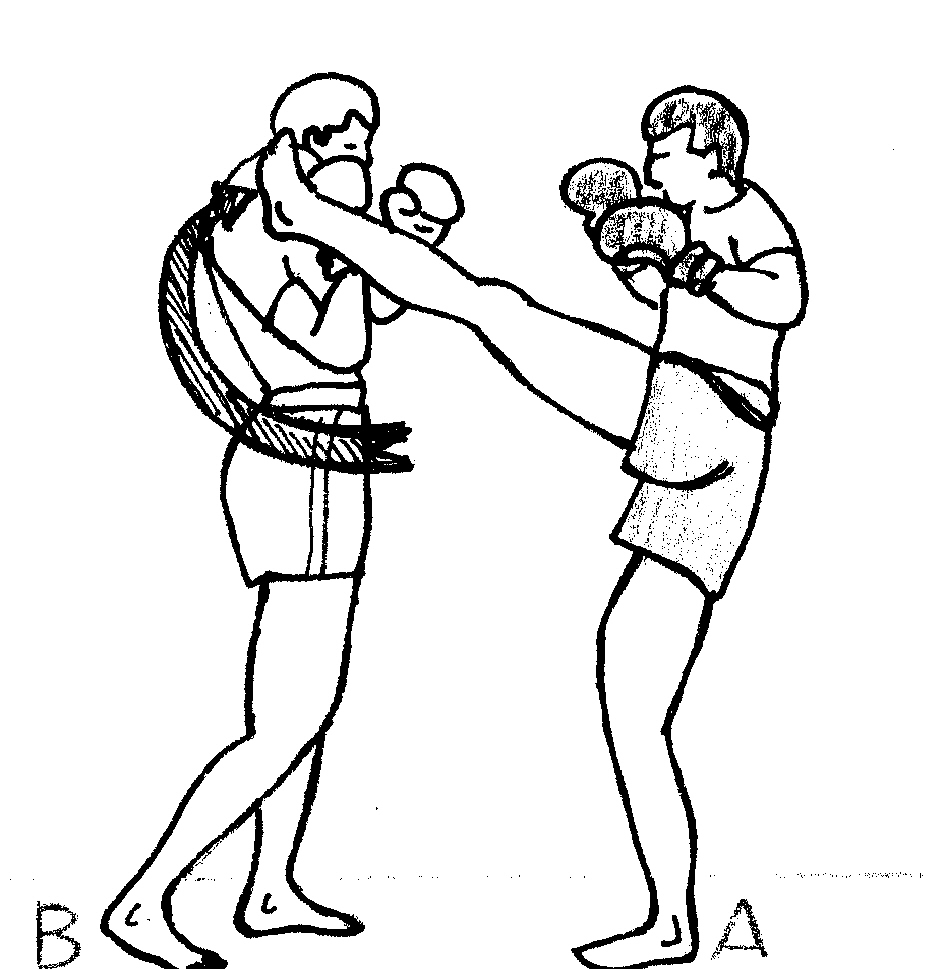
8.2 - Crescent-kick outside-inside ici porté en ligne haute
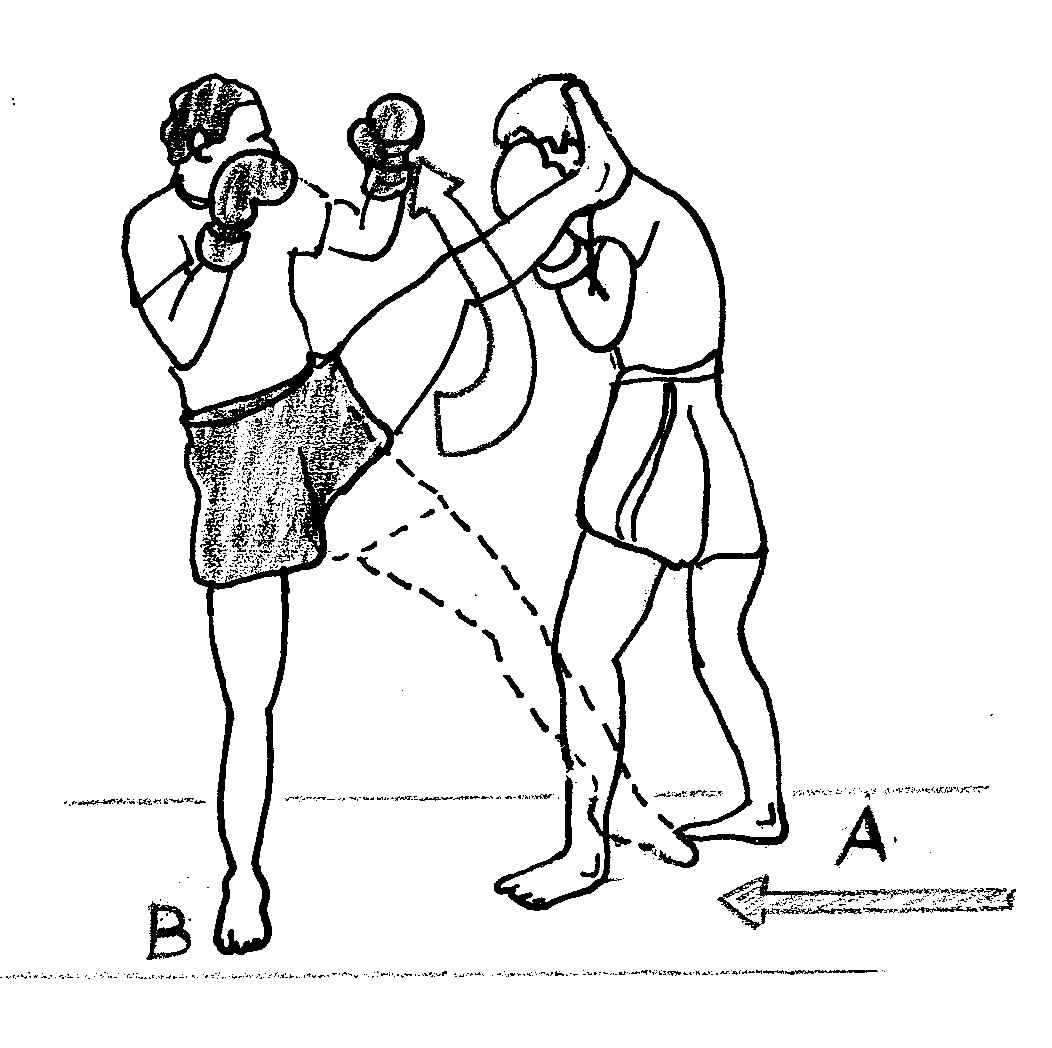
8.3 - Crescent-kick inside-outside ici porté en ligne haute

#### Coups de pied retournés et volants
- Spinning hook-kick (ou turning hook-kick): coup crocheté et retourné – Fig. 10
- Spinning side-kick : coup latéral et retourné – Fig. 11.
- Spinning back-kick (ou turning back-kick) : coup en arrière et retourné – Fig. 12.
- Jumping front-kick (ou flying-kick) : coup frontal et sauté
- Jumping roundhouse-kick : coup circulaire sauté
- Jumping side-kick : coup latéral et sauté
- Jumping back-kick : coup en arrière sauté.

(*) Certaines techniques-gestuelles peuvent être retournées et sautées à la fois

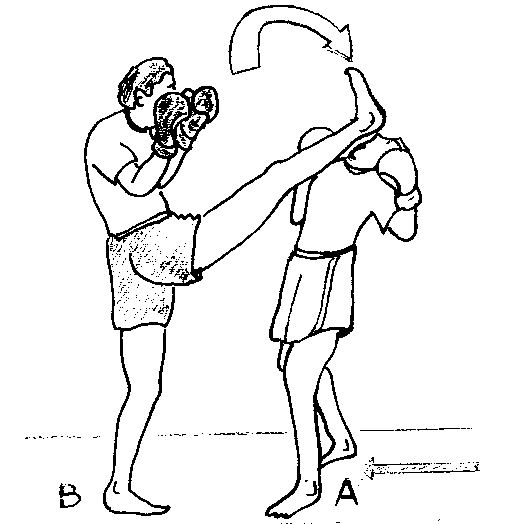
9 - Hammer-kick de type « axe-kick » (coup retombant dans l’axe direct)
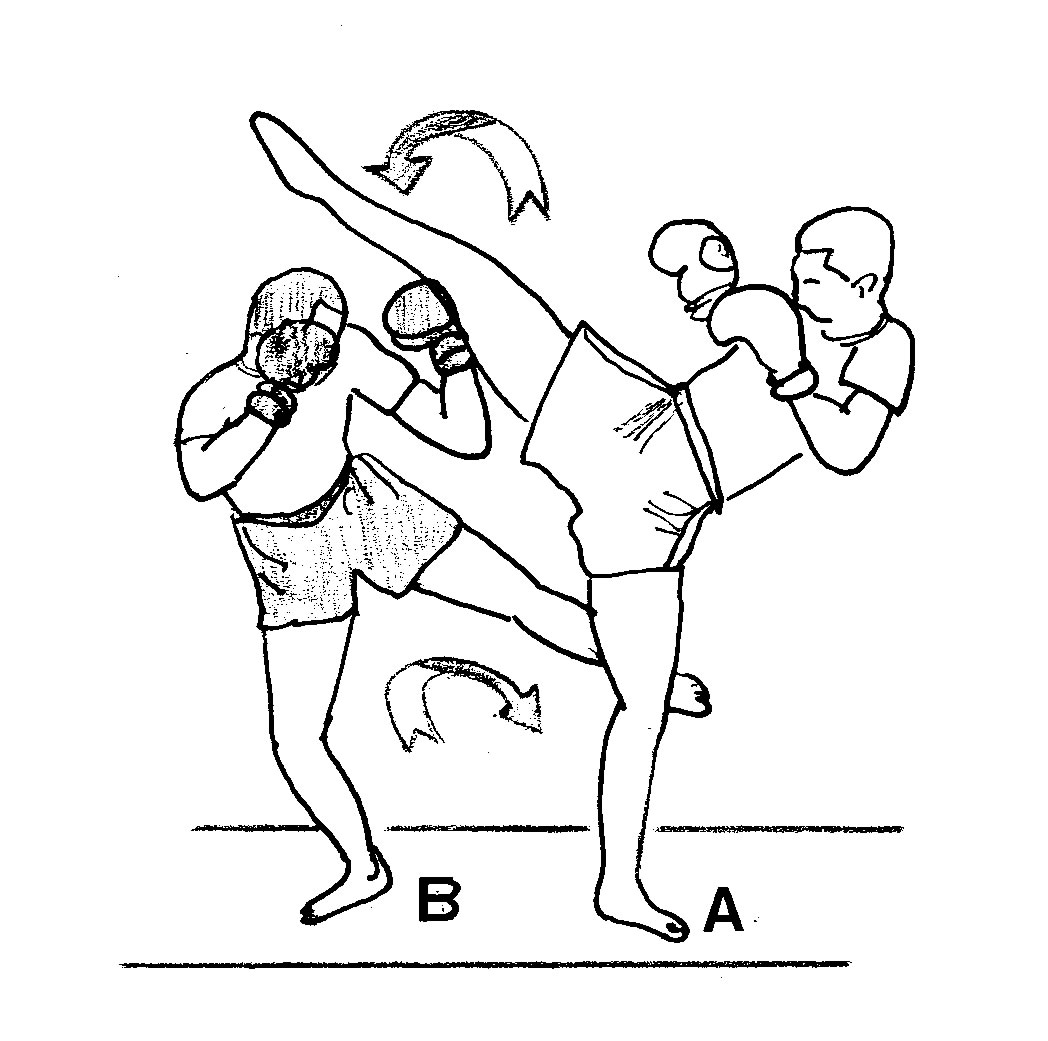
10 – Spinning hook-kick (coup croché et retourné)
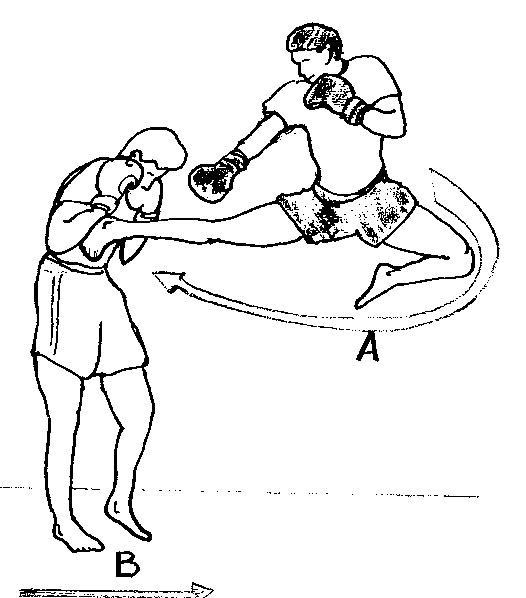
11 - Jumping side-kick (coup latéral sauté)
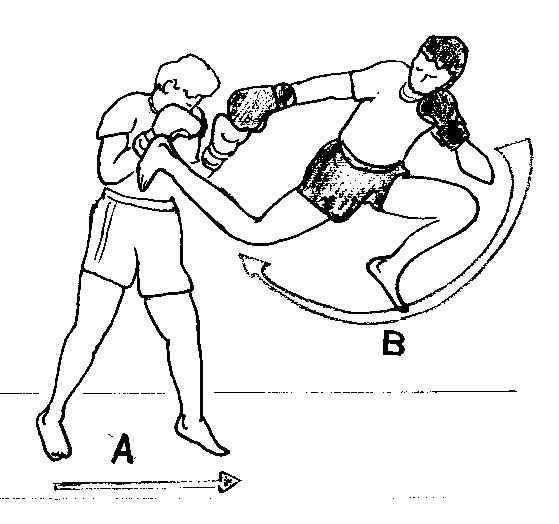
12 - Spinning back-kick, ici sur une avancée adverse (coup vers  l’arrière retourné sauté)

#### Coups de pied de balayage
Catégorie des coups de pied dit de balayage (En anglais, « footsweep ») c’est-à-dire de déséquilibre voir de projection au sol. 

La gestuelle utilise différentes formes de corps : 
- un coup dit en bâton (En anglais, « stick-kick »), trajectoire de l’intérieur du corps vers l’extérieur (« Inside-outside ») ou l’inverse (« Outside-inside »),
- un coup dit circulaire à l’endroit (soit fouetté autour du genou ou par balancé en circonduction autour de la hanche avec ou sans pivot sur le pied d’appui),
- un coup dit circulaire à l’envers (soit fouetté autour du genou ou par balancé en circonduction autour de la hanche avec ou sans pivot sur le pied d’appui).

Les modes d’action précédents peuvent être combinés.

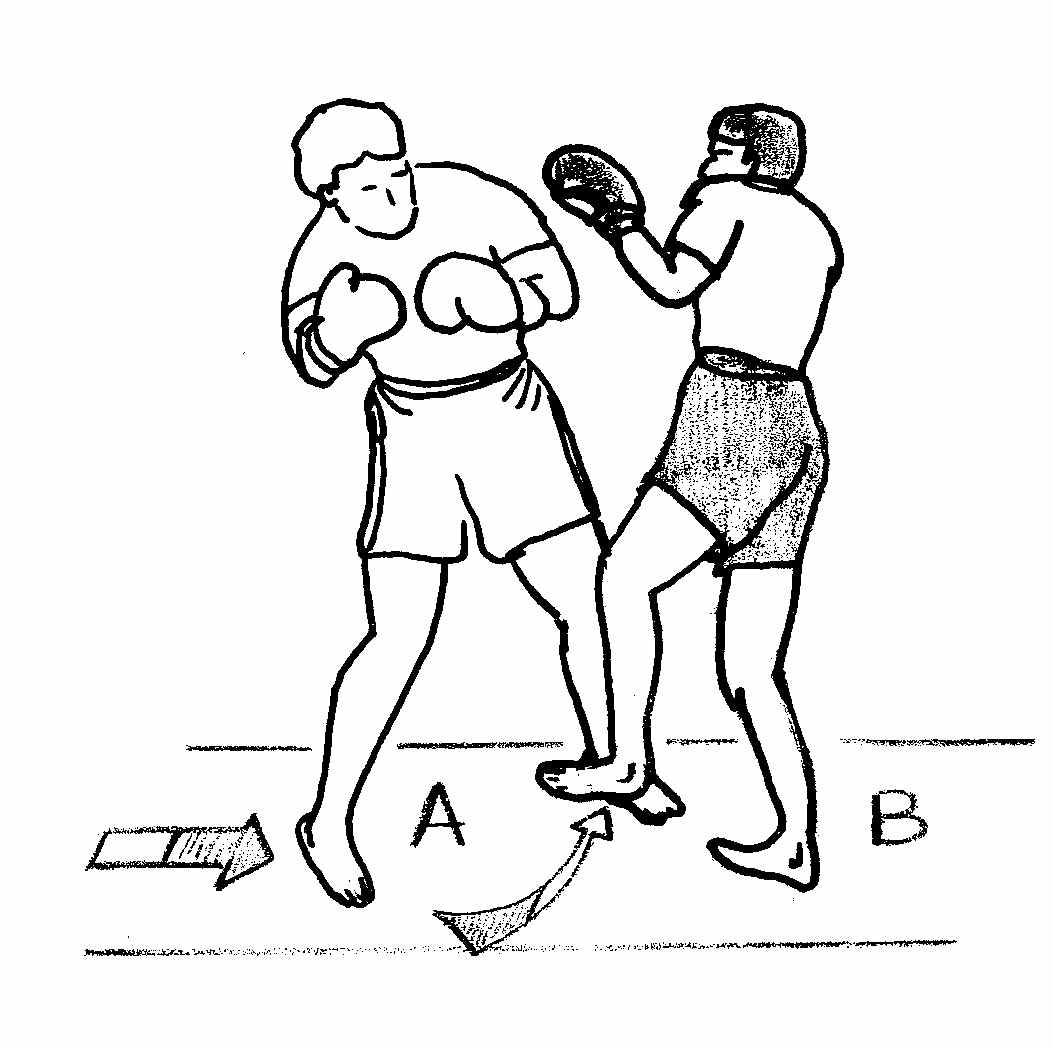
13 - Balayage en bâton autour de la hanche dit « à la cuillère »)
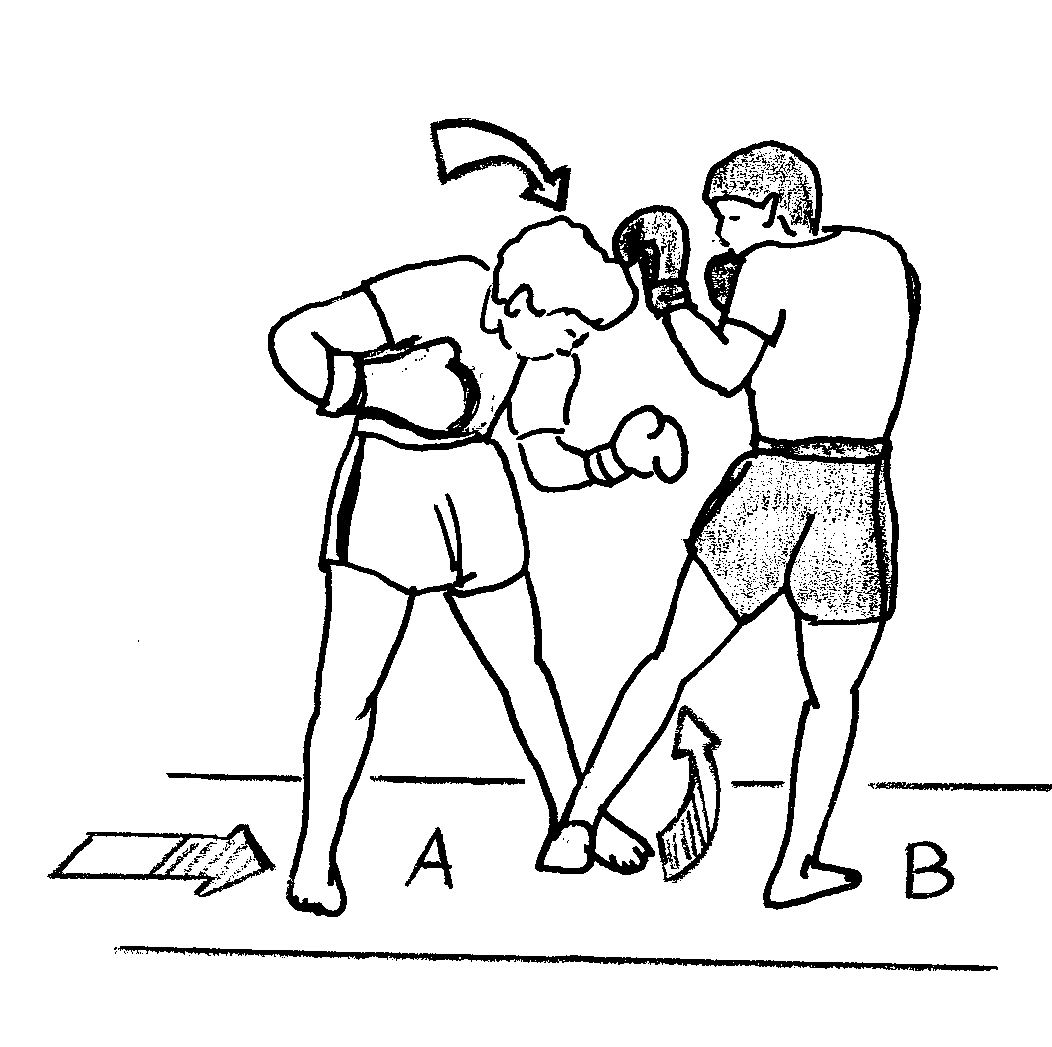
14 – Balayage circulaire à l’endroit (dit « à la louche »)
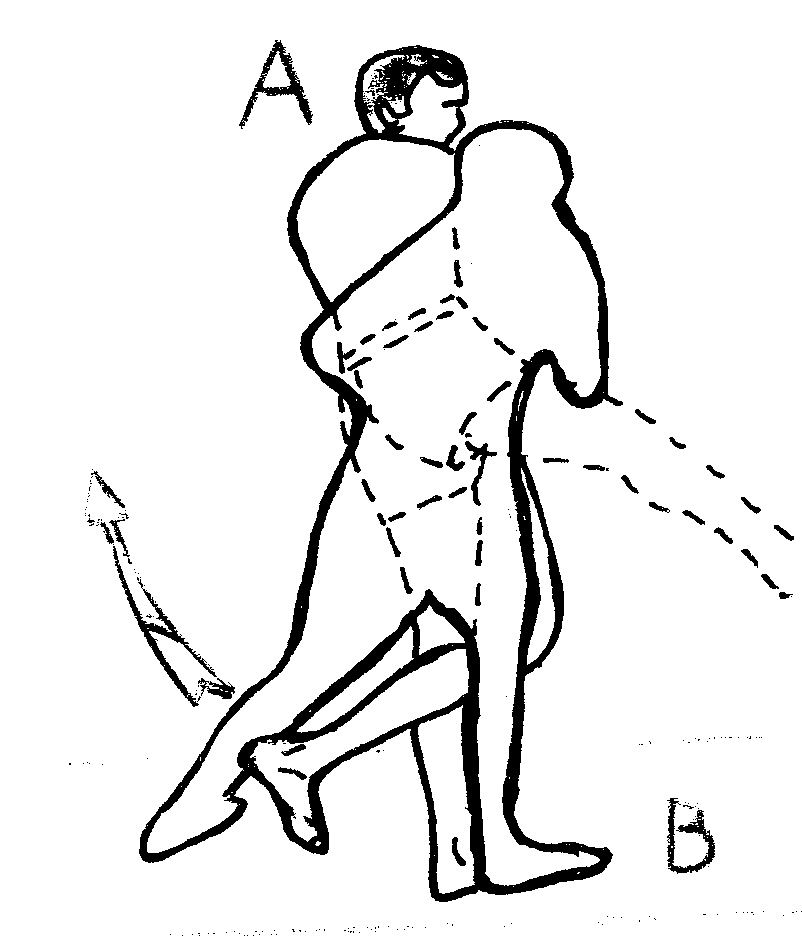
15 – Balayage circulaire à l’envers (dit « en coup de pied crocheté »)
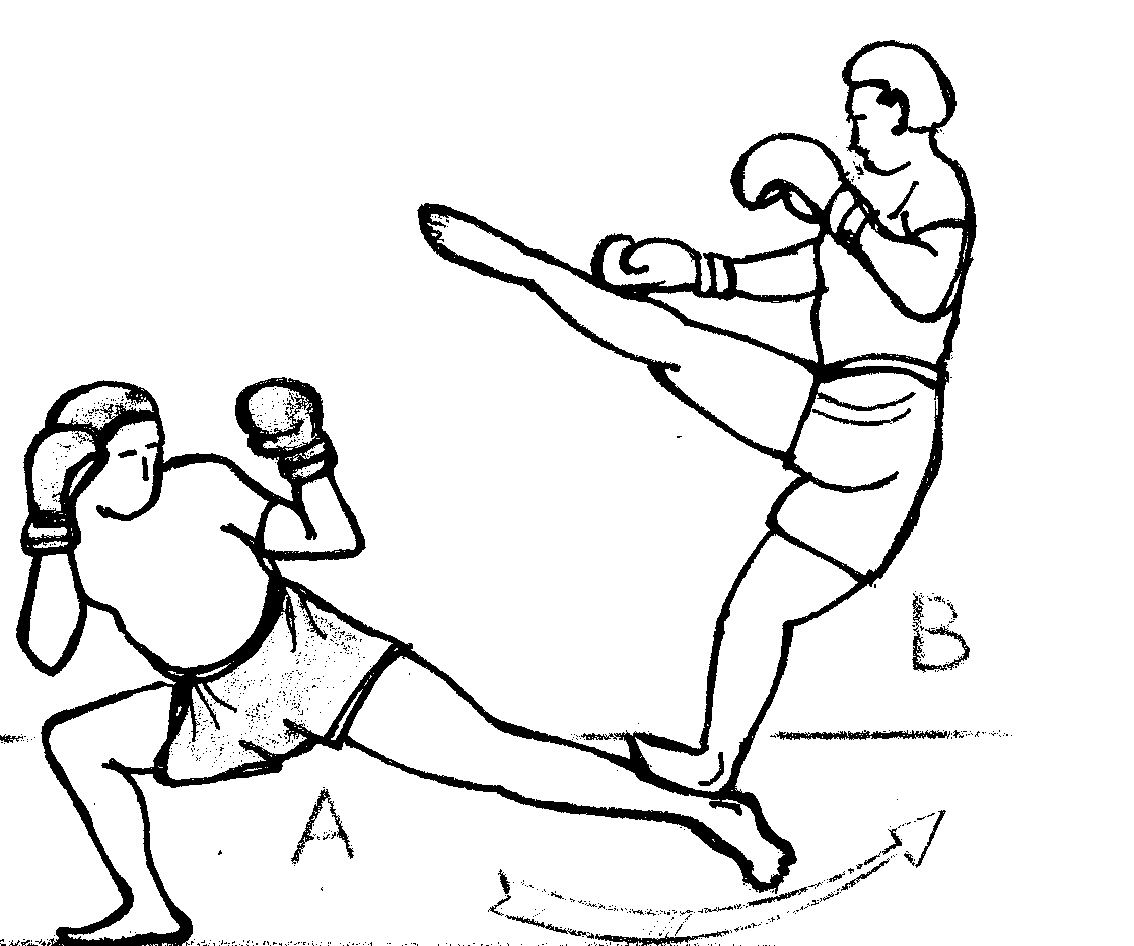
16 - Balayage circulaire à l’envers (dit « en coup de pied crocheté et retourné »)

### Techniques de genou

#### Coups de genou usuels
Article détaillé : coup de genou
- Rising knee-strike (ou knee-bomb) : coup de genou remontant (réalisé le plus souvent au corps à corps) – Fig. 1.
- Straight knee-thrust : coup de genou direct – Fig. 2.
- Long-range knee-kick (ou diagonal knee-strike) : coup de genou oblique remontant – Fig. 3.

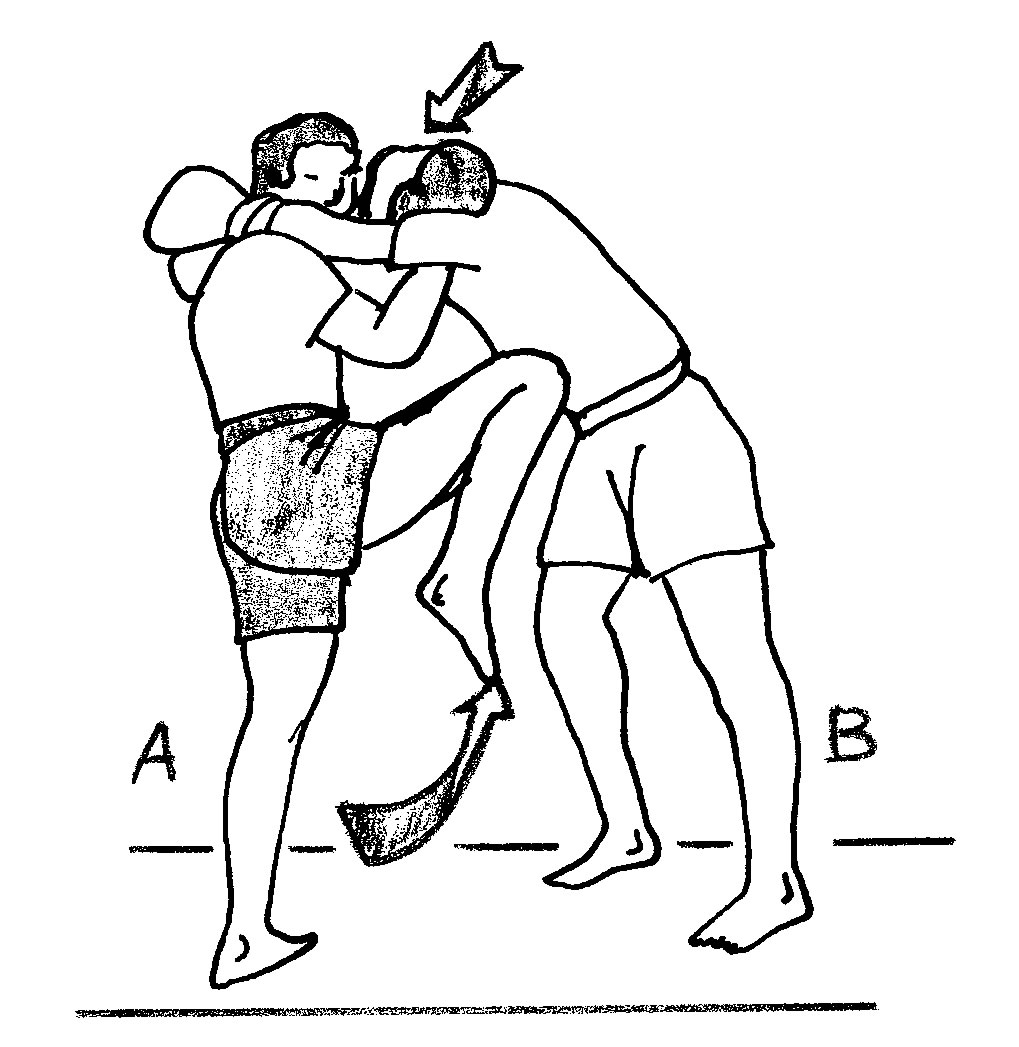
1 - Rising Knee-strike (coup de genou remontant)
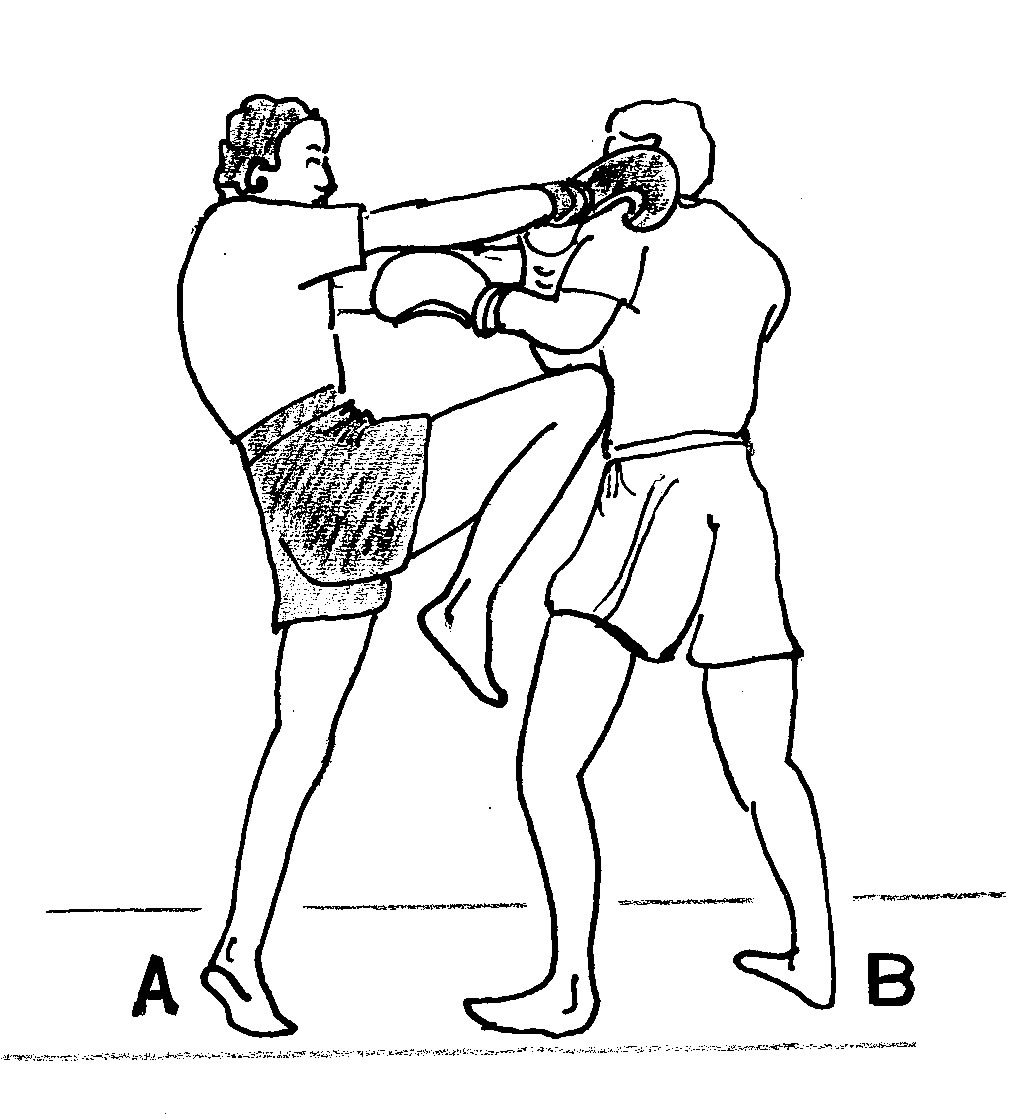
2 - Straight knee-thrust (coup de genou direct)
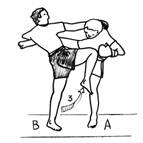
3 - Long-range knee-kick (coup de genou oblique remontant)
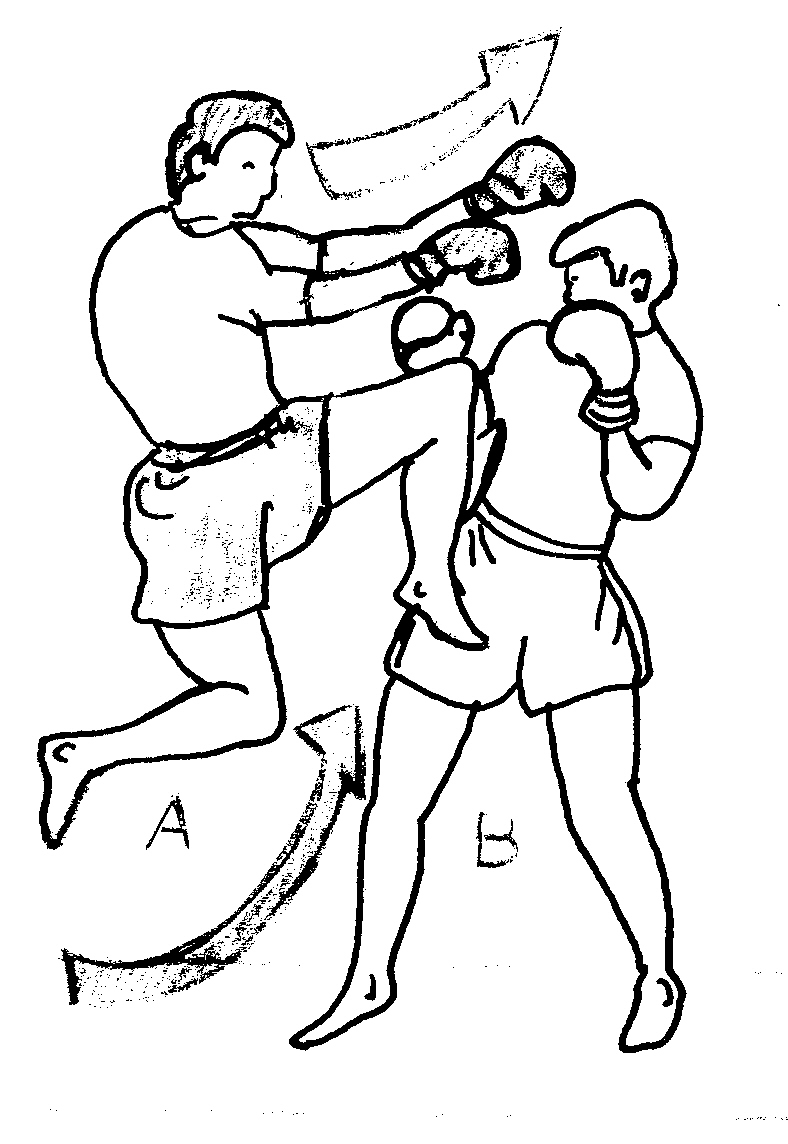
4 - Jumping knee-kick (coup de genou de face sauté)

#### Coups de genou sautés et doubles
- Jumping knee-kick ou flying knee kick : coup de genou de face sauté – Fig. 4.
- Double knee-kick : coup simultané des deux genoux en sautant.

(3) Ces techniques peuvent être données les hanches de face ou de profil, et emprunter différentes trajectoires (directe, remontante et descendante). Elles peuvent être sautées.

### Actions offensives
L’attaque est une « activité destinée à imposer un état corporel à l’adversaire dans le but de prendre l’ascendant sur l’adversaire (voire le contrôle adverse) pour remporter l’opposition. Elle consiste, en toute logique, à utiliser les faiblesses adverses voire de les révéler cela par la mise en place d’un ensemble d’opérations de manœuvre » (Delmas, 1975). Pour simplifier, elle se définit par un « mouvement offensif destiné à atteindre des cibles adverses ». On distingue plusieurs formes d’attaque : 
- Dite directe : souvent simple, faite d’un mouvement unique,
- Dite en confusion (ou combinaison d’actions et de manœuvres) :
  - doublée ou renouvelée (répétition du même mouvement),
  - composée : constituée de multiples actions, appelé « enchaînement »,
  - fausse, attaque simple ou composée, incomplètement réalisée, destinée à tromper l’opposant voire à le faire réagir pour tirer parti de ses réactions,
  - indirecte : différée, composée, simulée (comprenant appel, feinte, provocation, etc.),
  - progressive (organisée autour de différentes actions pour s’approcher de la cible),
  - cachée (masquée),
  - en aveugle,
  - sur préparation adverse, lancée alors que l’adversaire a entrepris une préparation d’attaque. Il s’agit ici plus précisément d’un coup d’arrêt voire d’un coup de contre (attaque dans l’attaque adverse),
  - dans l’attaque adverse ou « [attaque dans l’attaque adverse|contre] »,
  - juste après l’attaque adverse. On parle ainsi de contre-attaque ou plutôt de riposte en sport de combat.

### Actions défensives (dites de contre-offensive)
Article détaillé : défense
La défense en boxe se résume par un ensemble d’actions destiné à faire échec à l’offensive adverse, c’est-à-dire pour ne pas être atteint, comprenant des actions dites de défense passive, défense active et anticipée :
1. Les actions dite en urgence : blocages et absorption de coups (Fig. 1.1 à 1.4), esquives de coups (Fig. 2.1 à 2.4), les déviations de coups (Fig. 3.1 à 3.3) et la mobilité au sol (les déplacements) et du corps sur place (mouvements de buste notamment),
2. et les actions d’anticipation dite de neutralisation ou par contrôle de l’opposant et saisie : coup d’arrêt, gêne, dissuasion, etc. (Fig. 4).

Se garantir contre les attaques adverses se présente comme un des trois objectifs principaux à atteindre dans les sports de combat de percussion à côté d’attaquer les cible adverses et d’utiliser l’action adverse à son propre avantage.

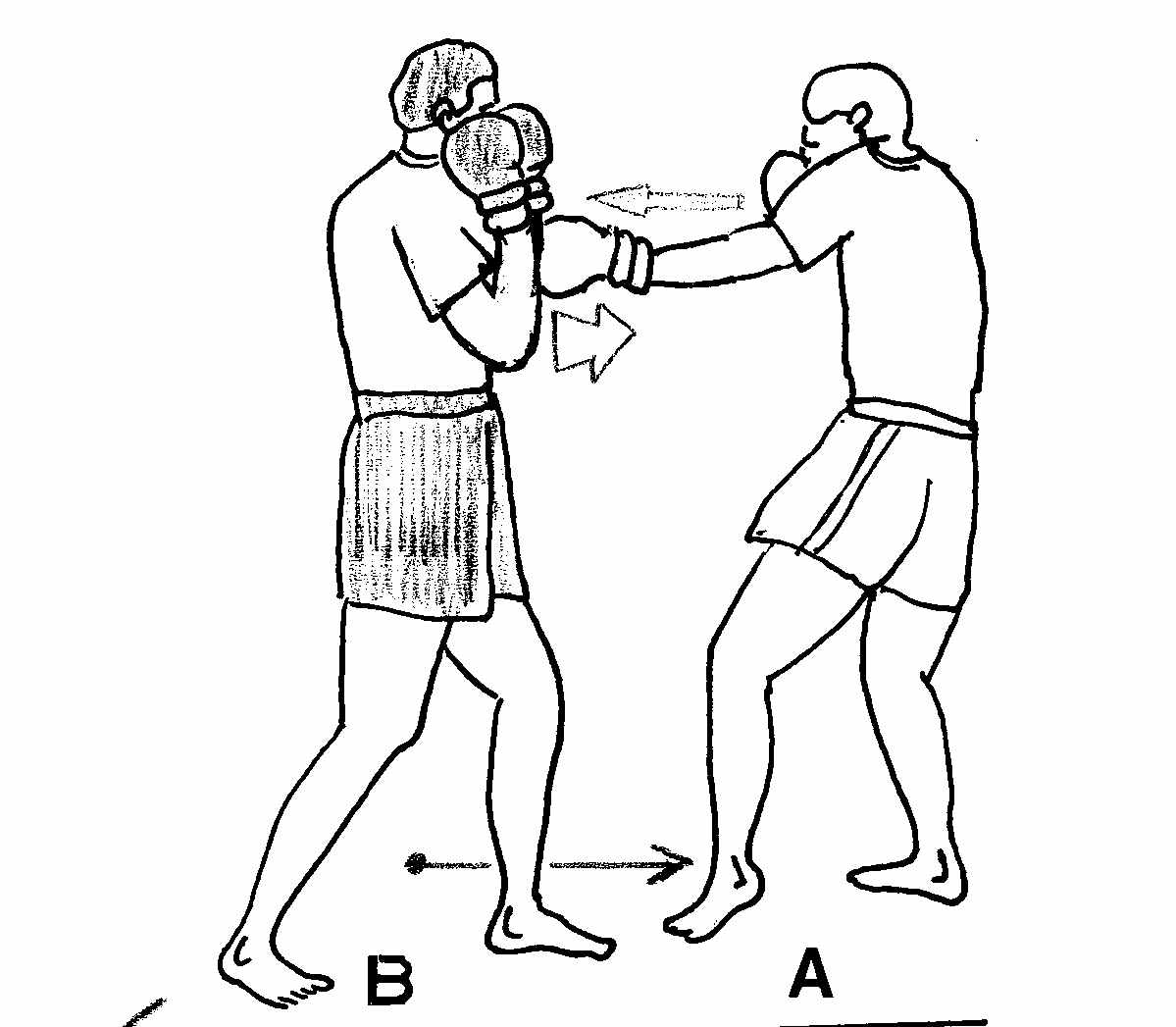
1.1 - Blocking (blocage actif des deux bras)
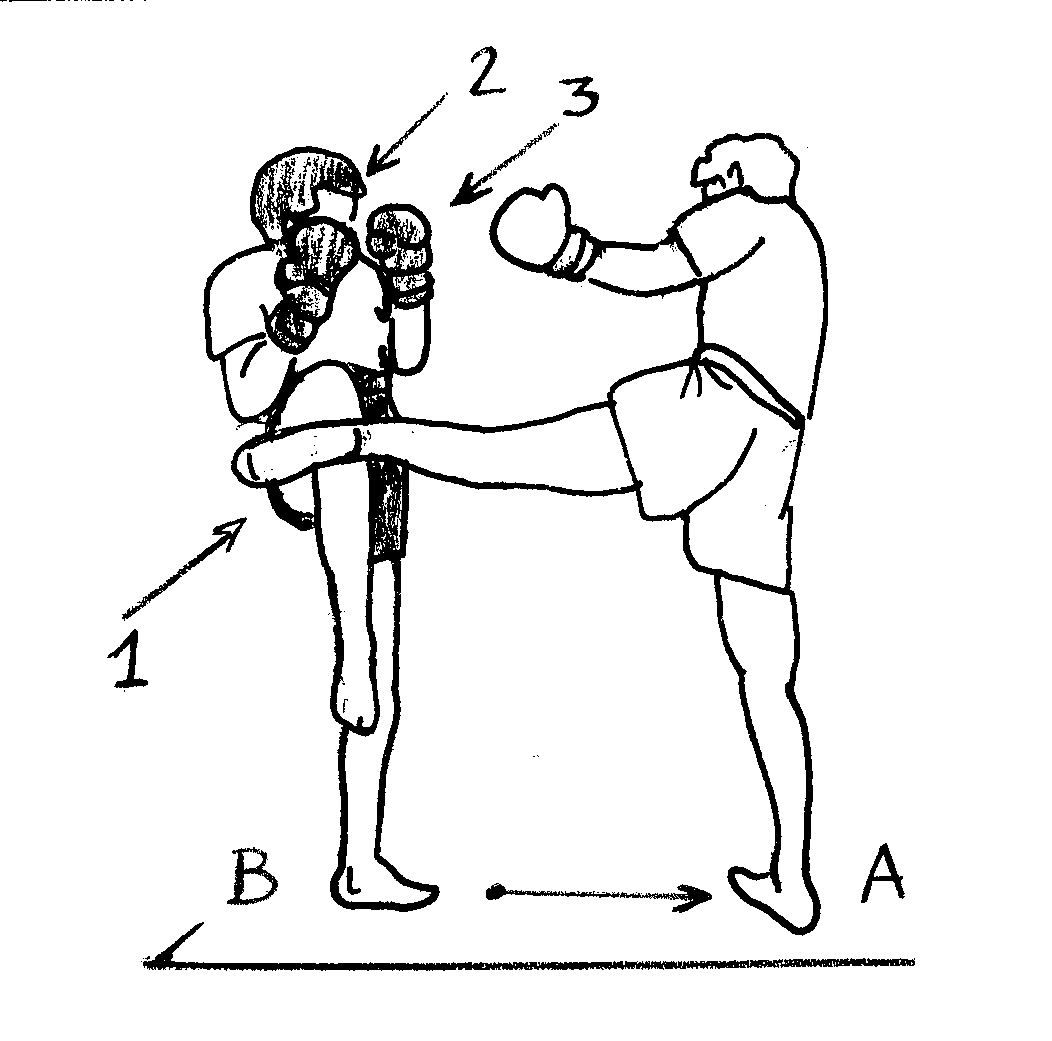
1.2 - Blocking (blocage actif avec le tibia)
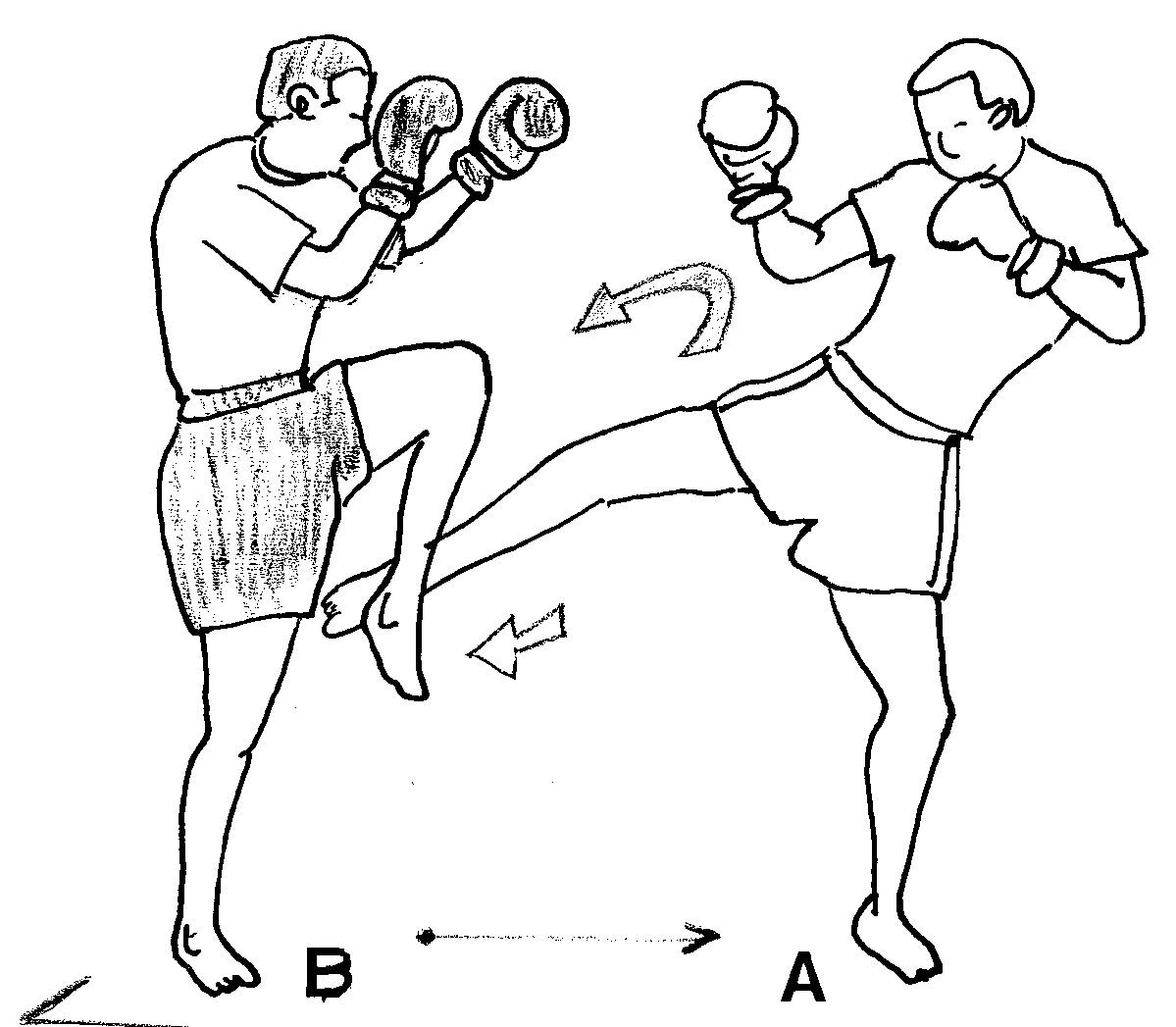
1.3 - Blocking (blocage absorbant avec le tibia)
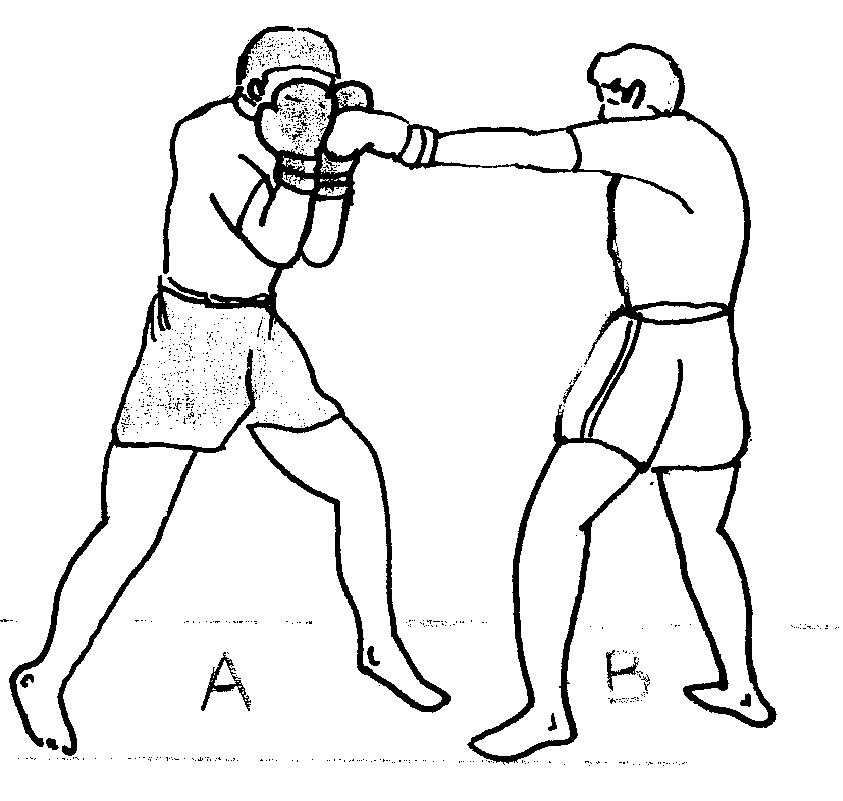
1.4 - Cover-Up (couverture avec les deux gants)

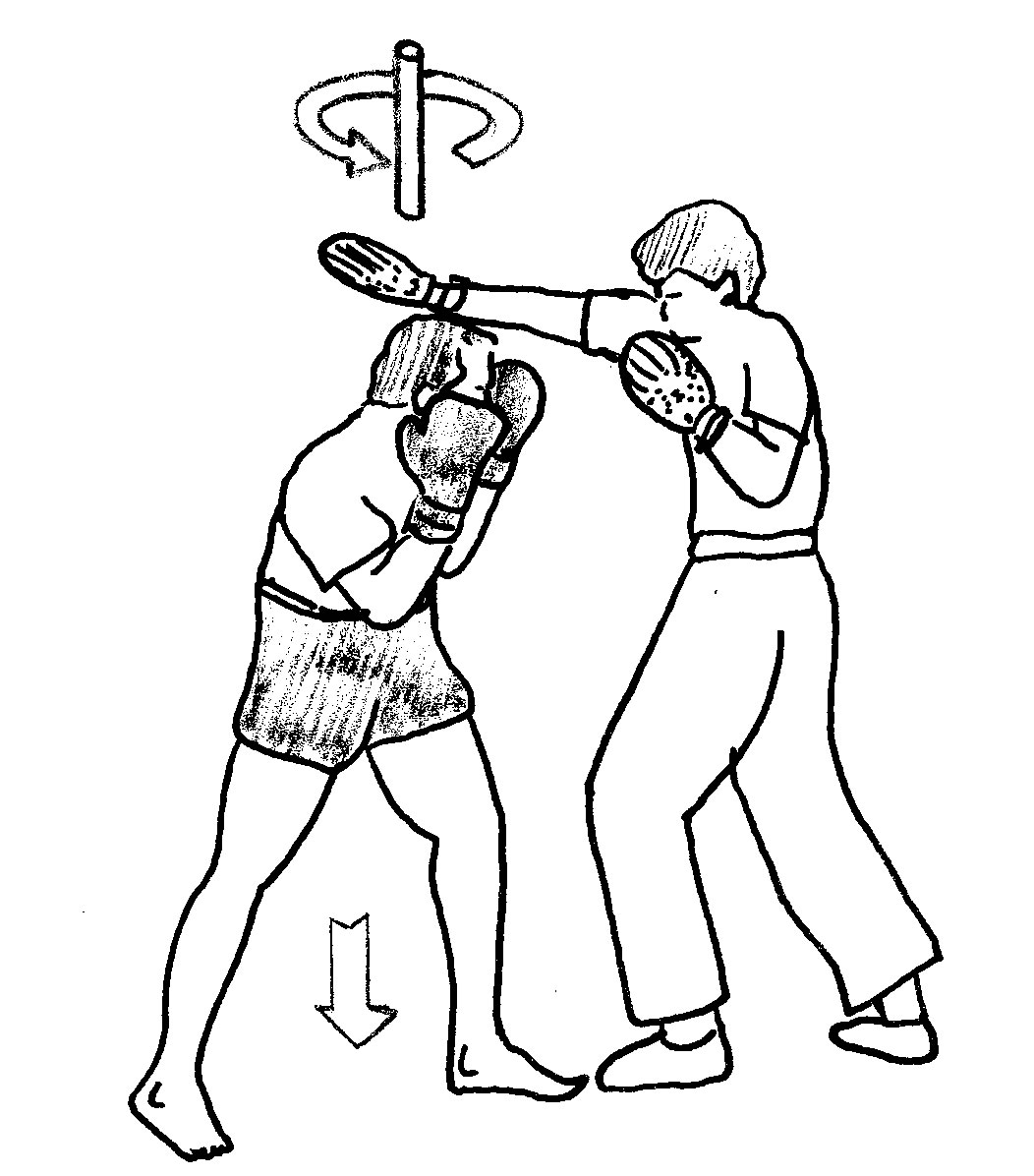
2.1 - Bobbing (retrait vertical par-dessous) et Bob and weave (esquive rotative)
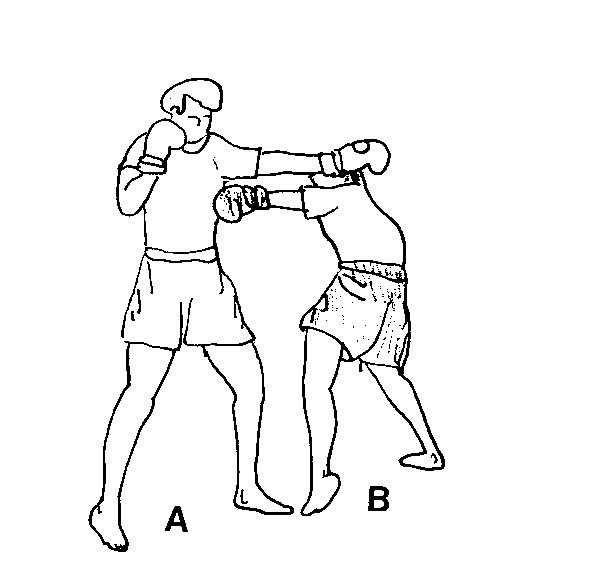
2 .2 - Slipping (ici un désaxage latéral du tronc avec un coup de contre)
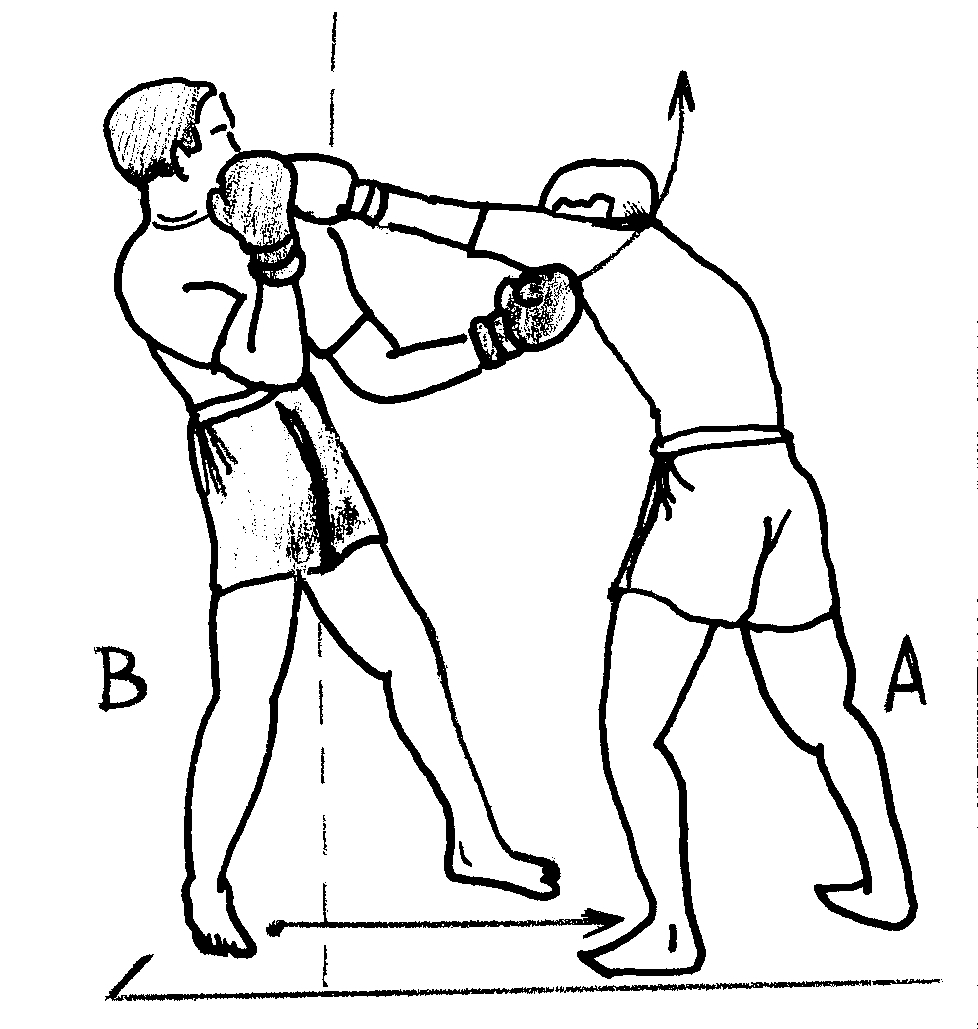
2.3 - Pulling away (retrait arrière de buste avec un contre en uppercut)
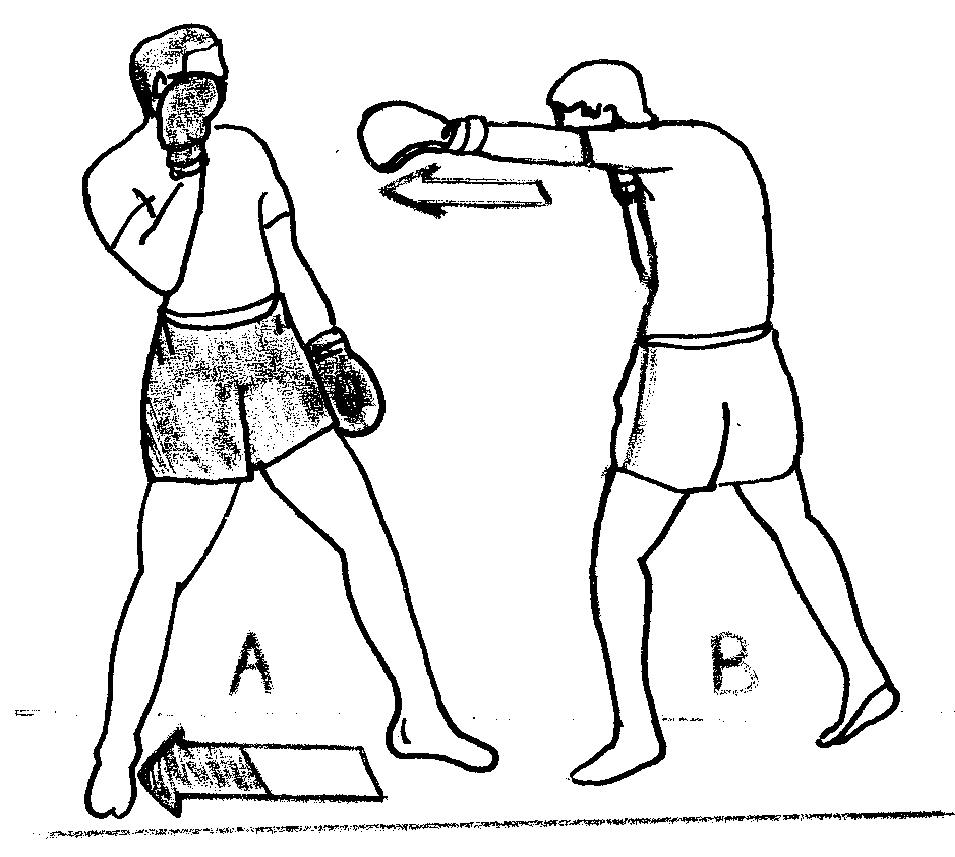
2.4 - Footwork (pas de retrait sur une attaque en jab)

On distingue plusieurs catégories de défense :
1. La défense dite « classique » ayant pour but d’annihiler l’action adverse. C’est-à-dire, la simple mise en sécurité de ses propres cibles, quelquefois réalisée en urgence (dite défense passive : « blocage passif » c’est-à-dire une couverture des cibles corporelles (action dite neutre ou d’encaissement du coup). Cette façon de faire ne permet pas toujours une riposte instantanée car il peut y avoir un effet d’ébranlement lors de l’impact.
2. La défense dite « active » favorisant l’utilisation de l’action adverse. C’est-à-dire, la réalisation d’actions destinées à ne pas subir l’activité adverse voire à l’utiliser à son avantage (appelée par certains auteurs, défense active) : le « blocage absorbant » le coup adverse, le « blocage déviant » ou « déviation » de l’arme adverse appelée au XIXe siècle, « parade chassée » dans le but de déséquilibrer l’opposant, et l’« esquive » (dérobade sur place ou avec un déplacement, dégagement du coin, contournement de l’opposant). Ces trois formes permettent des ripostes instantanées. Puis le « coup d'arrêt » de l’action adverse qui peut être suivi avantageusement d’une riposte.
3. Activité d’anticipation ayant pour but d’empêcher le déclenchement de l’offensive ou la mise en difficulté de réalisations offensives adverses dites de neutralisation : la « dissuasion » d’attaquer obtenu par le biais de techniques de déstabilisation (menace et fausse information), la « gêne de loin » (par mouvement de battement, de contact et d’écran), la « gêne de près » (diminution ou l’augmentation de la distance, saisie de l’opposant et verrouillage des armes adverses).

Ces deux derniers objectifs nécessitent des qualités d’initiative, d’anticipation et d’à-propos. Pour dépasser le cliché de la maxime suivante : « la meilleure défense c'est l'attaque », on dira : « Le but à atteindre serait d’être capable de défendre, de contre-attaquer (riposter) et contrer (attaque dans l’attaque) dans toutes les positions de corps et quelle que soit la place dans l’aire de combat avec le moindre risque ».

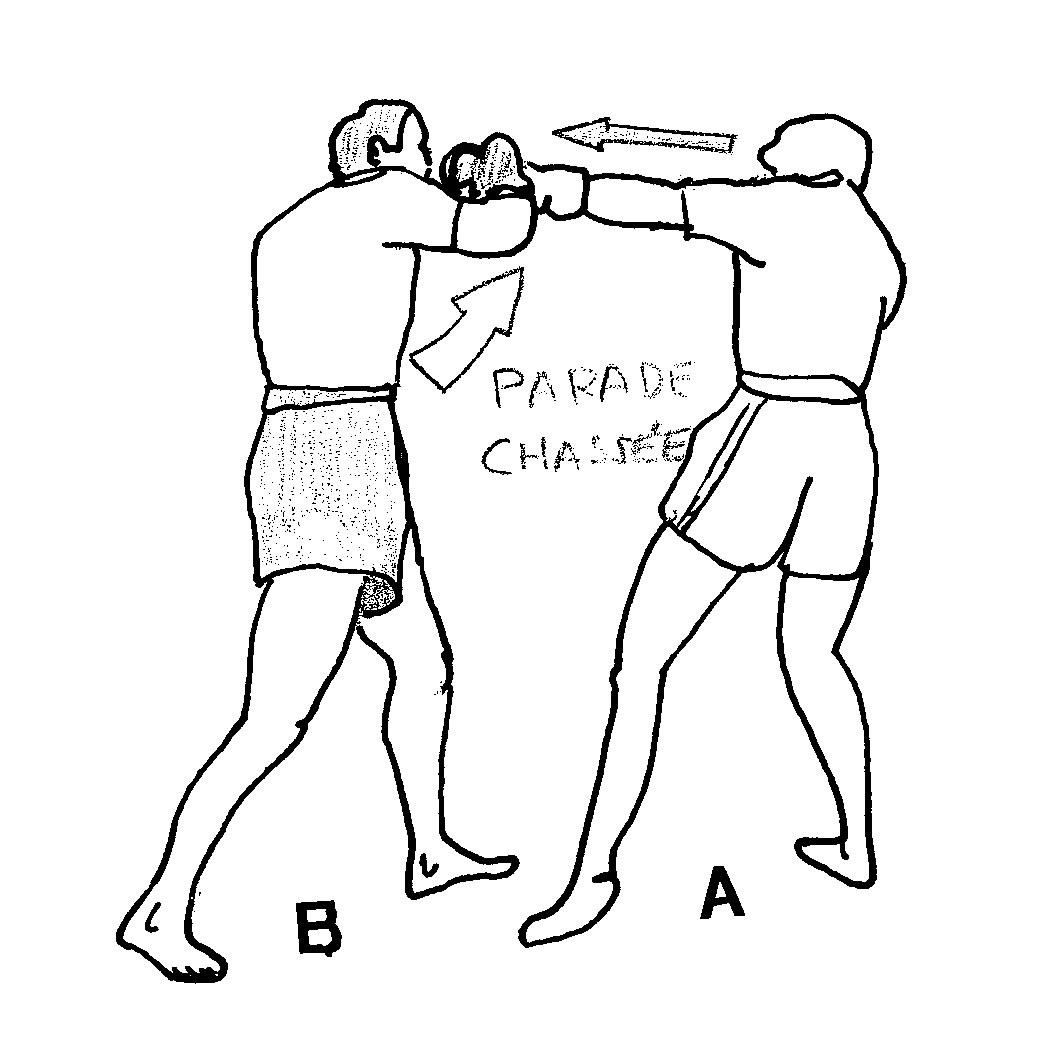
3.1 - Deflection (action de déviation du jab)
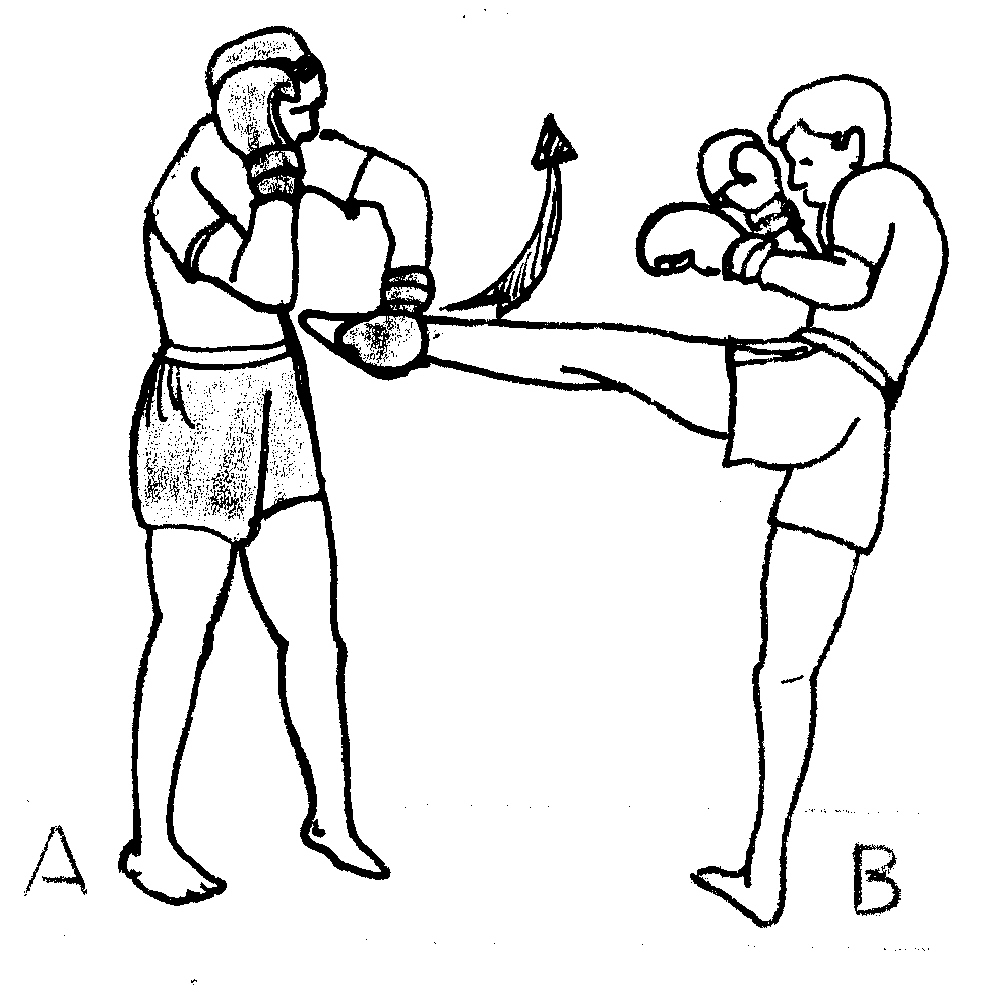
3.2 - Deflection (action de déviation du front-kick)
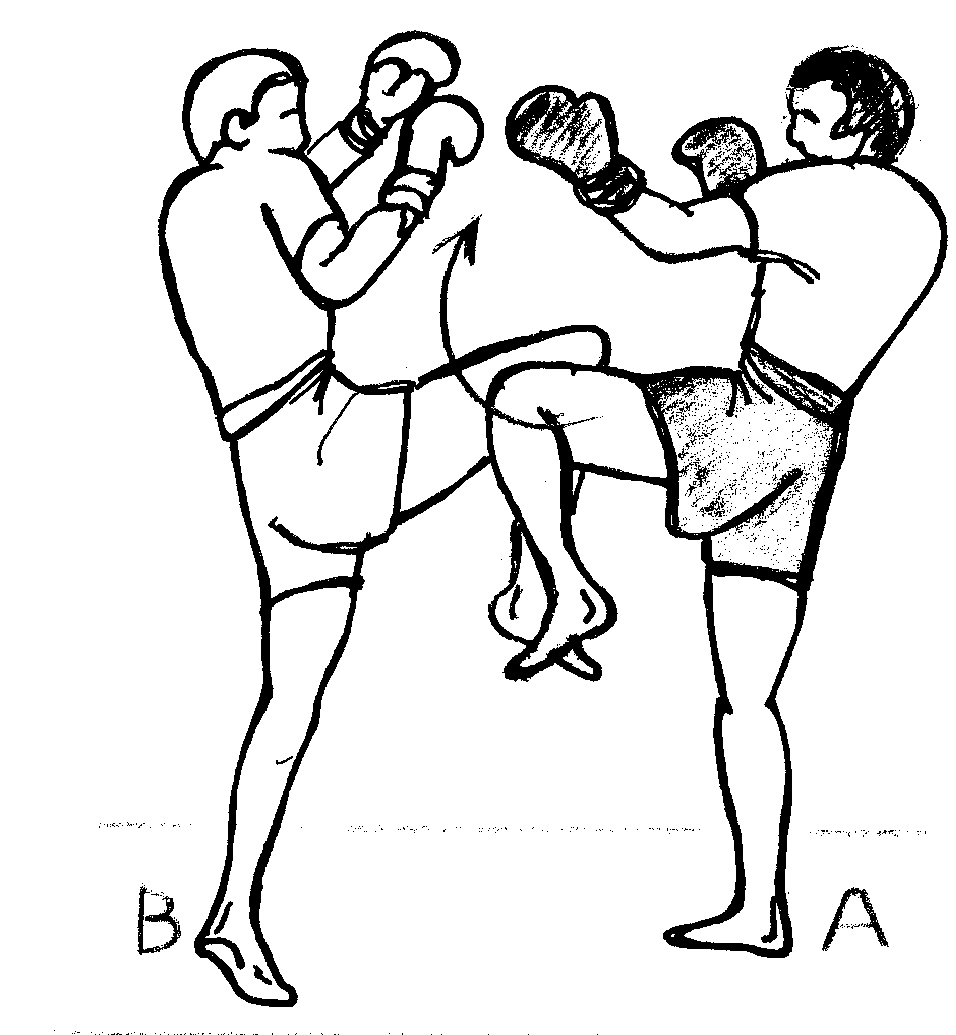
3.3 - Deflection (action de déviation du straight knee-thrust)
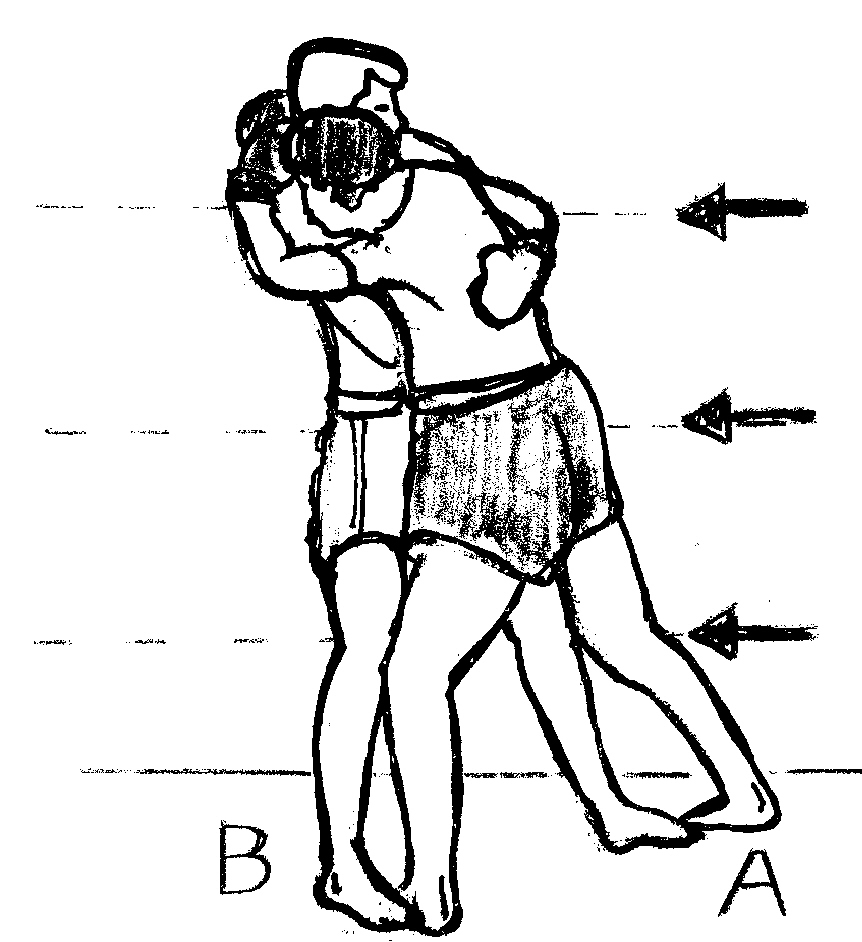
3.4 - Clinching (action de contrôle au corps à corps)

### Contre-attaque
Synonyme de « riposte » (Vocable d’escrime). Il s’agit, d’une offensive déclenchée après une attaque adverse et généralement après avoir effectué une défense. On parle aussi de « réponse offensive » à l’attaque adverse, en l’occurrence pour les sports de combat de percussion, « d’un coup ou enchaînement de coups déclenchés après avoir annihilé l’attaque adverse par une technique de défense ». Les catégories de défense utilisées dans la phase offensive adverse : le blocage du coup (ou couverture de la cible visée), l’absorption du coup, la déviation de l’arme, l’esquive de l’attaque ou la neutralisation de la future offensive ; action qui sera suivi d’une une contre-attaque. En position de défense, on prend l’initiative de contre-attaquer juste au moment même où l’adversaire a terminé son attaque. On parle également de « remise » lorsque le geste de la riposte est identique à l’attaque adverse (Ex. : riposter avec un jab après un jab adverse).
. Ex. 1 :
1.  ⇒  2. 
1. Après une défense en couverture de la cible lors d’un crochet (en anglais, « hook »)…
2. ...[B] riposte en uppercut du bras arrière
. Ex. 2 :
1.  ⇒  2. 
1. Après une absorption d’un jab…
2. ...[B] riposte en underhand du bras arrière
. Ex. 3 :
1.  ⇒  2. 
1. Après une couverture sur un cross plongeant…
2. ...[A] riposte en uppercut du bras arrière

### Attaque dans l’attaque adverse
Synonyme de « contre » (Vocable des sports d’opposition) terme qui prête à confusion au regard de l’idée de « contre-attaque ». L’attaque de type « contre » est portée dans l’offensive adverse alors que la contre-attaque est lancée après l’offensive adverse.
. Ex. 1 :
1 : 
Lors d’une attaque adverse en en anglais, « cross » à la face, [B] porte une attaque simultanée en coup de poing direct du bras avant (en anglais, « jab ») au corps 
. Ex. 2 :
2 : 
Lors d’une attaque adverse en coup de pied circulaire en ligne basse (en anglais, « low-kick »), [A] porte une attaque simultanée en coup de poing direct du bras arrière (en anglais, « cross ») à la face 
. Ex. 3 :
3 : 
Lors d’une attaque adverse en coup de poing direct à la face (en anglais, « jab »), [A] porte une attaque simultanée en coup de pied en arrière et retourné (en anglais, « spinning back kick ») sur le bas du buste

### Attitude, garde et style

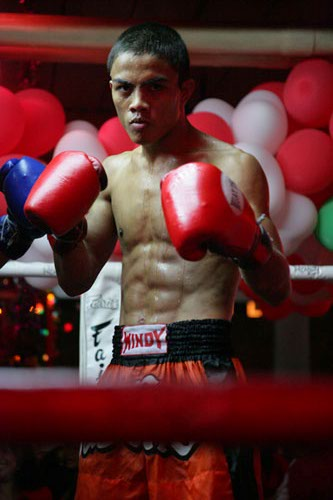
Kick-boxeur photographié par l'artiste Peter Klashorst

Article détaillé : posture en sport de combat
L’attitude désigne deux notions principales. D'abord la façon de se tenir en situation d'opposition (Façon d’être positionné, de se tenir, de s’orienter, d’être protégé ou en garde, etc., dans le combat - posture, garde, positionnement…) et d'autre part, la façon de se comporter sur le plan du comportement d'opposition (style utilisé, stratégie globale employée…). Ex. : on recense différentes attitudes de combat en boxe : garde de trois-quarts de face, garde de profil, garde dite en « crouch » (ramassée), garde basse, garde avec la charge principale sur jambe avant, garde le poids sur jambe arrière, garde avec les appuis très écartés, etc. Quelquefois, la position du corps peut indiquer les intentions d’un combattant à l’égard de son adversaire et même le signe d’un type de tromperie (contre-information). Ex. : une attitude de profil peut être le signe d’un travail d’esquive et riposte du bras avant ainsi que de contre.

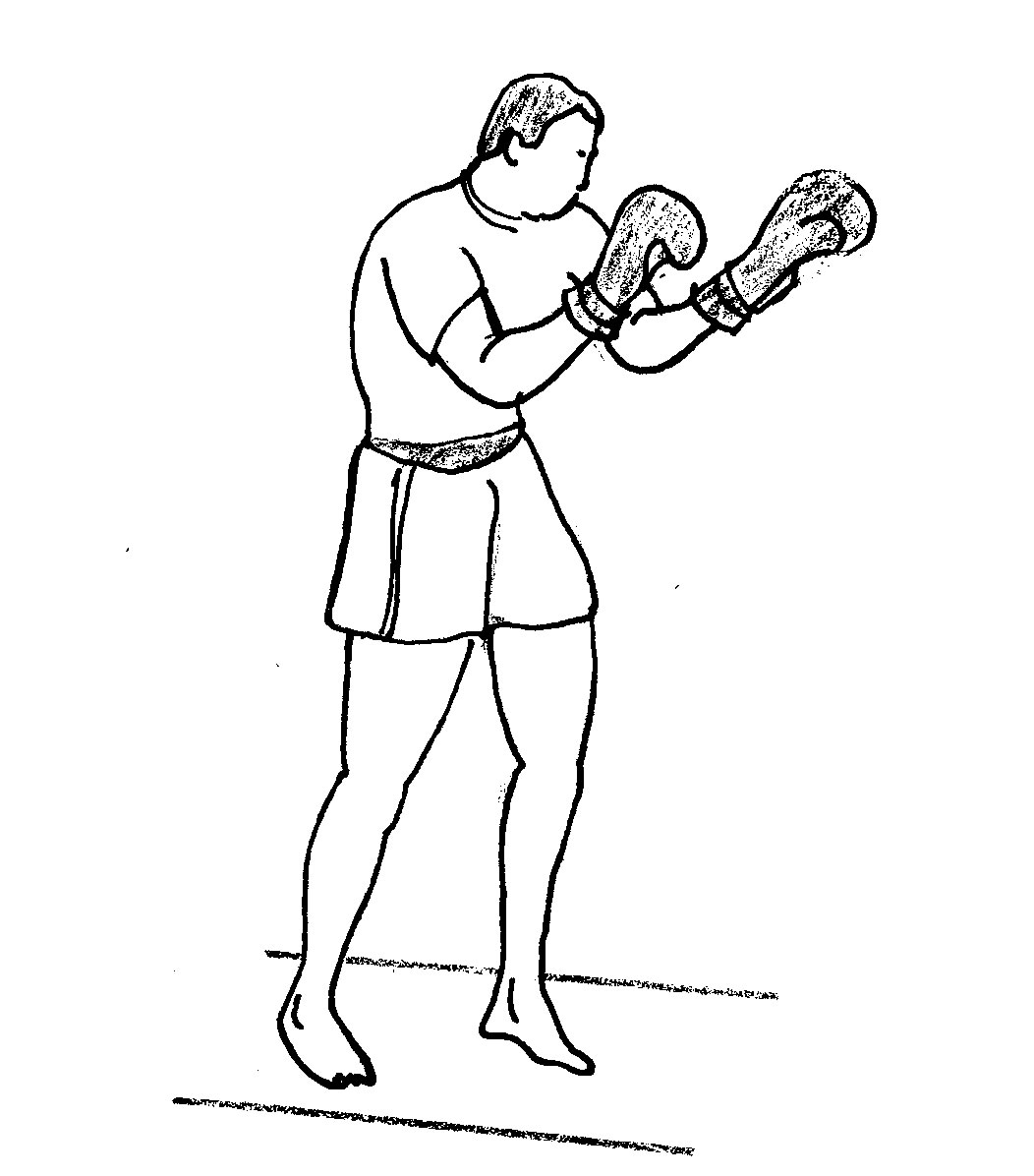
Garde haute dite « avancée » (deux poings en avant)
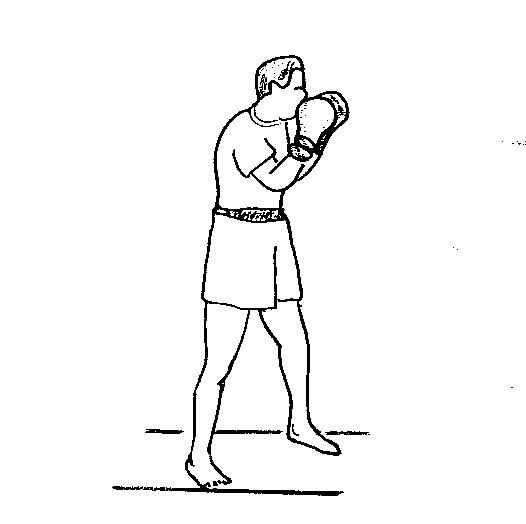
Garde haute dite « rentrée » (deux poings rentrés)
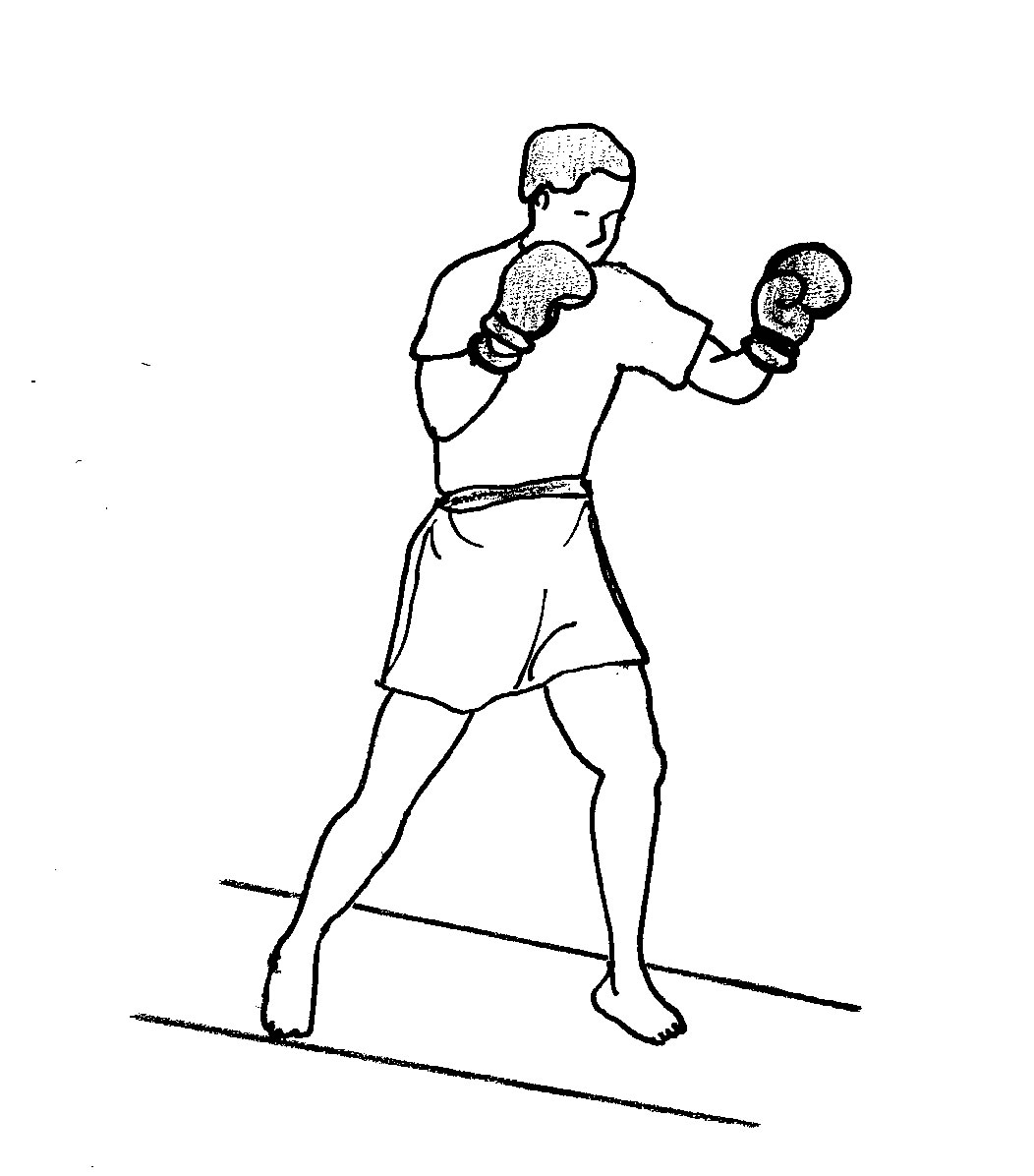
Garde haute et mixte (un poing avancé et un rentré)
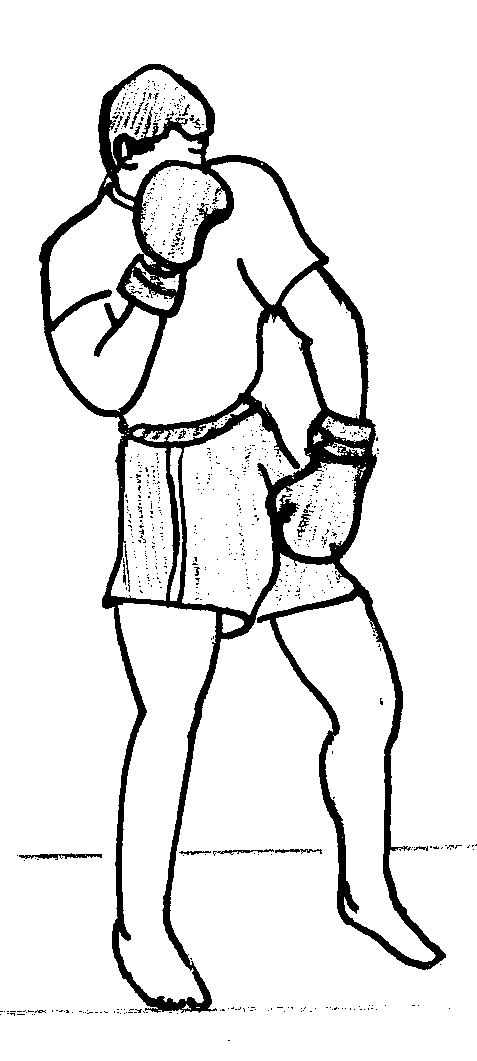
Garde basse et mixte (un poing avant en bas et un rentré)

Les anglophones parlent plutôt de « position » que de « garde » à proprement parler (ex : « side-step » pour la garde latérale utilisé plutôt en full-contact et point-fighting). La garde pour ces premiers c’est le haut du corps et également les appuis au sol, ainsi ils utilisent le terme « upright-stance » pour une position verticale de buste et « full crouch » pour une attitude recroquevillée. Pour nous, on utilise l’expression d’attitude de combat lorsqu’on désigne l’ensemble. Donc lorsqu’on parle de « garde » dans l’école française, on pense souvent à la position des bras pour se protéger. Mais bien plus que cela, elle désigne une organisation corporelle permettant au combattant de se préparer à défendre et d’autre part à passer à l’offensive, cela dans une configuration qui lui offre un maximum de sécurité et d’efficacité. Différentes positions permettent de faire face à un adversaire avant et pendant l’engagement et sont appelées à défaut « garde ». Comme son nom l’indique, « être sur ses gardes » c’est se mettre en alerte permanente et adopter une position favorable pour réagir. De nombreuses attitudes de garde existent : garde trois-quarts de face, de profil, garde inversée, garde haute, garde basse, garde avancée, garde ramassée, etc. Certes, il très important « d’être gardé » (hermétique), mais il faut également adopter une attitude qui permettre d’agir et de réagir rapidement et avec efficacité (donc adopter une posture efficace). A contrario, un boxeur n’adoptant pas d’attitude définie où ayant les bras « en bas » est dit « non gardé ». D’ailleurs, certains boxeurs font ce choix dans la perspective de construire leur jeu sur la base de contre-informations (tromperies).
Le style représente la manière de faire propre à chaque individu et que l’on peut rapporter à des classes de « comportement-type ». Elle est propre à son tempérament, à son potentiel physique ou à ce qui lui a été enseigné par son école de boxe. Ainsi, on distingue : l’attentiste du fonceur et le technicien du frappeur, mais ce classement ne s’arrête pas là. On recense différents caractères variables pour chaque « typologie ». Par exemple, chez les styles « techniques » : boxer en coups longs, en coups d’arrêt, en coup de contre. Chez les styles « physiques » : faire le forcing, boxer en crochets puissants « à la godille », chercher le corps à corps, chercher le coup dur. Lorsqu’un combattant utilise sa façon habituelle de boxer (son style habituel), on dit qu’il est sur son « registre » ; cela à la manière d’un musicien qui répète ses gammes préférées.

## Réglementation sportive
Comme tout sport, le kick-boxing est défini par une réglementation qui fixe ses modalités d'action et ainsi en détermine sa spécificité (Gestes d’attaque, de défense et cibles corporelles à atteindre). Le kick-boxeu(se)r utilise les techniques de bras (Coup de poing et gestes de défense) selon les modalités proches de la boxe anglaise et ne peuvent donc frapper en dessous de la ceinture anatomique. Les techniques de jambe et balayages sont celles des sports de combat et arts martiaux dits de percussion, néanmoins sous la ligne de la ceinture le règlement est différencié entre le style américain et le style japonais. Ces contraintes réglementaires en font deux disciplines distinctes ayant des stratégies spécifiques et en partie différenciées du point de vue sportif.

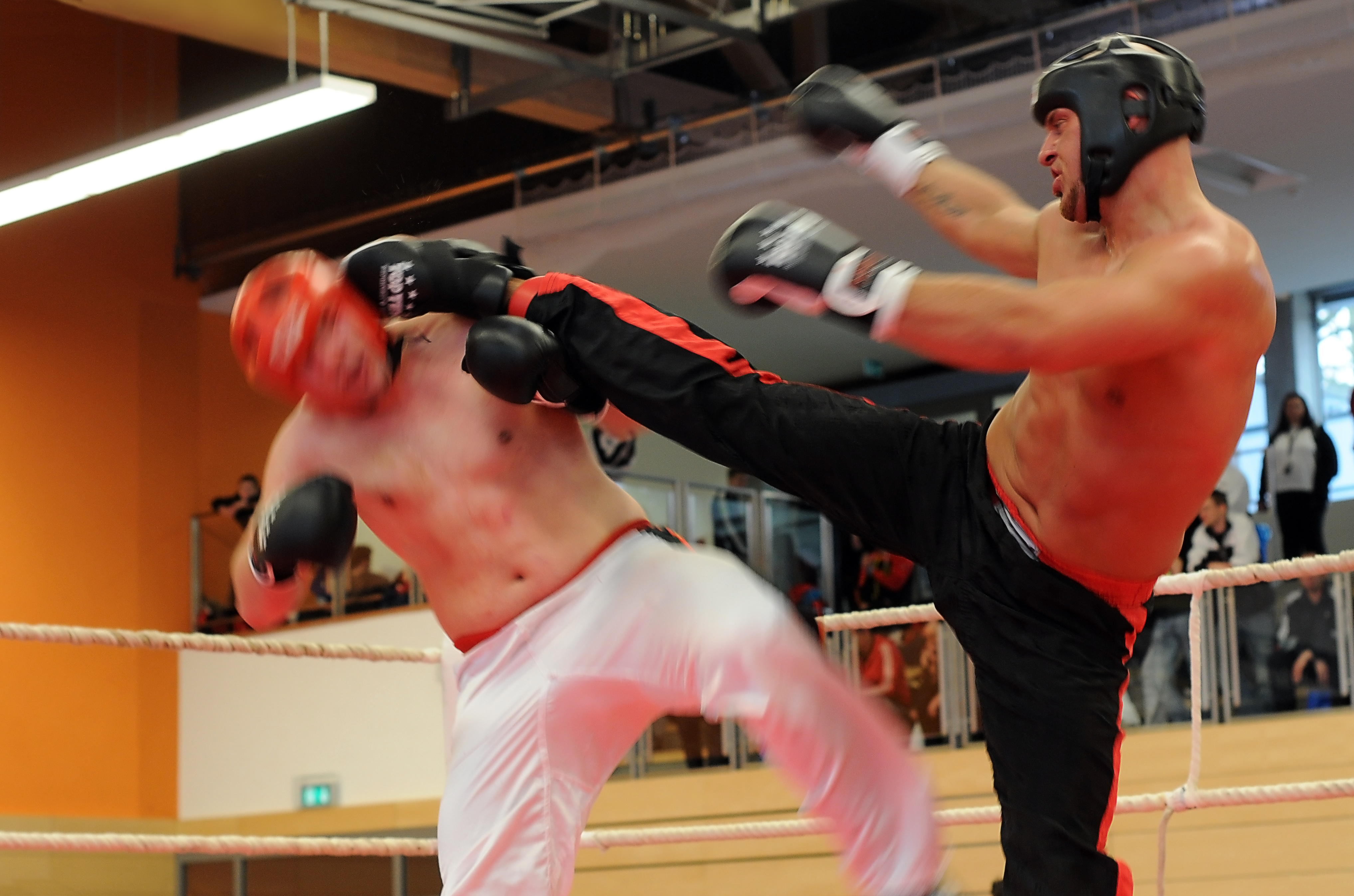
Tenue de kick-boxing américain de la fin des années 1970 et du début des années 1980

Les catégories d’âge et de poids, les règles de jeu diffèrent quelque peu suivant la fédération internationale et la réglementation du pays.

### Gestuelle autorisée
La gestuelle de percussion autorisée par la plupart des fédérations internationales est la suivante :
- Avec le membre supérieur : Les techniques dites de bras ou coups de poing sont reprises des arts martiaux et des sports de combat et s’apparentent à celles de la boxe anglaise. Elles peuvent être portées sur les cibles corporelles autorisées à deux hauteurs du corps (Tête et buste).
- Avec le membre inférieur, les techniques sont également reprises des arts martiaux et des sports de combat, notamment à l’origine de la création du kick-boxing au Japon et aux États-Unis dans les années 1960, en particulier celles des pratiques du Sud-Est asiatique et de l’Extrême-Orient : Les techniques dites de coup de pied. Elles peuvent être portées sur les cibles corporelles autorisées aux trois hauteurs du corps (Tête, buste et membres inférieurs).

Le règlement de compétition différentie les deux disciplines ci-dessous : 
- Le kick-boxing américain (Low-kick) : dans lequel la percussion sur le membre inférieur autorise exclusivement le coup de pied circulaire à l’endroit et sur la cuisse et le coup de pied de balayage sur le bas de la jambe et le pied.
- Le kick-boxing japonais (K-1) : pour ce dernier, il est autorisé tout type de percussion en coup de pied sur le membre inférieur (Cuisse et jambe) et le coup de genou dit en trajectoire frontale ou « directe » et cela aux trois hauteurs de cibles et sans saisie de l’adversaire.

### Tenue et équipements de protection
Au tout début du kick-boxing américain et kick-boxing japonais, durant les années 1950 et 1960, les combattants portent en compétition la tenue traditionnelle de leur discipline de combat, notamment un pantalon d’art martial ou de boxe. Depuis la fin des années 1980, le port du short de boxe pour les principales fédérations mondiales est d'usage, notamment à la World Kickboxing Association (WKA), International Sport Kickboxing Association (ISKA), World Kickboxing Federation (WKF), World Association of KickBoxing Organizations (WAKO). Pour ce qui concerne la protection de jambe et pied, pour le kick-boxing américain des années 1970-1980, les combattants portent des protège-tibias et des chaussons de boxe américaine en mousse expansée couvrant le dessus du pied. En France, depuis les années 1990, les novices portent des protège-tibias-pieds d’une seule pièce. Par contre, les élites (Professionnels et semi-professionnels) combattent le membre inférieur sans protection - les pieds et jambes nus voire avec des chevillères qui peuvent être élastiques ou des bandes aux pieds (En France, le port de chevillères est une obligation mise en place, dans les années 1990 par la fédération française de kick-boxing (structure dissoute en 2008), afin de distinguer les kick-boxeurs des autres disciplines proches). Les jeunes et amateurs de tous âges, portent des protections de boxe pieds-poings (casque, jambières en mousse avec le dessus de pied attenant - les chaussons de boxe américaine pour la plupart des fédérations sont abandonnés alors que ce n’est pas toujours le cas pour les fédérations internationales).

### Formes de rencontres à l’international
Pour ce qui est de la pratique compétitive, dans les fédérations de boxes pieds-poings, on trouve :
- Le combat de « light-contact » dit international endosse une forme de type « plein-contact ». Il reprend les règles du kick-boxing de plein impact où les techniques sont appuyées où la recherche de hors combat est interdite. Ce type de « light-contact international » est différent du « light-contact français », où dans ce second style les touches sont parfaitement freinées.
- Le « pré-combat » : forme originelle de rencontre pour les juniors (15-17 ans) sorte de combat de plein-contact où le hors-combat est prohibé ainsi que les coups appuyés à la face.
- Le combat de « plein-contact » : forme originelle du kick-boxing senior (à partir de 18 ans) pour les pratiquants avancés de 18 à 34 ans.

### Disciplines et styles de rencontre de compétition en France

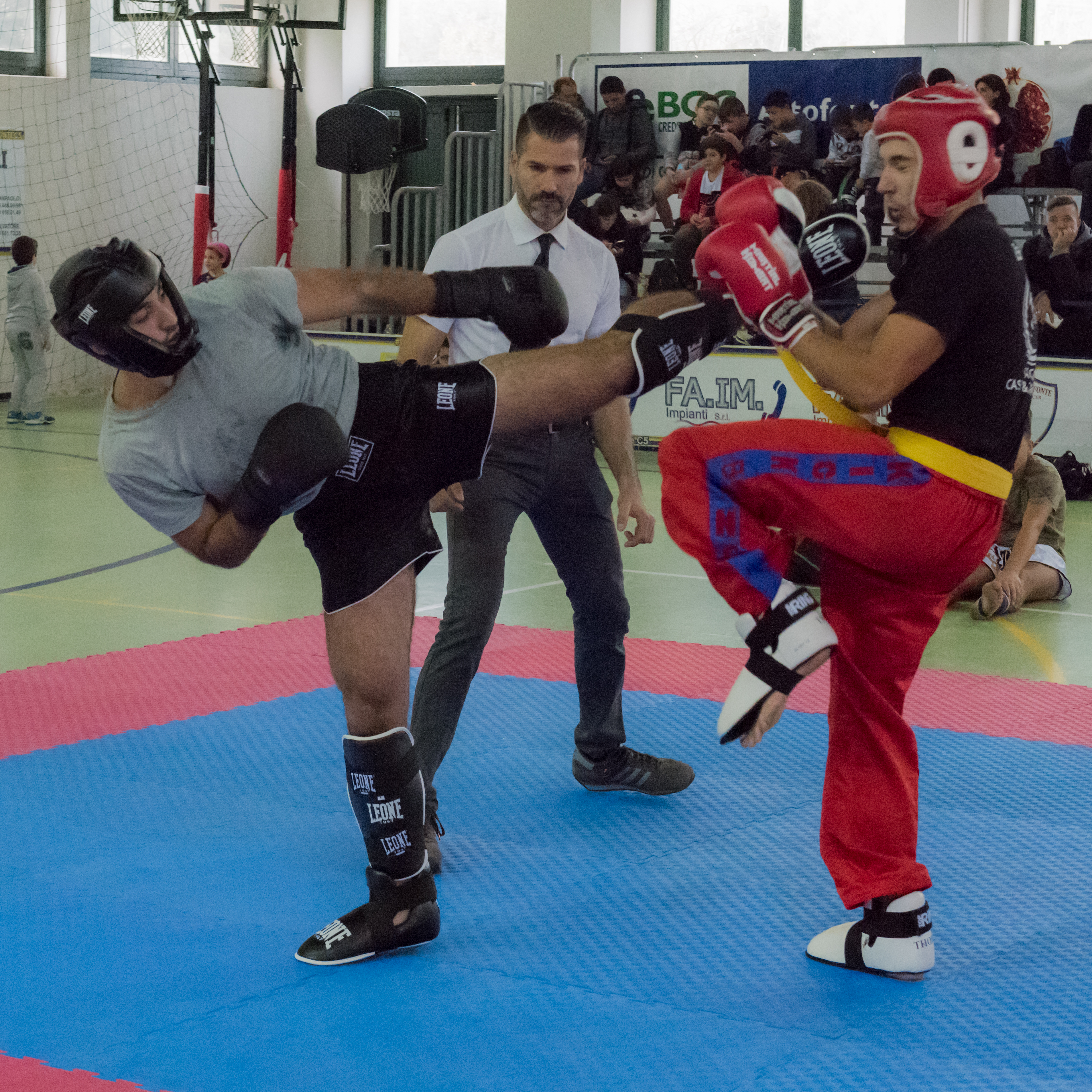
Rencontre internationale de light-contact

Dans la catégorie dite des « boxes américaines » et « boxes japonaises » de compétition, cinq styles de rencontres issues des États-Unis et du Japon sont regroupées :
- Le combat de  plein-contact  : le version américaine ou « low-kick », popularisé par la fédération internationale d’origine en 1976 W.K.A.) et la version japonaise ou « K1 », popularisé dès 1993, avec le tournoi des plus de 93 kg (poids lourds) du K-1 World Grand Prix.
- La rencontre en  pré-combat  : Elle autorise la « frappe appuyée » mais le coup dur est interdit (c’est-à-dire sans recherche de hors de combat). Il est réservé à un combattant expérimenté. À la fin du combat, le combattant ayant le plus de points est déclaré vainqueur (c’est-à-dire : atteinte de cibles corporelles autorisées avec suffisamment de puissance). Pour les mineurs, cadet de la 2e année (15 ans) et junior-1 (16-17 ans) l’impact des techniques doit être très modéré à la face.
- L’assaut en  médium-contact  développé en France dès 2002 par le groupement W.K.A-France devenue en 2019 la Fédération de sports de combat où les techniques sont dites « lâchées » mais sans recherche de coup dur c’est-à-dire légèrement appuyés sans ébranler l’adversaire. Les 40-50 ans peuvent participer en « Médium-contact » mais ils ne sont pas acceptés en « pré-combat en classe D et classe C ». Ainsi un vétéran 40-44 ans ayant un palmarès de 10 victoires en médium-contact peut participer en pré-combat classe B puis en classe A selon son palmarès (et cela, à condition de ne pas avoir interrompu sa carrière de compétiteur de plus de deux années précédant l’activité compétitive et cela jusqu’à la limite de 44 ans).
- L’assaut en light-contact français, appelé en anglais, « soft-contact » par la Fédération de sports de combat (anciennement, le comité national de kick-boxing - C.N.K.B./W.K.A-France). Cette dernière forme, à la suite d'une recommandation du ministère chargé des sports, est une rencontre d’opposition où les coups sont parfaitement retenus. Dans ce style c'est donc la valeur technique qui est privilégiée, le vainqueur étant celui qui a atteint le plus grand nombre de cibles, et non pas celui qui aurait été le plus efficace sur le plan de la puissance de frappe.
- La rencontre en no-contact pour les baby-kickboxeurs (baby-kickboxeuses). Rencontre à distance l’un de l’autre proche du shadow-boxing de l’entraînement.
- Le « triathlon martial » ou super-fight développé en France dans les années 2000 par la structure nationale de kick-boxing WKA et ISKA. Il s’agit d’un tournoi multi-styles exécuté face au même adversaire en trois formes sportives d’un round chacune (1re round en boxe anglaise, 2e en full-contact et 3e kick-boxing) pour un cadet de la 2e année (15 ans), junior-1 (16-17 ans) et junior-2 (18-20 ans) et senior (21-34 ans).

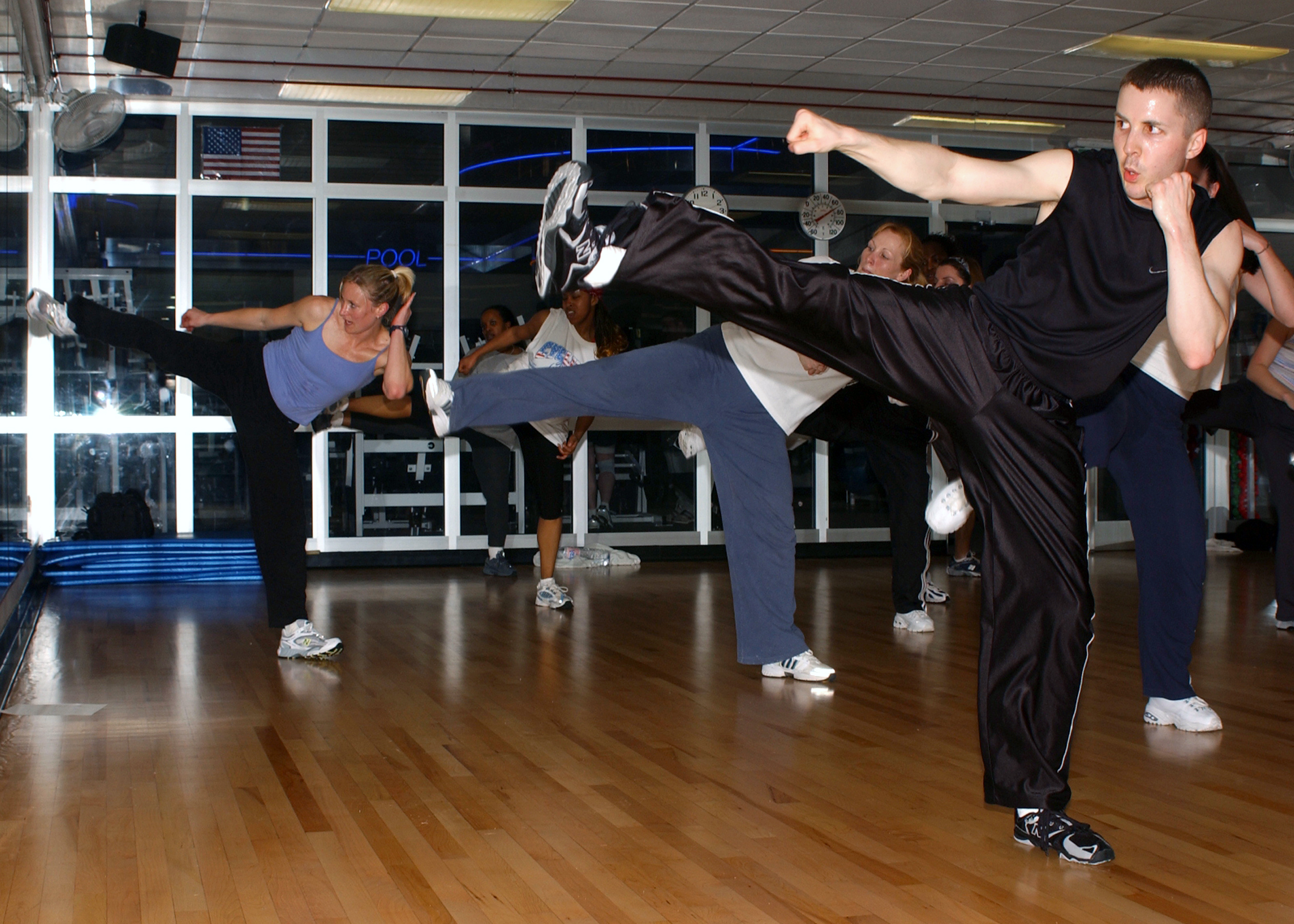
Séance de cardio-kickboxing (aero-kick)

### Autres formes de pratiques connexes
De nombreuses disciplines sont dérivées de la pratique du kick-boxing et notamment font partie d’exercices dits de loisir :
- Le  cardio-kickboxing , activité de mise en forme de type cardio-training et sa version de compétition, l’aéro-kick, discipline privilégiant la démonstration technique en musique. Ces deux activités précédentes sont des marques déposées de la fédération internationale WKA comme l’est également le terme « kickboxing ».
- Le  kick-boxing défense (ou « kick-défense »), discipline dédiée à la défense personnelle.

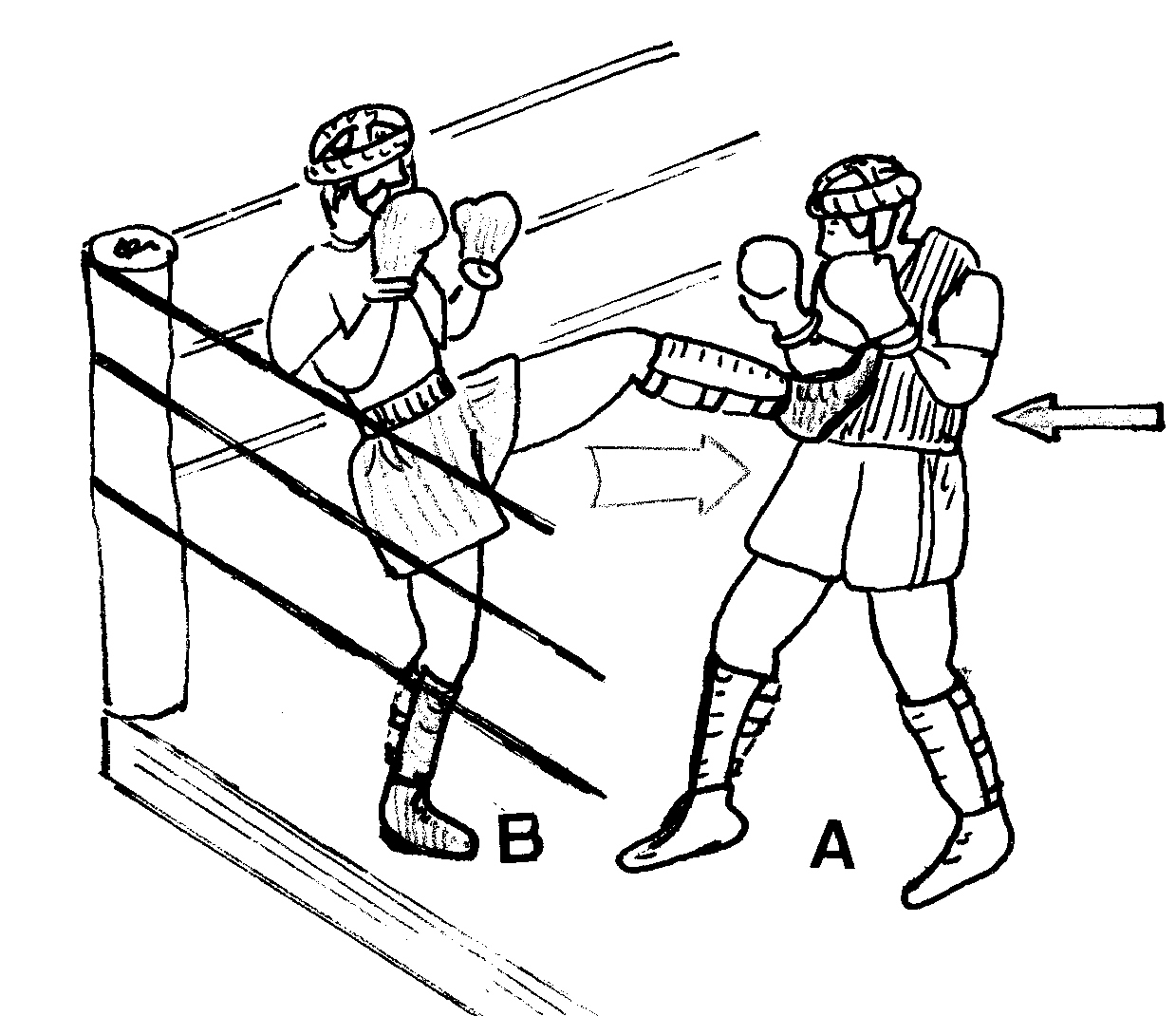
Pratiquants débutants avec protections maximales (kick-light)
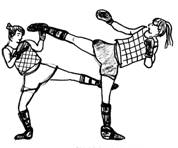
Entraînement féminin avec protections en mousse (kick-light)
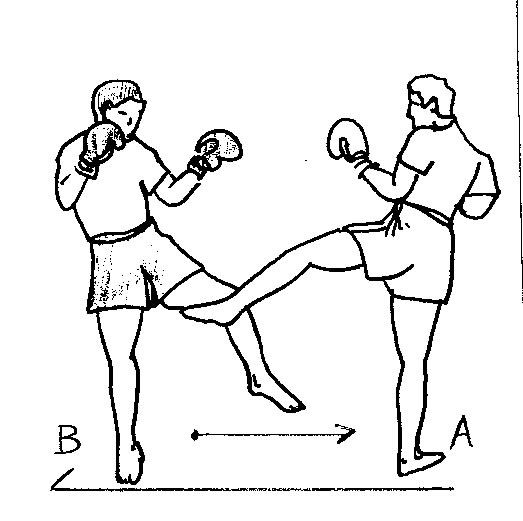
Combat sans protections (semi-pro et professionnel)
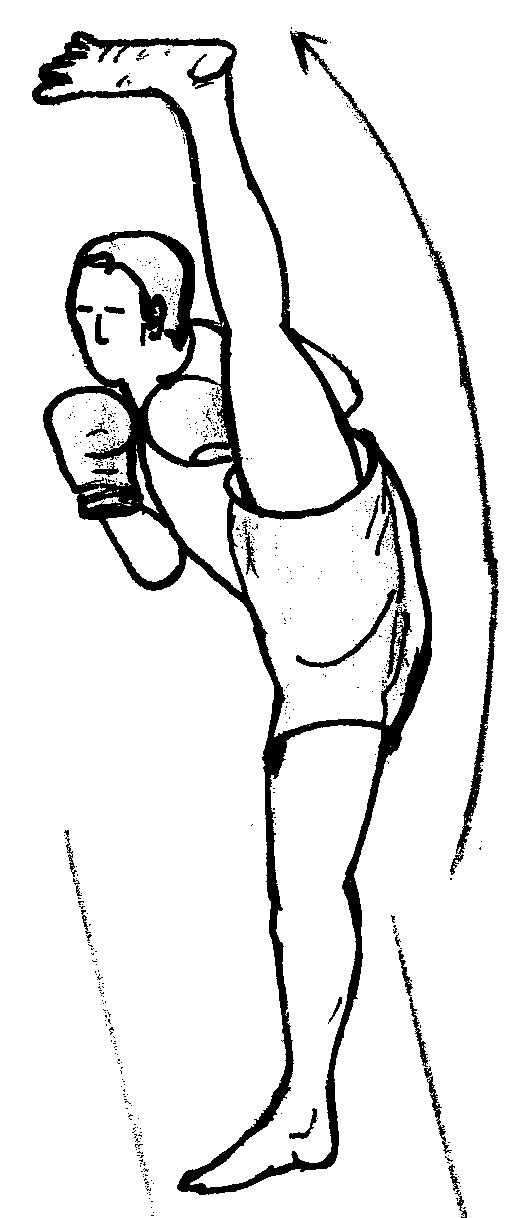
Cardio-kickboxing (side-kick en aéro-kick)

## Grades techniques
Dans les années 1960, les grades délivrés par les enseignants de full-contact et de kick-boxing que ce soit du côté américain (American kickboxing) ou japonais (Japanese kickboxing) s’inspirent pour les grade supérieurs (ceinture noire) de la progression des arts martiaux du début du XXe siècle et pour les grades de couleur de la progression européenne mise en place dans les années 1920 en Angleterre puis en France par les arts martiaux japonais.
La ceinture noire est le symbole du full-contact et kick-boxing, depuis la création de la première fédération de kickboxing aux États-Unis, la World kickboxing association (WKA) en 1976 (l’emblème de la WKA est composé d’un globe terrestre entouré d’une ceinture noire).
N.B. : Au début du kick-boxing japonais et du kick-boxing américain des années 1960, les pratiquants portaient un pantalon d’art martial et une ceinture de grade. Notamment dans sa forme de compétition jusqu’aux années 1980, en kick-boxing américain, le port du pantalon était d’usage. Fin des années 1990, la prédominance du kick-boxing de type K1 dans la pratique de compétition a privilégié le port du short de boxe.

Aujourd’hui, à l’entraînement de kick-boxing, la ceinture de grade se porte uniquement avec le pantalon d’art martial ou le pantalon de boxe et non avec le short de boxe.

## Grades délivrés par l’enseignant du club
En France, pour les sports de combat, le système de grades de couleur délivré par l’enseignant utilise celui de certains arts martiaux.

### Grades de base (dites «ceintures de couleur») pour les moins de 15 ans
En France, au système de couleur des 15 ans et plus (de ceinture blanche à marron), il est d'usage depuis les années 1990 d'utiliser les ceintures à section pour les jeunes de moins de 15 ans (ceinture : blanche-jaune, orange-verte, et même en supplément, verte-bleue et bleue-marron). Ce dispositif permet de rajouter des étapes intermédiaires pour des jeunes ayant une pratique précoce. Notamment, cette gradation a été mise en place par la WKA-France et la Fédération de sports de combat (et arts martiaux) – France en 2002. Il existe dans certains arts martiaux la ceinture violette en remplacement de la ceinture bleue-marron.
| Grade en France          | 1er grade de couleur | 2e                  | 3e                  | 4e            | 5e    | 6e           | 7e     | 8e           | 9e    | 10e   | 11e    |
| Couleur en France        | blanche              | blanche à un liseré | blanche à 2 liserés | blanche-jaune | jaune | jaune-orange | orange | orange-verte | verte | bleue | marron |
| Représentation en France |                      |                     |                     |               |       |              |        |              |       |       |        |
| Âge minimum en France    | 3 ans                | 4                   | 5                   | 6             | 7     | 8            | 9      | 10           | 11    | 12    | 14     |

### Grades de base pour les grands adolescents et adultes
On trouve habituellement une progression en six étapes.
| Grade en France          | 1er grade de couleur | 2e      | 3e     | 4e      | 5e    | 6e     |
| Couleur en France        | blanche              | jaune   | orange | verte   | bleue | marron |
| Représentation en France |                      |         |        |         |       |        |
| Âge minimum en France    | 14 ans               | 14 et ½ | 15     | 15 et ½ | 16    | 17     |

## Grades supérieurs (Degrés de la ceinture noire) délivrés par un jury fédéral

### Modes d’obtention des grades supérieurs
Suivant la fédération concernée plusieurs modes d’obtention de grades supérieurs coexistent. Nous trouvons dans certaines fédérations les formules suivantes pour l’obtention des grades du bas de l’échelle (c-à-d. du 1er au 3e degré).

#### Formules de validation par un examen technique fédéral
Examen technique classique (deux voies : « dominante technique » et » dominante compétition ») [ETC]. 

Il existe également dans certaines fédérations, des adaptations selon le profil du candidat : 

- Examen technique classique pour un moins de 35 ans [ETC]
- Examen technique aménagé pour un vétéran de 35 ans et plus (notamment, si le candidat le souhaite, une dispense du module 3 : épreuve d’opposition) [ETA]
- Examen technique spécial pour un cadre fédéral, athlète émérite et entraîneur de club émérite [ETS]
- Examen technique en sport adapté (Handisport) [ETH]
- Examen technique réduit pour un compétiteur disposant résultat de compétition (nombre de rencontres, nombre de victoires et titres sportifs)
- Accession par résultats de compétition et titres sportifs régionaux [ARC] - examen technique réduit [ETR]
- Accession par les titres sportifs nationaux et internationaux [ATS] – examen technique très réduit [ETTR].

#### Formules par la validation de grades supérieurs par les acquis de l’expérience [V.A.E.] délivrés par une commission fédérale
Pour certains grades, et suivant la fédération, il existe d’autres voies d’accès, notamment :
- Reconnaissance des expériences techniques [RET] – sans examen technique (Décision de la CSDGE).
- Accession à titre exceptionnel [ATE] – sans examen technique (Décision de la CSDGE)
- Équivalence de diplôme issu d’une autre fédération ou de l’étranger [EDF]
- et mise à jour de diplôme fédéral d’une précédente fédération [MDF].
Voir les différentes formules sur le schéma ci-dessous.

##### Validation du1erdegré probatoire par les acquis de l’expérience
Grade exceptionnel délivré à des pratiquants particuliers. Il est accordé lors d’une décision de la commission des grades de la ligue régionale ou au niveau national par la CSDGE. Ce grade fédéral est réservé à un : .

- Compétiteur émérite disposant de résultats de compétition
- Enseignant de club émérite
- Pratiquant ne pouvant pas se présenter à l’examen technique au regard d’une difficulté de santé ou d’un âge avancé.
N.B. : cette étape (dite probatoire) n’est pas obligatoire, ainsi un candidat peut se présenter directement au 1er degré de l’examen technique fédéral [ETF].

### Examen technique fédéral de grades supérieurs (degrés)
Suivant la fédération, pour l'obtention d’un grade, Il faut valider différents modules (ou UV : unités de valeur) définis pour chacun des degrés de l’échelle. Les épreuves techniques se déroulent devant un jury fédéral (régional ou national suivant le degré du grade). 

Citons ci-dessous, pour la formule « examen technique classique [ETC] », les modules du grade de 1er degré (ou ceinture noire du 1er degré). L’obtention de ce grade peut s’effectuer selon deux voies principales : 
- 1 - Voie de la « dominante technique » . Il faut valider six unités de valeur :

-  UV.1 : une épreuve de tests physiques
-  UV.2 : une épreuve de maitrise du travail au sac
-  UV.3 : une épreuve de maitrise des outils pugilistiques
-  UV.4 : une épreuve de gestuelle et combinaisons de combat
-  UV.5 : une épreuve d’opposition (Sparring)
-  UV.6 : une épreuve de connaissances (historique, règlement, vocabulaire et stratégies).
-  + Investissement du candidat
- 2 - Voie de la « dominante compétition »  réservé à un candidat disposant de résultats de compétition et de titres sportifs.

- Accession par les résultats de compétition et titres sportifs régionaux [ARC] - examen technique réduit [ETR], il faut valider quatre unités de valeur : UV n°2, 3, 4 et 6.
- Accession par les titres sportifs nationaux et internationaux [ATS] – examen technique  très réduit [ETTR], il faut valider trois unités de valeur : UV n°2, 3 et 4.

#### Réduction du temps de pratique entre chaque degré et de l’âge requis
Ces bonifications consistent en une diminution du temps requis pour accéder au grade supérieur. Elles sont obtenues sur présentation d’un dossier conforme au dossier type élaboré la Commission Spécialisée des Degrés et Grades Équivalents (CSDGE). Ce dossier comporte les attestations des titres et fonctions dont se prévaut le candidat.
Pour une carrière, les bonifications ne peuvent être accordées que pour deux degrés au maximum :
- Pour les grades du haut de l’échelle (Exemple pour une échelle de dix degrés : à partir du 5e degré), la demande de bonification en temps de pratique doit être envoyée au plus tard 90 jours avant le passage d’examen au responsable national des grades et équivalences (RNGE). Le directeur technique national (DTN) ou à défaut le responsable national des grades et équivalences (RNGE), au vu de ces pièces, délivre une attestation ouvrant droit aux bonifications.
- Pour les grades du bas de l’échelle (Exemple pour une échelle de dix degrés : à partir du 1er jusqu’au 4e degré), la demande de bonification en temps de pratique doit être envoyée au plus tard 90 jours avant le passage d’examen au responsable régional des grades et équivalences (RRGE) de la Ligue régionale de rattachement. Le directeur technique régional (DTR) de la ligue régionale ou à défaut le responsable régional des grades et équivalences (RNGE), au vu de ces pièces, délivre une attestation ouvrant droit aux bonifications.

Certains pratiquants, par leur rayonnement et leurs actions rendent d'éminents services à leur propre discipline martiale ou/et sportive et la fédération, à leur image nationale, internationale et mondiale. Il a été décidé d'accorder des bonifications de temps à ces pratiquants dont la valeur technique et sportive est connue et reconnue. Ces bonifications sont obtenues sur présentation d’un dossier comportant les attestations des titres et fonctions correspondantes. Les ayants droit à ces bonifications sont classés en différentes catégories. Les durées d’activité seront certifiées par le président de la ligue, de la zone interdépartementale ou du comité départemental, ou le responsable national de l’arbitrage. Classification des ayants droit :
- Catégorie A :
  - Un médaillé d’un championnat international en junior ou senior individuel ou individuel-para (Monde, Europe, Olympique, Jeux mondiaux)
  - Le directeur technique national en activité et conseillers techniques nationaux en activité et leurs adjoints
  - Les entraîneurs nationaux en activité de la sélection française de haut niveau
  - Les formateurs nationaux de cadres en activité (d’enseignant bénévole de club et de diplôme d’État, de préparation aux examens de grades du milieu et haut de l’échelle, d‘officiels nationaux)
  - Les officiels nationaux et internationaux en activité (juge, arbitre, superviseur)
  - Les membres de la direction technique nationale en activité (Responsable de département et de division sportive, etc.)
  - Un entraîneur émérite ayant formé lui-même plusieurs athlètes appartenant à de la sélection française de haut niveau ou/et adhérents titulaires de grades du milieu de l’échelle ou/et adhérents titulaires de diplômes d’enseignant fédéral et de l’État (BF3, CQP, BEES, BPJEPS…)
  - Un lauréat d’un grade du milieu et haut de l’échelle ayant obtenu une mention « très bien » au grade précédent
  - Un titulaire du DESJEPS (BEES 3°) ou DEJEPS (BEES 2°) en activité.
- Catégorie B :
  - Un médaillé d’un championnat national en junior ou senior individuel de la série “élite” et “para-élite” (Excepté : universitaire, armée, corporatif et police)
  - Le directeur technique régional en activité et cadres techniques nationaux en activité et leurs adjoints
  - Les entraîneurs nationaux en activité de la sélection régionale de haut niveau
  - Les formateurs régionaux de cadres en activité (d’enseignant bénévole de club et de diplôme d’État, de préparation aux examens de grades du bas de l’échelle, d‘officiels régionaux)
  - Les officiels régionaux en activité (juge, arbitre, superviseur)
  - Un entraîneur émérite ayant formé lui-même des athlètes appartenant à de la sélection régionale de haut niveau ou/et adhérents titulaires de grades du bas de l’échelle ou/et adhérents titulaires de diplômes d’enseignant fédéral (BF1° et BF2°)
  - Un lauréat d’un grade du bas et milieu de l’échelle ayant obtenu une mention « très bien » au grade précédent
  - Un titulaire du diplôme du BF3° (DPF) ou CQP ou BPJEPS (BEES 1°) en activité.
- Catégorie C :
  - Un médaillé d’un championnat régional en junior ou senior de la série “élite” et “para-élite”
  - Un médaillé à un championnat nation universitaire, inter-armée, police, corporatifs
  - Les officiels départementaux en activité (juge, arbitre, superviseur)
  - Un titulaire d’un diplôme fédéral d’enseignant de club en activité : BF1° (DAF) ou BF2° (DIF)

Les bonifications ne sont pas cumulables, c’est-à-dire conjointement pour une diminution de l’âge d’accès et une réduction de temps entre deux grades, et ne peuvent être accordées que trois fois dans une carrière aussi bien pour la filière "examen technique" [ET] ou pour la filière "validation des acquis" [VAE] notamment :
- Reconnaissance des expériences techniques pour un vétéran de 35 ans et plus [RET]
- Accession par les résultats de compétition pour l’accès des degrés du bas et milieu de l’échelle des grades (addition des points de combat : nombre de rencontres, victoires, titres et podiums) [ARC]
- Accession par les titres sportifs en junior/senior de la série « élite » pour l’accès des degrés du bas et milieu de l’échelle des grades [ATS]
- Accession à titre exceptionnel [ATE].
Autres pratiquants pouvant bénéficier de ces dispositions :
- Un lauréat d’un grade du milieu de l’échelle ayant obtenu une mention « très bien » au grade précédent pourra bénéficier d’une réduction de temps d’1 an pour se présenter à l’examen du degré supérieur.
- Un lauréat d’un grade du haut de l’échelle ayant obtenu une mention « très bien » au grade précédent pourra bénéficier d’une réduction de temps d’1 an et 6 mois pour se présenter à l’examen du degré supérieur.
Rappel : le cumul des bonifications n’est pas envisageable (soit une réduction de l’âge requis soit une réduction de temps entre deux degrés).
| ----         | Réduction de temps entre deux degrés | Réduction de temps entre deux degrés | Réduction de temps entre deux degrés | Réduction de temps entre deux degrés | Réduction de temps entre deux degrés | Réduction de temps entre deux degrés | Réduction de temps entre deux degrés | Réduction de temps entre deux degrés | Réduction de temps entre deux degrés | Réduction de temps entre deux degrés |                      |
| Échelle      | Bas de l‘échelle                     | Bas de l‘échelle                     | Bas de l‘échelle                     | Bas de l‘échelle                     | Milieu de l‘échelle                  | Milieu de l‘échelle                  | Haut de l‘échelle                    | Haut de l‘échelle                    | Haut de l‘échelle                    | Haut de l‘échelle                    | Haut de l‘échelle    |
| Degrés (dan) | 1er degré probatoire                 | 1er degré                            | 2e degré                             | 3e degré                             | 4e degré et 5e degré                 | 4e degré et 5e degré                 | 6e degré et 7e degré                 | 6e degré et 7e degré                 | 8e degré à 10e degré                 | 8e degré à 10e degré                 | 8e degré à 10e degré |
| Catégorie A  | -                                    | 1 an                                 | 1 an                                 | 1 an et 6 mois                       | 1 an et 6 mois                       | 1 an et 6 mois                       | 1 an et 6 mois                       | 1 an et 6 mois                       | -                                    | -                                    | -                    |
| Catégorie B  | -                                    | 1 an                                 | 1 an                                 | 1 an                                 | 1an                                  | 1an                                  | 1an                                  | 1an                                  | -                                    | -                                    | -                    |
| Catégorie C  | -                                    | 6 mois                               | 6 mois                               | 6 mois                               | 6 mois                               | 6 mois                               | 6 mois                               | 6 mois                               | -                                    | -                                    | -                    |

### Grades techniques supérieurs
En France, comme dans de nombreux pays occidentaux, la progression des grades supérieurs a emprunté celle de la plupart des sports de combat et notamment des arts martiaux japonais.
Ci-dessous un accès âge par âge dans l’échelle des grades, pour un pratiquant qui obtiendrait le 1er degré à l’âge de 15 ans, et au meilleur de sa progression.
| Grade                                                                | 1er degré probatoire   | 1er degré              | 2e degré                     | 3e degré                         | 4e degré                         | 5e degré                         | 6e degré                         | 7e degré                         | 8e degré                       | 9e degré                      | 10e degré           |
| Échelle                                                              | Bas de l‘échelle       | Bas de l‘échelle       | Bas de l‘échelle             | Milieu de l‘échelle              | Milieu de l‘échelle              | Haut de l‘échelle                | Haut de l‘échelle                | Haut de l‘échelle                | Haut de l‘échelle              | Haut de l‘échelle             |                     |
| Compétence en France                                                 | Confirmation technique | Confirmation technique | Confirmation technique       | Confirmation technique           | Expertise technique              | Expertise technique              | Expertise technique supérieure   | Expertise technique supérieure   | Expertise technique supérieure | Référent                      | Doyen               |
| Fonction en France                                                   | Validation initiale    | Validation initiale    | Approfondissement            | Assistant régional               | Cadre régional                   | Cadre régional                   | Cadre national                   | Cadre national                   | Cadre international            | Cadre international           | Cadre international |
| Couleur en France                                                    | Noire ou Noire-blanche | Noire                  | Noire                        | Noire                            | Noire                            | Noire ou Noire-rouge             | Blanche-rouge                    | Blanche-rouge                    | Blanche-rouge                  | Rouge                         | Rouge               |
| Représentation en France                                             |                        |                        |                              |                                  |                                  |                                  |                                  |                                  |                                |                               |                     |
| Examen technique classique                                           | 15 ans                 | 16 ans                 | 17 ans                       | 20 ans                           | 24 ans                           | 29 ans                           | 35 ans                           | 42 ans                           | -                              | -                             | -                   |
| Examen réduit : athlète émérite et haut niveau (catégorie A, B ou C) | A et B = 15            | A et B = 15 C=15+6 m.  | A et B = 16 C = 16 et 6 mois | A =18+6 m. B = 19 ans C =19+6 m. | A =22+6 m. B = 23 ans C =23+6 m. | A =27+6 m. B = 28 ans C =28+6 m. | A =33+6 m. B = 34 ans C =34+6 m. | A =40+6 m. B = 41 ans C =41+6 m. | -                              | -                             | -                   |
| Examen spécial : cadre fédéral ou entraîneur émérite                 | -                      | -                      | -                            | -                                | 22 ans                           | 27 ans                           | 33 ans                           | 40 ans                           | 50 ans (décision de la CSDGE)  | 60 ans (décision de la CSDGE) | -                   |
| V.A.E. (décision de la CSDGE)                                        | 28 ans                 | 30 ans                 | 32 ans                       | 34 ans                           | 37 ans                           | 40 ans                           | 45 ans                           | 55 ans                           | -                              | -                             | -                   |

## Formation d’enseignant

### En France
En France, dans le cadre d’une fédération et de l’État, il existe différents diplômes permettant d’enseigner le kick-boxing comme c’est le cas pour d’autres boxes pieds-poings (full-contact et muay-thaï).
La première catégorie de diplômes, permet d'enseigner la discipline à titre bénévole, ce sont les brevets dits « fédéraux » (B.F.). Ils sont mis en place par une fédération nationale. Pour les fédérations sportives disposant d’un agrément ministériel ou mieux d’une délégation de pouvoirs, elles assurent la formation et le perfectionnement de leurs cadres. Elles peuvent bénéficier, à cet effet, de l'aide des établissements publics de formation mentionnés à l'article L. 211-1 du code du sport.
Dans le domaine de l’enseignement pour les spécialités martiales et sportives qu'elle représente, une fédération met en place le plus souvent les qualifications ci-dessous.
- Les diplômes fédéraux d’enseignant bénévoles de club [BF]  :
  - Attestation d’aide-animateur fédéral [AAF] (Assistant de club) : ce diplôme permet d’aider l’enseignant du club à l'encadrement d'une séance de sports de combat et arts martiaux quel que soit le public et sa validité est illimitée. La formation technique et pédagogique est de 15 heures et il est procédé à une évaluation en continu durant le stage formation.
  -  B.F.1er degré ou diplôme d’animateur fédéral [DAF] (Moniteur de club) : ce diplôme permet d'initier sous la tutelle d'un titulaire du B.F.2e degré ou plus. Notamment il permet de mettre en place et assurer une séance de sports de combat et arts martiaux en priorité pour un public de type « pratique de loisir » et sa validité est illimitée. Il valide notamment le premier cycle d’instructeur (ou 1re partie du [DIF]). La formation dure trois jours en plus de l’[AAF] (ou deux week-ends) soit 20 heures – avec un 1er stage en situation en club de 20 heures et un examen lors du dernier stage. Ce diplôme permet d’assurer des cours en autonomie sous réserve d’avoir 18 ans révolus et de posséder une attestation de secourisme.
  -  B.F.2e degré ou diplôme d’instructeur fédéral [DIF] : ce diplôme permet d’assurer la responsabilité technique et pédagogique d’un club, notamment d’encadrer un public de type « compétiteur » et sa validité est illimitée. La formation pédagogique dure cinq jours (ou trois week-ends) en plus de la formation du DAF. La formation dure cinq jours en plus du DAF (ou 3 week-ends) soit 35 heures – avec un 2e stage en situation en club de 20 heures et un examen lors du dernier stage. Prérequis pour valider le définitivement le diplôme de DIF : attestation d’initiation à l’arbitrage + attestation de secourisme + grade supérieur. Pour être titulaire de ce diplôme, il faut en amont posséder le B.F.1er degré ou l’équivalent.
  - B.F.3e degré ou diplôme de professeur  [DPF] : Diplôme d’enseignant de club le plus élevé, notamment il permet d’encadrer un public de type « compétiteur de type professionnel » et sa validité est illimitée. Il sanctionne une connaissance poussée de la discipline tant au niveau technique qu'au niveau de l’entraînement. En outre, il permet également des fonctions de cadre régional, d'assurer l'encadrement de la formation des cadres techniques de sa discipline principale, et des stages de formation d’enseignant de club. Ce diplôme, selon la fédération est une qualification de pure spécialité voire de polyvalence permettant d’enseigner l’ensemble des disciplines sportives appartenant au même groupe (Ex. dans les boxes pieds-poings : point-fighting, kick-boxing, full contact, muay-thaï, shoot-boxing, etc.).
  -  R.E.P.  (Reconnaissance des expériences pédagogiques) pour les diplômes fédéraux du [DAF] et du [DIF] : dispositif fédéral de validation des acquis de l’expérience [VAE] pour les animateurs ayant assurés des cours depuis trois saisons au minimum dans une association sportive. Deux formules : « aménagement de la formation pour un animateur de 18 ans à 30 ans » et « validation adaptée pour un animateur de 30 ans et plus ».
  - R.E.T.  (Reconnaissance des expériences techniques) pour un diplôme de grade technique supérieur : dispositif de validation des acquis de l’expérience [VAE] pour les pratiquants de plus de 30 ans et pour les athlètes de bon et haut niveau de plus de 15 ans ayant un grand nombre d’expériences sportives et disposant de titres sportifs régionaux voire internationaux.

À consulter, la description des diplômes d’enseignant bénévoles de club en sport de combat et arts martiaux sur 
La deuxième catégorie de diplômes, ci-dessous, quant à elle, permet de former et d’entraîner des personnes contre rémunération. Ces formations sont plus longues en temps de formation qu'un brevet fédéral et certifient des qualifications supérieures d’enseignant voire de cadre fédéral.
- Les diplômes d'État d’enseignant professionnel :
  -  C.Q.P.  : Certificat de qualification professionnelle, mention variable suivant le diplôme (en « sports de combat » ou « arts martiaux »). Il permet un encadrement autonome de tous les publics, d’enseigner à titre de rémunération une discipline ou un groupe de disciplines proches, sous réserve d’une quantité limitée d’heures par semaine.
  -  B.P.J.E.P.S.  : Le Brevet professionnel de la jeunesse, de l'éducation populaire et du sport, soit mention « activités physiques pour tous » [APT] soit mention « boxe » soit mention « sports de contact et disciplines associées ». Diplôme de type IV (niveau du baccalauréat). Il permet un encadrement autonome de tous les publics, d’enseigner à titre de rémunération une discipline ou un groupe de disciplines proches (Ex. : BPJEPS de « sports de contact », ce diplôme est orienté pour les spécialités, « kick-boxing/full-contact », « muay-thaï », et « pancrace »).
  -  D.E.J.E.P.S.  : Le Diplôme d'État de la jeunesse, de l'éducation populaire et du sport est un diplôme de type III (niveau du baccalauréat plus deux années d’études supérieures). Il certifie le perfectionnement dans une discipline et la formation de futur cadre fédéral proches (Ex. : [DEJEPS] pour les spécialités, « activités physiques et sportives adaptées », « boxe anglaise », « boxe thaïe/muay-thaï », « full-contact/boxe américaine », ou « kick-boxing »).
  -  D.E.S.J.E.P.S.  : Le Diplôme d'État supérieur de la jeunesse, de l'éducation populaire et du sport est un diplôme de type II (niveau du baccalauréat plus trois années d’études supérieures). Il confère à son titulaire des compétences étendues dans le domaine de la performance sportive, il a vocation d’encadrement à tous les niveaux dans la structuration de la discipline, ainsi que formateur de formateur.

## Grands noms

### Combattants des années 1970-1980
- Benny Urquidez dit « The Jet » - États-Unis - légende du Kick-boxing américain (également grand champion de full-contact)
- Toshio Fujiwara – Japon - légende du kick-boxing japonais avec ses 129 victoires.
- Patrick Brizon - France - pionnier du muay-thaï en France - 1er champion d'Europe français de kick-boxing

### Champions internationaux des années 1980, 1990 et 2000
- Fred Royers dit « le gladiateur », Pays-Bas (également grand champion d’autres boxes pieds-poings)
- Rob Kaman dit « the Duchman », Pays-Bas (également grand champion d’autres boxes pieds-poings)
- Pete Cunningham, Canada - reconnu par les médias pour être un grand artiste du ring
- Maurice Smith, États-Unis.

### Champions du circuitK-1 World Grand Prixdepuis son démarrage en 1993 au Japon
- Branko Cikatić (Branimir) - Croatie - vainqueur en 1993
- Peter Aerts - Pays-Bas - vainqueur en 1994, 1995, 1998 - finaliste en 2006 et 2010
- Andy Hug - Suisse - vainqueur en 1996 ; finaliste en 1997,1998
- Ernesto Hoost - Pays-Bas - vainqueur en 1997, 1999, 2000, 2002 - finaliste en 1993
- Mark Hunt - Nouvelle-Zélande - vainqueur en 2001
- Remy Bonjasky - Pays-Bas - vainqueur en 2003, 2004, 2008
- Semmy Schilt - Pays-Bas - vainqueur en 2005, 2006, 2007, 2009
- Alistair Overeem - Pays-Bas - vainqueur en 2010
- Mirko Filipović - Croatie - vainqueur en 2012

### Champions du circuitK-1 World MAXdepuis son démarrage en 2003 au Japon
- Masato – Japon - vainqueur en 2003, 2008 - finaliste en 2004 et 2007
- Gago Drago – Arménie
- Andy Souwer – Pays-Bas - vainqueur en 2005, 2007 - finaliste en 2006
- Albert Kraus – Pays-Bas - finaliste en 2003
- Buakaw Por. Pramuk – Thaïlande - vainqueur en 2004, 2006
- Artur Kyshenko – Ukraine - finaliste en 2008
- Giorgio Petrosyan – Arménie/Italie - vainqueur en 2009 et 2010
- Mike Zambidis - Grèce - Demi-finaliste en 2010
- Murthel Groenhart - Pays-Bas/Surinam – vainqueur en 2012

### Autres Champions étrangers depuis les années 1980

#### Années 1980-1990
- Lucien Carbin – Pays-Bas
- Ivan Hippolyte – Pays-Bas
- Glaube Feitosa – Brésil
- Ramon Dekkers – Pays-Bas

#### Années 2000-2010
- François Botha – Afrique du Sud
- Francisco Filho – Brésil
- Ray Sefo – Nouvelle-Zélande
- Stefan Leko – Allemagne
- Mirko Filipovic (Crocop) – Croatie
- Sergei Gur – Biélorussie
- Alexander Ustinov – Russie
- Musashi – Japon
- Alexey Ignashov – Biélorussie
- Cătălin Moroşanu – Roumanie
- Mustafa Lakhsem – Maroc

### Champions français depuis le début des années 1980

#### Depuis 2017
- Pascal Leplat (un des premiers champions du monde français de kick-boxing, également grand champion de full-contact)
- Richard Sylla (un des premiers champions du monde français de kick-boxing, également grand champion de savate)
- Khalid El Quandili (également champion d’autres boxes pieds-poings)
- Abel El Quandili (également champion d’autres boxes pieds-poings)
- Pascal Ducros (également champion de savate)
- André Panza (également champion de savate, de judo et de combat libre)
- Valérie Henin (également championne d’autres boxes pieds-poings)
- Virginie Ducros (également championne de savate)
- Kamel Chouaref (également champion d’autres boxes pieds-poings)
- Dany Roca (également championne d'autres boxes pieds-poings)
- François Pennachio (également champion de savate)
- Jean-Claude Félicie (également champion de savate)
- Nancy Joseph (également championne de savate et muay-thaï)
- Sébastien Farina (également champion de savate)
- Dominique Siegler (également champion de savate)
- Jaid Seddak (également champion de muay-thaï et full-contact)
- Rédouane Bougara (également champion de muay-thaï)
- Delphine Guénon, championne du monde ISKA (catégorie des moins de 53,5 kilogrammes)

#### Années 1990-2000
- Aurélien Duarte (également champion d’autres boxes pieds-poings)
- Morad Sari (également champion de muay-thaï)
- Fabrice Allouche (également champion de muay-thaï)
- Franck Mezaache (également champion de savate et de boxe anglaise)
- Fred Klose (également champion en boxes pieds-poings et boxe anglaise)
- Farid Khider (également champion d’autres boxes pieds-poings)
- Eric Perros (également champion de full-contact)
- Alain Zankifo (également champion de savate)
- Jérôme Le Banner (également champion d’autres boxes pieds-poings)
- Samir Mohamed (également champion d’autres boxes pieds-poings)
- Grégory Tony (combattant de K1-satellites)
- Cyril Abidi (combattant du K1-Grand Prix).

## Fédérations

### Fédérations internationales
De nombreuses fédérales internationales proposent d’organiser des titres amateur (AM), semi-pro (PRO-AM) et professionnel (PRO) :
| Fédération mondiale | Site Web |  |
| --- | --- |  |
| World Kickboxing & Karate Association (W.K.A) - Amateurs et pros, fondée aux États-Unis en 1976                                          | www.worldkickboxingassociation.org                                                                             |  |
| International Sport Kickboxing Association (I.S.K.A) - Amateurs et pros, héritière de l’ex P.K.A., et fondée aux États-Unis en 1986      | www.iska.com                                                                                                   |  |
| World Association of Kickboxing Organizations (W.A.K.O) - Amateurs et pros, fondée en Allemagne en 1976                                  | Officiellement reconnue par le GAISF en tant qu’organe officiel du kick-boxing mondial amateur www.wakoweb.com |  |
| International Combat Organisation (I.C.O.) - Amateurs et pros                                                                            | www.icokickboxing.org                                                                                          |  |
| International Kickboxing Federation (I.K.F) - Amateurs et pros, fondée aux États-Unis en 1992                                            | www.ikfkickboxing.com                                                                                          |  |
| World Traditional Kickboxing Association (WTKA)                                                                                          | www.wtkainternational.com                                                                                      |  |
| World Kickboxing Federation (W.K.F) - Amateurs et pros, rassemble les fédérations européennes depuis le Mondial I.S.K.A. de l’année 2010 | www.wkfkickboxing.com                                                                                          |  |
| Professional Kickboxing Association (P.K.A – PKA nouvel âge, fondée aux États-Unis en 1974                                               | www.pkakickboxing.com                                                                                          |  |
| World Federation of Kickboxing (W.F.K) - Amateurs et pros                                                                                | www.wfk-gov.com                                                                                                |  |
| World Amateur Sport Kickboxing Organization (W.A.S.K.O) – Amateurs                                                                       | |  |
| World Kickboxing Network (W.K.N) - Pros                                                                                                  | www.worldkickboxingnetwork.com                                                                                 |  |
| World Kickboxing Union (W.K.U) | |  |
| World Kickboxing League (W.K.L) | |  |
| World Governing Body (W.G.B) | |  |
| World Kickboxing Council (W.K.C) | |  |
| World Pan-Amateur Kickboxing Association (W.P.K.A)                                                                                       | |  |

### Fédérations françaises
- Fédération de sports de combat (et arts martiaux) – France (FSC) : arts martiaux traditionnels et modernes, activités martiales de défense personnelle, activités martiales de mise en forme (de fitness-martial), boxes pieds-poings, sports pieds-poings-sol, luttes sportives au corps-à-corps et activités martiales du sport adapté (handisport) - fédération créée en 2002 – Président : Thierry Muccini – Directeur Technique Fédéral : Alain Delmas
- Fédération française de kickboxing, muaythaï et disciplines associées (FFKMDA), anciennement la Fédération française de sports de contact (FFSCDA) : muay thaï, chauss'fight, kick-boxing, K1-rules, pancrase, bando, boxe birmane, kung-fu de contact et sanda, lutte contact, boxe boji  - fédération créée en 2008 - Président : Nadir Allouache – Directeur Technique National : Éric Lepagnot
- Fédération de body fighting – France (FSC) : sports de combat et arts martiaux (kick-boxing, MMA (uniquement à l'étranger), boxe thaïe/Muay Thaï, japan-kick, boxing, full-contact, light-contact, karaté, combats avec armes, krav-maga, lutte, konite, hapkido, aikido, tang-soo-do, wing-chun, kobudo, ju-jitsu, kendo, self-défense, arts martiaux acrobatiques, etc.) - Président : Corinne Antonelli – Directeur Technique fédéral : Jean Gérard

### Antennes françaises de fédérations internationales
- International Combat Organisation - I.C.O.-France – kick boxing & karate, arts martiaux, sports de combat, boxes pieds-poings, shoot-boxing, combat mixte (pancrace et MMA), submission-wrestling, forms, self-défense, etc. - Antenne de International Combat Organisation (ICO) : Président : Thierry Muccini et vice-président : Alain Delmas.

## Kick-boxing au cinéma
- 1988 : Bloodsport
- 1989 : Kickboxer de Mark DiSalle
- 1991 : Kickboxer 2 : Le Successeur d’Albert Pyun
- 1992 : Kickboxer 3 de Rick King
- 1994 : Kickboxer 4 d’Albert Pyun
- 1995 : Kickboxer 5 : Le Dernier Combat de Kristine Peterson
- 1993 : Kickboxer (Huang Fei-Hong zhi gui jiao qi) de Ma Wu
- 1996 : Bloodsport 2 d'Alan Mehrez
- 1997 : Bloodsport 3 d'Alan Mehrez
- 1999 : Bloodsport 4